# تاريخ الحضارة الآسيوية
{{فرضيات علمية
قالب:أو Asiéosiwilización hîstorija
|تاريخ= يناير 2021
|تفاصيل= ما هي الحضارة الآسيوية؟
}}

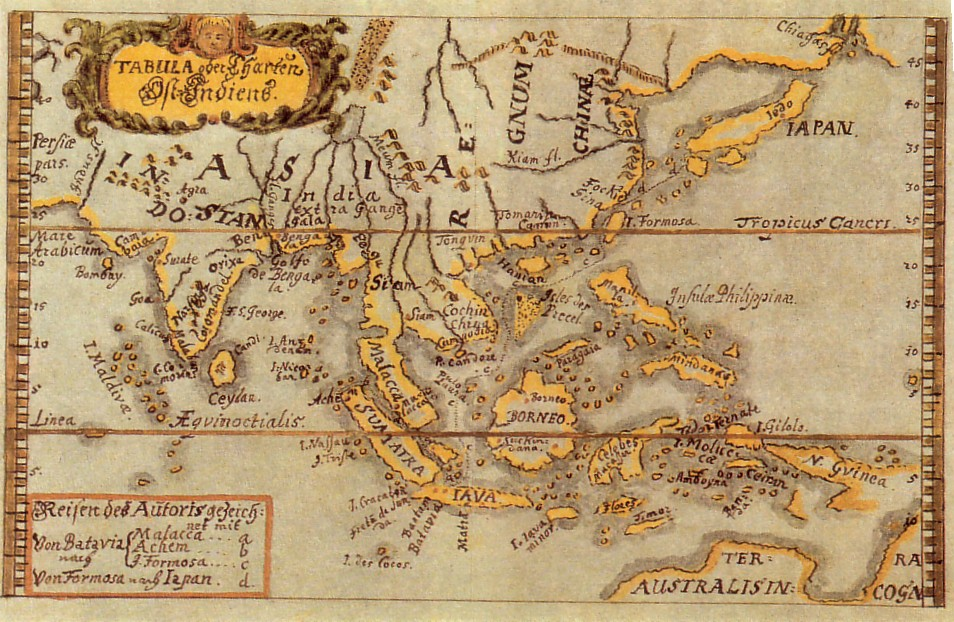
خارطة آسيا من القرن السابع عشر

تاريخ الحضارة الآسيوية الطويل يقسم إلى أربع مراحل رئيسة هي حقبة الحضارات الأسيوية القديمة وتمتد من العصور القديمة حتى سنة 1500 تقريبا، أما الحقبة الثانية فتمتد من سنة 1500 حتى نهاية الحرب العالمية الأولى، وهي حقبة التوسع الاستعمارى في أسيا. أما الحقبة الثالثة فتبدأ من نهاية الحرب العالمية الأولى وحتى بداية القرن الحادى والعشرين، وهي حقبة نشأة الدول الأسيوية المعاصرة، وحركات التحرر الوطنى، والصعود الآسيوى. أما الحقبة الرابعة فهى حقبة آسيا إبان الحرب الباردة.

## الحقبة الأولى: الحضارات القديمة
تمتد هذه الحقبة من العصور القديمة حتى سنة 1500 تقريبا حينما بدأ الغزو الأوروبى لآسيا. خلال هذه الفترة ظهرت ست حضارات هي، الحضارة الصينية في شرقى آسيا، والحضارة الهندية في جنوبى آسيا، وحضارة بلاد الرافدين، والحضارة العربية الإسلامية، والحضارة الفارسية، والحضارة المغولية. ورغم التفاوت بين تلك الحضارات إلا أنها حققت جميعا إنجازات مهمة في الفن، والعمارة، واللغة، والأدب، إلى جانب العلوم والتكنولوجيا. وكانت جميعها، عدا الحضارة العربية حضارات نهرية. وفي حين أن الحضارة الأوروبية كانت تنمو ببطء خلال العصور الوسطى، فإن الحضارات الآسيوية وصلت لدرجة كبيرة من التفوق والرخاء.

### الحضارة الهندية

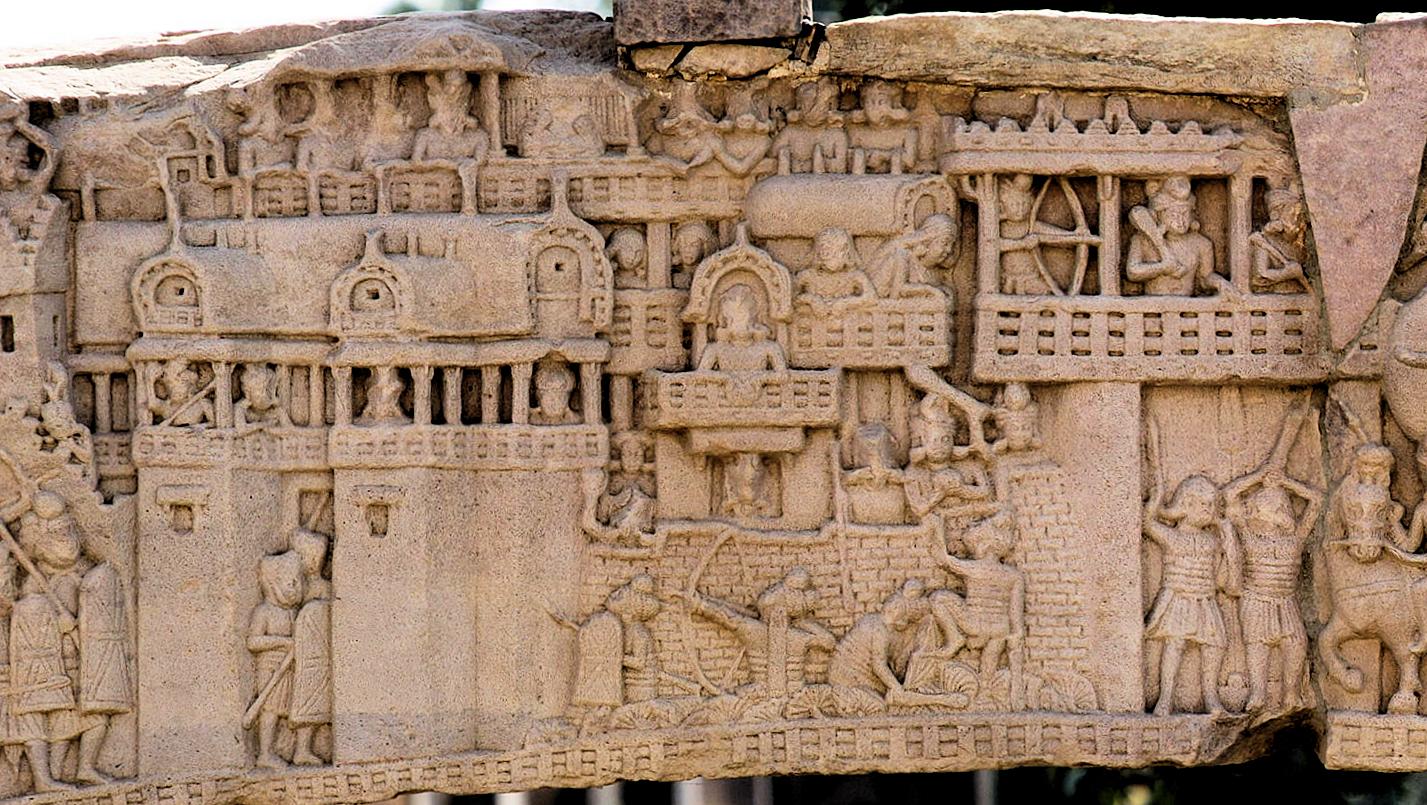
مدينة كوشيناغار في القرن الخامس قبل الميلاد.

حوالى عام 2300 قبل الميلاد ظهرت حضارة زراعية متقدمة في شمالى غرب الهند فيما يسمى بوادى الأندوس. وكان سكان الوادى يستخدمون العربات ذات العجلات، ويصممون المجوهرات واللعب ولديهم لغات مكتوبة. وخلال الفترة من القرن 15 ق م إلى القرن 12 ق م جاءت موجات من شعوب من آسيا الوسطى انتشرت في وادى الأندوس. وقد دمر هؤلاء المدن التي دخلوها ثم استقروا في النهاية في وادى نهر الجانج في شمال غرب الهند. وطورت تلك الشعوب اللغة السنسكريتية، وطورت كذلك الديانة الهندية التي يجسدها الإله فيداس والتي جاءت بنظام الطبقات الذي قسم المجتمع إلى طبقات.
تعرضت الهند لغزو الفرس. كما غزاها الإغريق بقيادة الإسكندر المقدونى، كما حكمت بواسطة غزاة اخرين من آسيا الوسطى. ونتيجة لهذا فإن الثقافة الهندية تأثرت بالثقافات الأجنبية وأثرت فيها. وقد هاجم أمراء اسيا الوسطى شمال الهند في القرن الأول من الميلاد وتأثروا بالثقافة الهندية، وتحولوا إلى البوذية وشجعوا انتشارها في آسيا الوسطى ودول المدينة في الصين. وقد ظهرت في شمالى الهند مملكتان وطنيتان هما مملكة موريان، ومملكة جوبتا. وفيما يتعلق بمملكة موريان فقد ظهرت كقوة مؤثرة في نهاية القرن الرابع قبل الميلاد، وقد أرسل حاكمها أشوكا مبشرين بوذيين إلى أسيا. وبسقوط تلك المملكة سنة 184 قبل الميلاد انقسمت المنطقة وسقطت أجزاء منها تحت يد الغزاة الأجانب وأصبحت البوذية دينا مضطهدا، لأن البراهمة من الكهنة الهندوس شجعوا انتشار الهندوسية عبر الهند. أما الإمبراطورية الهندية الأخرى فقد ظهرت في عام 320 قبل الميلاد عندما سيطرت مملكة جوبتا على وادى الجانج. ورغم أن الغزاة دمروا الإمبراطورية في القرن الخامس، إلا أن الفن والعمارة والحضارة الهندية وصلت القمة خلال حكم تلك المملكة.

### الحضارة الصينية

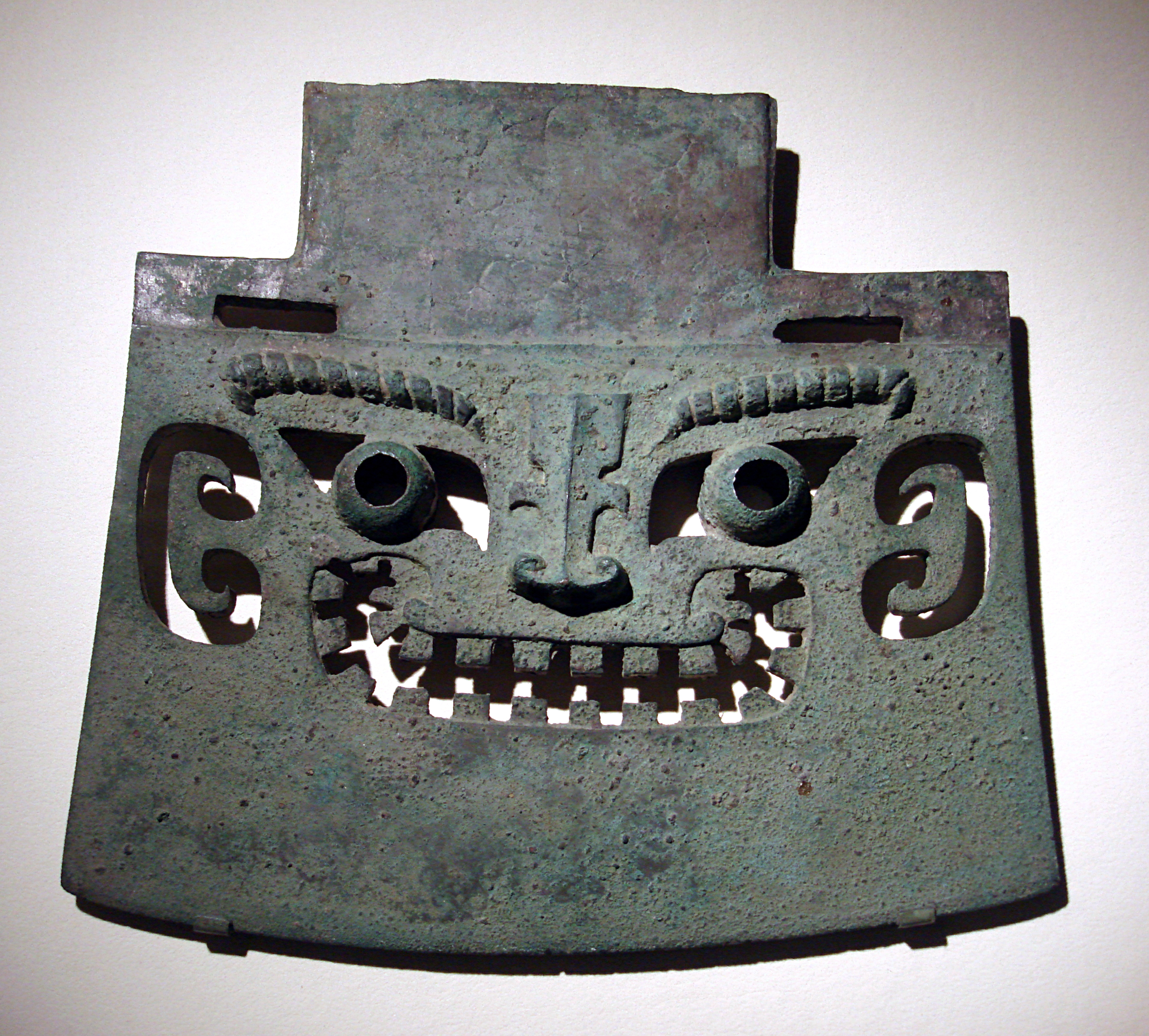
فأس برونزية، سلالة شانغ (1600-1046 قبل الميلاد). تنقيب في ييدو بمقاطعة شاندونغ.

خلال الفترة من سنة 3000 إلى سنة القرن 16ق م أدى نهر هوانج هو (النهر الأصفر) إلى ظهور واستقرار مجتمعات زراعية ضخمة. وبهذا، ظهرت حضارة حرير دود القز والمنسوجات، كما نشا طريق الحرير، حيث تاجر الصينيون بالحرير عبر أسيا الوسطى. ورغم تطور المجتمع إلا أن الصينيين لم يتركوا سجلات مكتوبة حتى حكم مملكة شانـج في القرن السادس عشر قبل الميلاد. وبعد مملكة شانج حكمت مملكة زو في القرن الحادى عشر قبل الميلاد. وقد استمرت على النمط الاقطاعى وان تطورت الحياة السياسية والاقتصادية والاجتماعية في الصين خلال فترة «زو» (770 - 256 قبل الميلاد). كما توسعت الأراضى الصينية لتضم أجزاء من الأراضى الموجودة حاليا في شمال شرق الصين مثل ضفاف نهر يانجستى التي يوجد بها أعلى تمركز سكانى في العالم وقد استخدم زو الأسلحة الحديدية وتوسعوا بالرى وبناء الطرق والقنوات لتحسين الاتصال والتجارة. وأطلق على الأفراد الذين عملوا في الخدمة المدنية اسم الماندرين (المأمورين) وكانوا يتولون مناصبهم بالوراثة. وهذه الفترة أيضا هي العصر الكلاسيكى للفلسفة الصينية مع الكونفوشية والداوية (التاويـة) فجميع هذه الديانات ظهرت خلال مملكة «زو».
ومن سنة 206 قبل الميلاد إلى سنة 200 بعد الميلاد سيطر على السلطة في الصين أباطرة طموحون من مملكة الهان وسيطروا على المنطقة الممتدة من المحيط الهادى إلى حوض تاريم. وقاموا ببناء مواقع عسكرية شمالية على طول الحائط العظيم وأطراف الصحارى لحماية التجارة من غارات البدو. وفي سنة 1015 قبل الميلاد [الإنجليزية] قام الهان بالاستيلاء على أجزاء من شمال كوريا. وقد أثرت الثقافة الصينية على الممالك الوطنية الكورية. وفي الجنوب أثر الصينيون على فيتنام حيث حكموها بشكل مباشر حوالى ألف سنة. وقد وصلت الثقافة الصينية في ظل حكم الهان لمستوى عال في الشعر والنحت والرسم والموسيقى والأدب خاصة بعد اختراع صناعة الورق. وكما شق المهندسون الصينيون الطرق والقنوات، عاش هذا المجتمع في ظل القيم الأخلاقية الكونفوشية.
سيطر حكام مملكة تانج الصينية (618 - 906) على المنطقة من اليابان إلى الغرب البعيد من الصين الحالية. وبعد فترة، تحالف الملك الكورى سيلا مع مملكة تانج في الصين حيث وحدا شبه الجزيرة الكورية في القرن السابع. وتم إنشاء مملكة غوريو (918 - 1392) ثم مملكة جوسون (1391 - 1910) والتي أصبحت واحدة من أكثر الممالك استمرارا في العالم.
سيطرت النهضة الصينية في عهد تانج على اليابان، حيث تضمنت الإصلاحات السياسية والاقتصادية التي نمّت، خلال القرنين السابع والثامن، المفاهيم الصينية في الحكم والاقتصاد والثقافة. كما أن المحاكم اليابانية كانت تعمل تحت القوانين الصينية، كما انتشرت البوذية في اليابان. وفي نهاية القرن الثانى عشر انتشر حكم الشوجون الإقطاعيين في اليابان.

### حضارة بلاد الرافدين

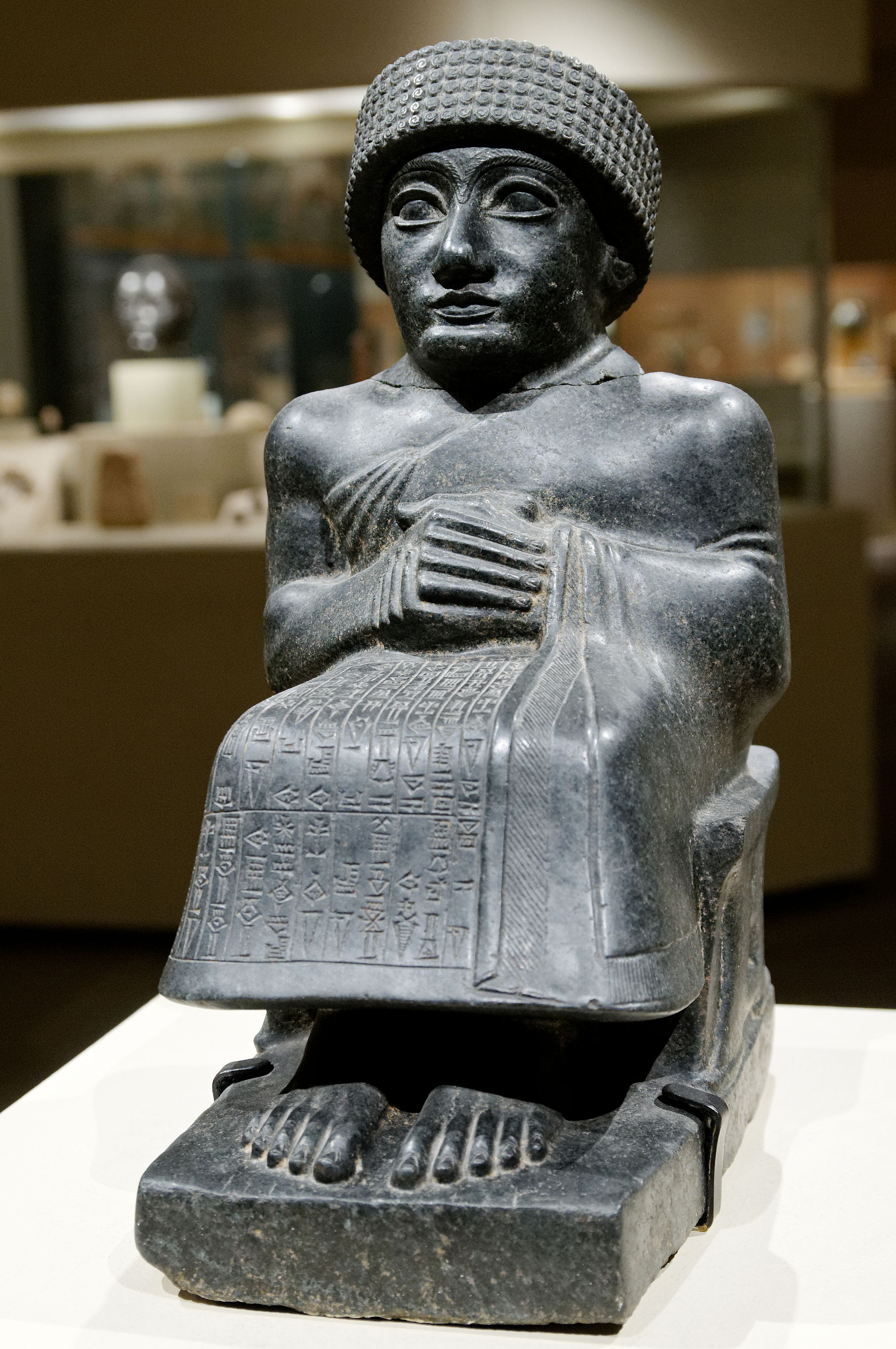
أحد التماثيل الثمانية عشر لجوديا ، حكم قرابة عام 2090 قبل الميلاد

بلاد الرافدين هي تلك البلاد التي تقع بين نهرى دجلة والفرات وتعرف حاليا بالعراق وشرقي سوريا. ويطلق عليها مهد الحضارة. مع حلول القرن 30 ق م نشأت مملكة سومر في بلاد الرافدين. كانت الحضار ة السومرية حضارة نهرية متقدمة. ورغم سقوط تلك الحضارة حوالى القرن 22 ق م، إلا أن تلك المنطقة بقيت مركزا لحضارة غرب آسيا في القرن السادس قبل الميلاد. فقد نشأت حضارة البابليون، كما نشات حضارة الأشوريين في الوقت ذاته. وفي القرن السادس تم ضم الإقليم إلى بلاد فارس.

### الحضارة الفارسية
وحد سيروس الأعظم الشعوب الفارسية في القرن السادس قبل الميلاد وأنشا مملكة فارس، وتوسع في المنطقة الممتدة من البحر المتوسط إلى نهر الأندوس. وقد دعم الإمبراطور الفارسى الثالث «داريوش الأول» المملكة وتبنى الديانة الزرادشتيه. استمرت تلك المملكة خلال الفترة من سنة 550 قبل الميلاد حتى سنة 330 قبل الميلاد حينما سقطت أمام الإسكندر الأكبر في السنة الأخيرة، مما أدى إلى ظهور الآثار الإغريقية في بلاد فارس.

### الحضارة الإسلامية
انطلق الإسلام من شبه جزيرة العرب في القرن السابع، وانتشر على نطاق واسع في بلاد فارس، وقد ظهر المغول في مناطق الاستبس الآسيوية الواسعة، وزادت قوتهم بفضل قيادة جنكيز خان الذي بنى إمبراطورية واسعة وغزا غرب وشمال الصين، وآسيا الوسطى. وتوسعت إمبراطوريته في عهد خلفائه إلى تركمنستان، وإيران، وروسيا. وبدأت الإمبراطورية المغولية في الشرق في التدهور حتى أسقطتها أسرة مينج سنة 1368 ولكن نفوذ المغول استمر في غربى أسيا، كما أنهم غزوا الهند وأنشأوا فيها دولة إسلامية مغولية بعد ان اعتنقوا الإسلام.
مع حلول القرن الخامس عشر بدأ نفوذ المغول في الأفول مما مهد الطريق لظهور إمبراطوريات آسيوية منافسة هي الإمبراطورية العثمانية، والإمبراطورية المغولية في الهند، والإمبراطورية الصينية تحت حكم أسرتى مينج وكنج، والإمبراطوريات الفارسية (الصفوية والقاجارية).
في الأناضول استولى الأتراك العثمانيون على بقايا الدولة السلجوقية والدولة البيزنطية وزحفوا شمالا حتى أوروبا واحتلوا جنوبى أوروبا، وقد استأنفوا الزحف بعد أن تلقوا ضربة من تيمورلنك المغولى، واستولوا على القسطنطينية عاصمة الدولة البيزنطية سنة 1453. وفي أوائل القرن السادس عشر دخلت الصراعات الإقليمية والمذهبية الدولة العثمانية.

### حضارة المغول الهندية

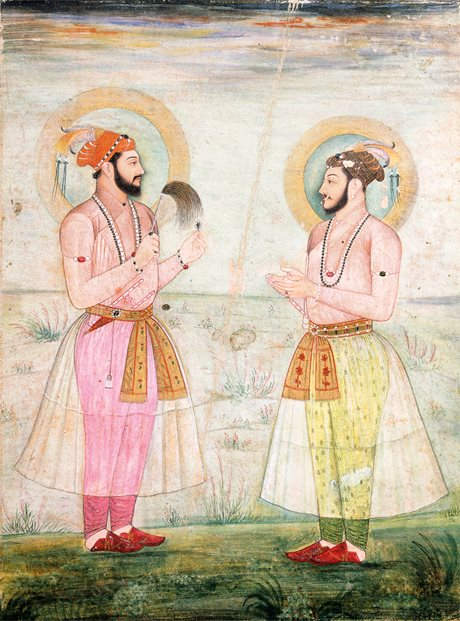
أمراء مغول

تأسست في الهند إمبراطورية مغولية إسلامية (1526- 1858). عرفت باسم إمبراطورية الموغال وقد أسسها السلطان بابر، أحد الأمراء الأتراك في آسيا في عام 1526. وقد توسعت الإمبراطورية في عهد السلطان الثالث أكبر بحيث شملت معظم شمالى الهند. ويعد السلطان أورنكزيب الذي حكم بين عامي 1658، 1707 أهم حكام تلك الإمبراطورية حيث أصبحت الهند كلها تقريبا تحت لواء إمبراطور الموغال. وقد حققت هذه الإمبراطورية إنجازات معمارية مهمة. ولكنها ما لبثت أن دخلت في صراعات مع الهندوس والسيخ مما أدى إلى ضعفها وتعرضها للتدخلات الإستعمارية الأوروبية، والتي انتهت بضمها إلى التاج البريطانى عام 1858.

## الحقبة الثانية: الحقبة الاستعمارية

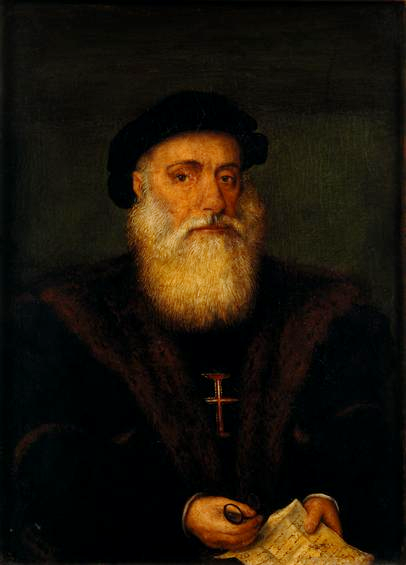
فاسكو دا غاما

قاد البرتغاليون الموجات الأولى للتوسع الاستعمارى في أسيا حين وصل فاسكو دى جاما إلى ساحل مليبار بالهند سنة 1498، محاولا بذلك فتح طريق للتجارة تتخطى القيود التي كانت تفرضها الدولة المملوكية على التجارة الأوروبية. وقد حطم دى جاما أسطول الدولة المملوكية في موقعة ديو البحرية سنة 1509 مدشنا بذلك أفول تلك الدولة وسقوطها أمام العثمانيين سنة 1517. كذلك توسع الهولنديون في الجزر الأندونيسية التي أسموها جزر الهند الشرقية الهولندية، كما توسع الأسبان في جزر الفلبين. كذلك وصل الفرنسيين إلى الهند. وقد تم ذلك كله في إطار فتح طرق التجارة، والحصول على التوابل من المناطق التي تمت السيطرة عليها. وفي مرحلة لاحقة وصل البريطانيون إلى الهند وطردوا الفرنسيين بعد صلح باريس سنة 1763، وبالتدريج سيطروا على معظم أجزاء الهند من خلال أنشطة شركة الهند الشرقية البريطانية ليتم ضمها إلى التاج البريطانى سنة 1858 بعد إخماد ثورة بهادور شاه.
وقد أدى نمو الثورة الصناعية إلى بحث الدول الأوروبية عن أسواق لإستيعاب منتجاتها. واتخذت بريطانيا زمام المبادرة في هذا الميدان، نظرا لسبق الثورة الصناعية بها، ولإغلاق أسواق الدول الأوروبية تدريجيا أمام منتجاتها. وقد وجد التوسع الاقتصادى الغربى مجالا فسيحا في الإمبراطورية الصينية وفي الدولة العثمانية. كانت الإمبراطورية الصينية في ذلك الوقت تخضع لحكم أسرة المانشو مند سنة 1644، وكانت بسكانها الذين يناهز عددهم 300 مليون نسمة تمثل سوقا واسعة. بيد أن الحكومة الصينية كانت تقصر التعامل التجارى الدولى على ميناء واحد هو ميناء كانتون وتفرض ألا يتعامل التجار الأجانب مع المواطنين إلا عن طريق رابطة التجارة الصينية (الكوهونج - النقابة الصينية)، كما كانت تفرض ضريبة مرتفعة على الواردات، وتمنع التجار الأجانب من الخروج من نطاق المنشآت التجارية في كانتون. وكانت هذه الإجراءات تعرقل التجارة الغربية عموما، والبريطانية تحديدا مع الصين. ولهذا سعت بريطانيا إلى فتح السوق الصينية، حتى ولو تطلب الأمر استعمال القوة العسكرية. وقد وجدت بريطانيا ذريعتها المنشودة لإجبار الصين على فتح أسواقها، في محاولة الصين منع التجار البريطانيين من تصدير الأفيون إليها.

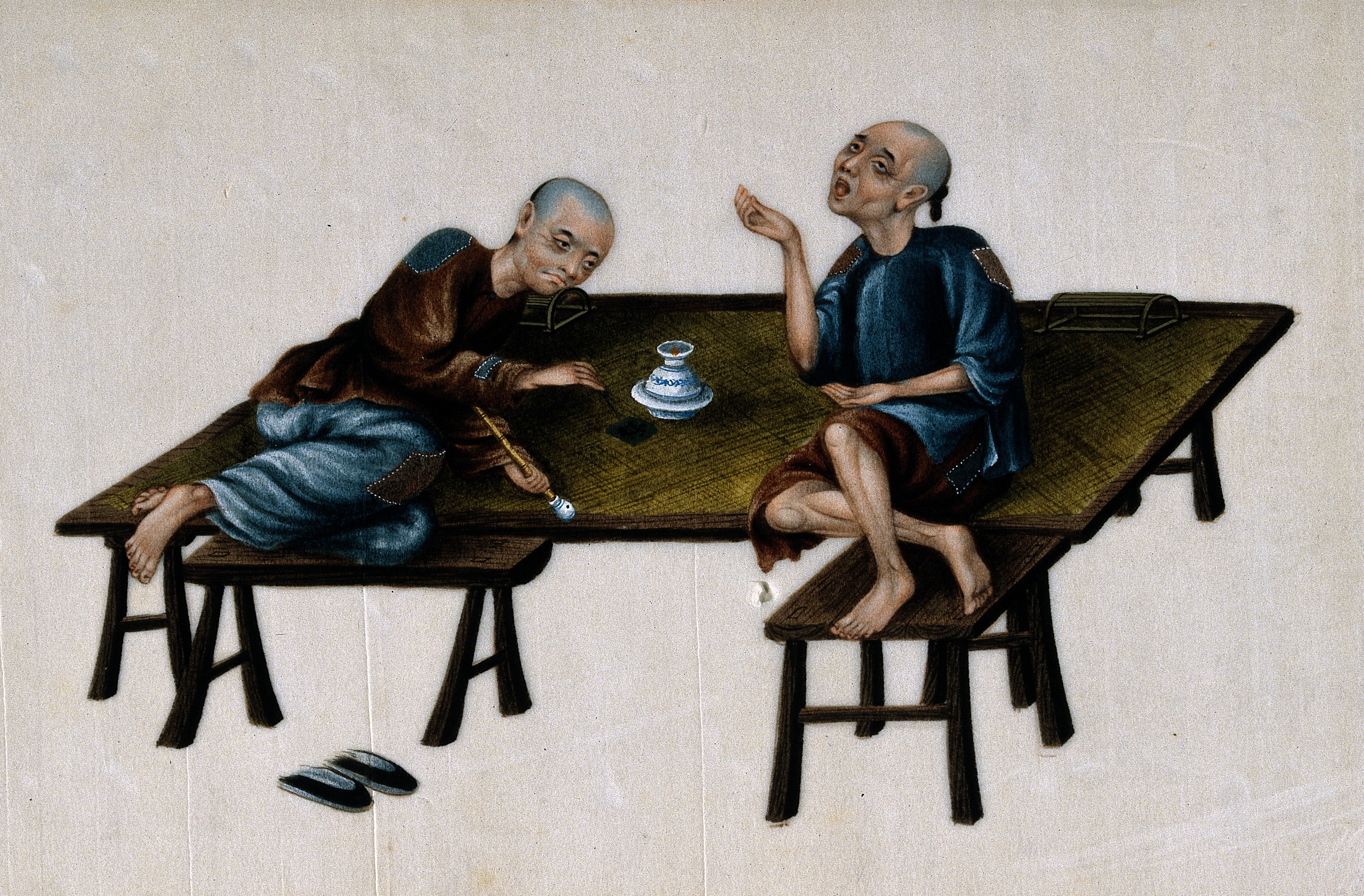
اثنان من الفقراء الصينيين مدخني الأفيون. لوحة الغواش على ورق الأرز

وكانت شركة الهند الشرقية البريطانية تزرع الأفيون في الهند وترسله إلى ميناء كانتون معتمدة على رشوة الموظفين الصينيين. ولما كانت تجارة الأفيون قد أحدثت أثارا مدمرة على الشعب الصينى، فقد حاولت حكومة المانشو وقف هذه التجارة في عام 1839. فاعتبر بالمرستون، وزير خارجية بريطانيا، أن مصادرة الحكومة الصينية للأفيون المهرب إلى أراضيها عملا عدائيا يستوجب الرد العسكرى. وشنت بريطانيا هجوما بحريا على السواحل الصينية سنة 1840 فيما عرف باسم حرب الأفيون الأولى.
كانت بريطانيا تهدف من التدخل العسكرى إلى إجبار الصين على التخلى عن قرارها بمنع استيراد الأفيون ثم الدخول في إتفاقيات لتوسيع حجم التجارة الإنجليزية مع الصين. وقد أسفر نشوب الحرب عن هزيمة الصين واضطر امبراطورها إلى توقيع معاهدة نانجينغ عام 1842، وكانت هذه المعاهدة تشكل استسلاما صينيا كاملا لمطالب بريطانيا. كما تنازلت الصين بموجب هذه المعاهدة عن جزيرة هونج كونج والتي أصبحت مستعمرة بريطانية إلى عام 1997. وفي العام التالى حصلت بريطانيا من الصين على شرط الدولة الأولى بالرعاية بموجب المعاهدة غير المتكافئة «هومن».
سارعت الولايات المتحدة إلى عقد معاهدة ممائلة مع الحكومة الصينية، ذلك تحت تهديد البحرية الأمريكية، لشروط معاهدة نانجينغ، بالإضافة إلى توقيع معاهدة وانج شيا [الإنجليزية] سنة 1844 وكانت شروطها متماثلة مع شروط معاهدة تيانسين، بالإضافة إلى إعطاء الأمريكيين حق الإقامة في الموانئ وتعلم اللغة الصينية. وفي السنة ذاتها حصلت فرنسا على معاهدة هو انجبو، والتي أضافت مبدأ خاصا يعطى للبعثات الكاثوليكية حق العمل في الموانئ الصينية. كما حصلت بلجيكا والسويد والنرويج على إمتيازات تجارية في الصين خلال السنوات الثلاث التالية. بذلك أجبرت الدول الغربية الصين على التعامل التجارى معها بالشروط التي تحددها تلك الدول، مما أدى إلى تزايد صادرات الأفيون إليها ونقمة الشعب الصينى على هذا النفود مما أدى بدوره إلى موجة التدخل الغربى الثانية في الصين سنة 1856.
وقد أدى انفتاح الصين أمام الأسواق الغربية إلى فتح شهية الدول الغربية لمزيد من التوسع الاقتصادى في الشرق الأقصى. فتطلعت إلى السوق اليابانية مطالبة بفتح تلك السوق أمام منتجاتها وبحق السفن الغربية في دخول الموانئ اليابانية، وكانت اليابان في ذلك الوقت في حالة من العزلة الشديدة عن الغرب امتدت حوالى قرنين من الزمان . أضف إلى ذلك أن اليابان كانت تمر بفترة ضعف داخلى شديد فكانت القوة العسكرية اليابانية ضخمة من حيث العدد، ولكنها لم تكن تمتلك التقنية الأوروبية. ومن ثم لم تكن اليابان بقادرة على الدخول في مواجهة عسكرية مع الدول الأوروبية .

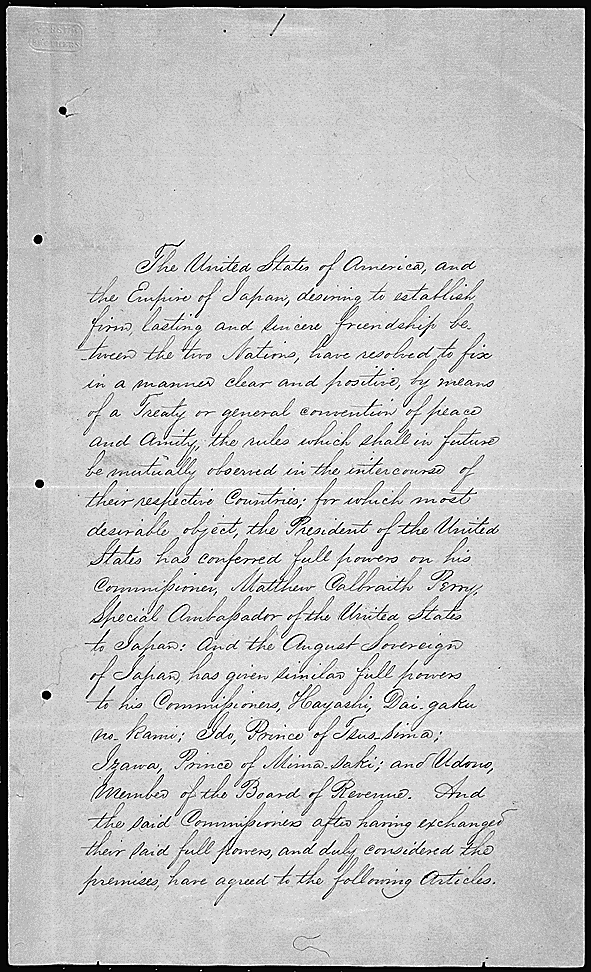
النسخة الأنجليزية من عقد اتفاقية "كاناواجا"

كانت اليابان تخضع منذ سنة 1192 لحكم سلسلة من الحكام العسكريين الذين عرفوا باسم الشوجون. بيد أن الولايات المتحدة بادرت بإجبار اليابان على الانفتاح، وذلك حين أرسلت في 8 يوليو سنة 1853 اسطولا بقيادة الكومودور ماتيو بيرى طالبا السماح للسفن الأمريكية بدخول الموانئ اليابانية وقيام علاقات تجارية. وقد عاد بيرى سنة 1854 باسطول بحرى أكبر. وفي هذه المرة وافق اليابانيون على عقد اتفاقية "كاناواجا" في 31 مارس سنة 1854، التي نصت على حق السفن الأمريكية في الرسو في بعض الموانى اليابانية، وإعطاء الولايات المتحدة حق الدولة الأولى بالرعاية. وقد زادت تلك الحقوق بالتدريج لتشمل حق الدخول في علاقات تجارية مباشرة مع بعض المواطنين وفتح موانئ جديدة ومزايا الإمتيازات الأجنبية بموجب إتفاقية أخرى عقدت سنة 1858. كذلك حصلت بريطانيا وفرنسا وروسيا وهولندا على اتفاقيات مشابهة. وبذلك انفتح السوق اليابانى بالقوة أمام المنتجات الغربية.
بعكس الحال في الصين، فإن اليابان بدأت تقرن فتح أسواقها بانفتاح مواز على الحضارة الغربية، وبالذات من خلال مزج التكنولوجيا الغربية مع مواردها الاقتصادية، مما أحدث تحولا جوهريا في المجتمع اليابانى، وقد أحدث هذا التحول أزمة عنيفة في المجتمع اليابانى بين المؤيدين والمعارضين لهذا التحول. وزاد من تلك الأزمة شعور اليابانيين بالنتائج السلبية للانفتاح على الغرب. وقد وصل الأمر إلى اندلاع حركة جماهيرية هدفها طرد الأجانب من البلاد. وقد تطورت الحركة إلى اغتيال بعض الأجانب وإحراق بعض السفارات. وإزاء ذلك تدخلت الأساطيل البريطانية والأمريكية والفرنسية لضرب بعض المدن والقلاع اليابانية، مما اضطر الإمبراطور إلى إعطاء الدول الغربية امتيازات جديدة تضاف إلى ما هو منصوص عليه في إتفاقية سنة 1858 أهمها خفض الرسوم الجمركية إلى 5% من قيمة السلع الواردة.
وفي 3 يناير سنة 1867 تولى العرش اليابانى الإمبراطور موتسوهيتو، (1867- 1912) متخذا اسم ميجى (ويعنى الحكومة المستنيرة) والتف حوله مجموعة من الساموراى «النبلاء العسكرين» المصلحين. وفي الشهر ذاته إنتهت حكومات الشوجون، وعادت السلطة الفعلية للإمبراطور. ومنذ تلك اللحظة بدأت اليابان في استيعاب التقنية الغربية، وإنشاء نظام اقتصادى وسياسى حديث. وبعكس الإنفتاح الصينى على الغرب، الذي كان يعنى فتح أبواب الصين أمام النفوذ الأجنبى، فإن الانفتاح اليابانى ارتبط بتجديد المجتمع اليابانى وتطويره.
من ناحية أخرى، فقد أدت المكاسب الاقتصادية التي حصلت عليها الدول الغربية من الإمبراطورية الصينية إلى تشجيع تلك الدول على الحصول على المزيد. وقد استغلت بريطانيا وفرنسا حادثة قتل أحد المبشرين الفرنسيين في الصين، والقاء الشرطة الصينية القبض على بحارة سفينة تجارية بريطانية، وانشغال الحكومة الصينية في حرب أهلية مع عناصر التايبينج المتمركزة في نانكين، لبدء حملة مشتركة على الصين سنة 1857 (بمشاركة دبلوماسية من الولايات المتحدة)، فيما عرف باسم «حرب الأفيون الثانية». وقد انتهت الحملة العسكرية المشتركة بالاستيلاء على شنغهاى وبكين في سنة 1860، مما أسفر عن عقد سلسلة من الإتفاقات عرفت باسم اتفاقيات بكين في السنة ذاتها. وقد وقعت إتفاقات مشابهة مع فرنسا، وروسيا، والولايات المتحدة. والواقع أن بريطانيا كانت هي المستفيد الرئيسى من انفتاح الصين. فقد كانت تحتكر 85% من مجموع التجارة الخارجية الصينية، كما أن تجارها ورجال مصارفها استثمروا رؤوس أموال كبيرة في الصين على شكل شراء أراضى وبناء عقارات.
مع إحكام سيطرتها الاقتصادية على الصين اتجهت الدول الغربية إلى جنوب شرقى آسيا، التي كانت تعرف آنذاك باسم الهند الصينية. وكانت تضم أربعة ممالك في ذلك الوقت وهي كمبوديا، وبورما، وسيام (تايلاند)، وأنام (فيتنام)، مع بعض الإمارات الصغيرة. كان الهدف من التوسع الغربى هو التجارة، وتأمين طرق المرور إلى الإمبراطورية الصينية.
هكذا استكملت حركة السيطرة الاقتصادية الغربية على الشرق الأقصى. وقد اتخذت هذه السيطرة شكل مجموعة من المعاهدات تحصل بمقتضاها الدول الغربية على حرية التجارة وذلك تحت التهديد العسكرى مع احتلال عسكرى محدود لتأمين الوجود الاقتصادى في غرب آسيا.

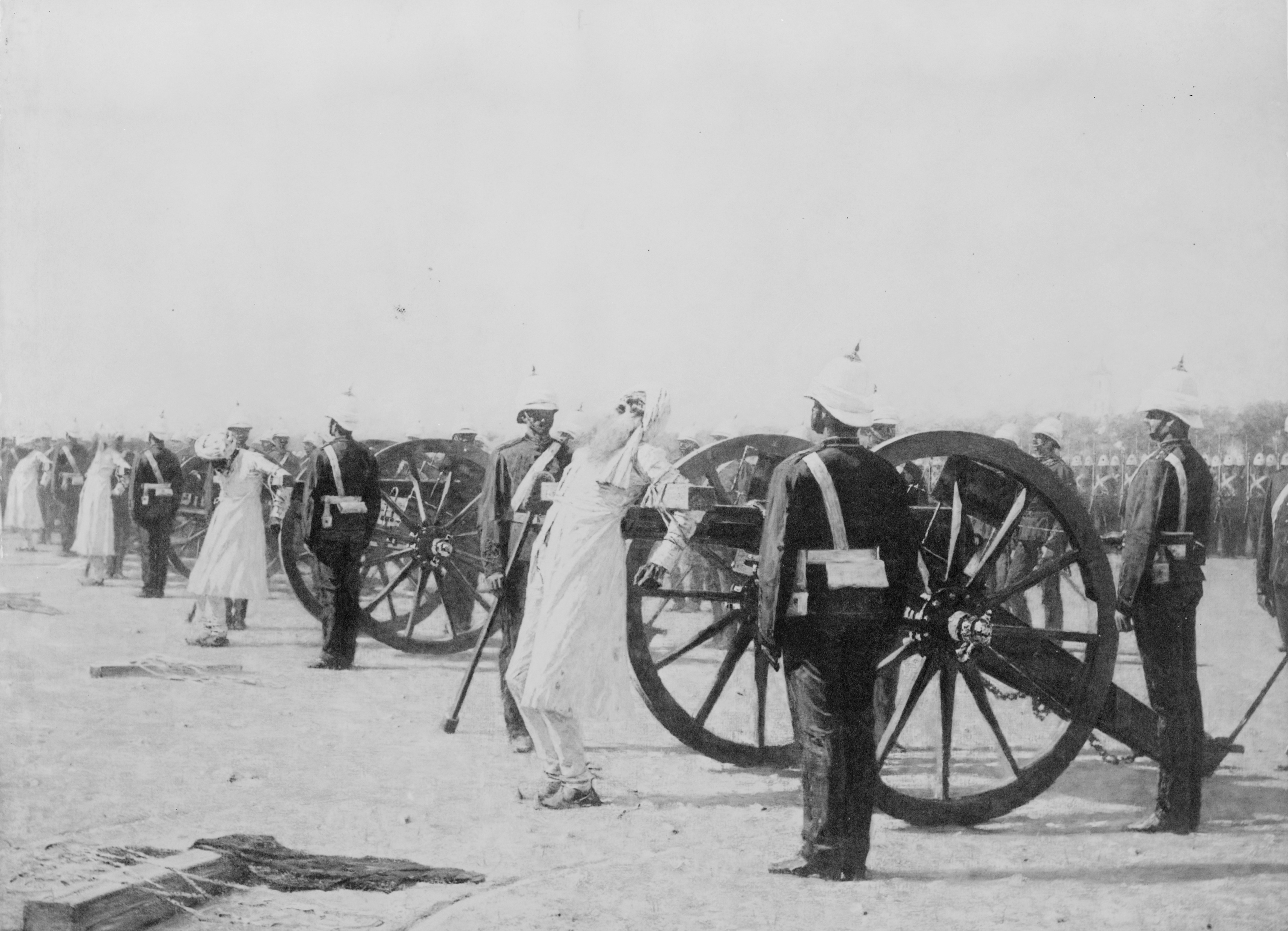
إعدام الجنود الهنود بالمدافع البريطانية، لمشاركتهم في تمرد 1857.

وفي الفترة التاريخية ذاتها أكملت بريطانيا توسعها في الهند، حيث كانت البرتغال قد سيطرت على الشواطئ الغربية الهندية منذ أوائل القرن السادس عشر، وانفردت بخطوط الملاحة العالمية المؤدية إلى الهند طوال هذا القرن، ولكن السيطرة البرتغالية بدأت تنهار تحت ضربات بريطانيا وفرنسا، فقد عملتا على كسر الاحتكار البرتغالى لخطوط الملاحة البحرية إلى الهند، ونجحت في ذلك الشركات التجارية. ومن أشهر تلك الشركات شركة الهند الشرقية البريطانية التي ظهرت في مطلع القرن السابع عشر.

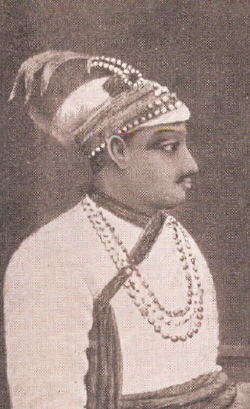
سراج الدولة

لم يأبه حكام الإمبراطورية الإسلامية المغولية في الهند في البداية للخطر الذي تمثله تلك الشركة. وقد استغلت بريطانيا العداء بين الرأسمالية الهندوسية وبين الحكام المسلمين والمشاحنات بين الإمارات الإسلامية لكى توجه ضربة قاصمة إلى سراج الدولة (نائب الإمبراطورية في إقليم البنغال) عام 1757، تلتها ضربة ثانية إلى الإمبراطور المغولى ذاته عام 1764، استولت بريطانيا بعدها على البنغال. ثم قامت بتوجيه ضربة ثالثة إلى ملك ميسور المسلم عام 1798، بعد أن تبين لها اتجاهه إلى التحالف مع فرنسا لطردها من الهند. وبعد ذلك بدأت بريطانيا تتوسع بسرعة في الهند. إلا أن ثورة شاملة نشبت في الهند ضد التوسع البريطانى عام 1857. وكانت هذه الثورة تهدف إلى إحياء الإمبراطورية المغولية الإسلامية في الهند، لأن تلك الإمبراطورية كانت رمزا للتسامح بين المسلمين والهندوس، وأعطيت السلطات كاملة للسلطان المغولى بيادور شاه. إلا أن بريطانيا استطاعت أن تحمد تلك الثورة بالقوة العسكرية وأن تفرض الحكم البريطانى رسميا إبتداء من عام 1857، وبذلك أصبحت الهند مستعمرة بريطانية حتى عام 1947.

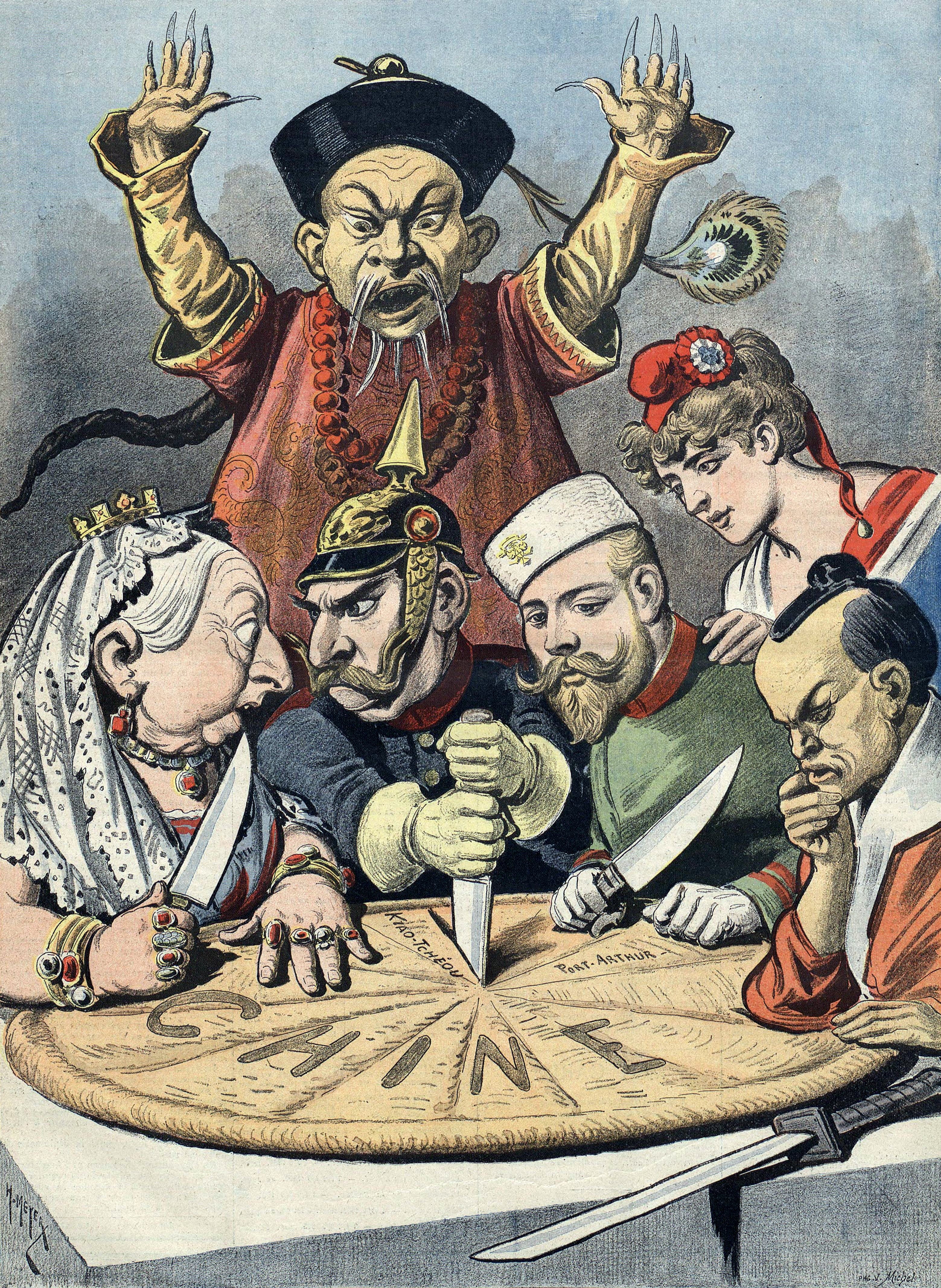
صورة كرتون توضح تقسيم بريطانيا وروسيا وفرنسا للصين

بدأ توسع روسيا في آسيا الوسطى إعتبارا من الفترة التالية لصلح باريس عام ١٨٥٦ تحت تأثير هزيمتها في الجبهة الأوروبية، ومحاولة تعويض خسائرها في تلك الجبية، بالإضافة إلى حاجة روسيا إلى دعم مراكزها العسكرية شرق الأورال بضم الإقاليم التي تعوق إتصال تلك المراكز، وحاجتها إلى آسيا الوسطى كسوق للمنسوجات القطنية الروسية. وقد استغلت روسيا ضعف الأوضاع الداخلية في آسيا الوسطى فقامت بالاستيلاء على خجند في سنة 1865، ثم بخارى عام 1868، ثم خيوه عام 1873، مما أدى إلى إقترابها من الحدود الشمالية الغربية للهند، ولكن بريطانيا لم تتحرك لمواجهة التوسع الروسى في خيوه لأنها كانت قد اتفقت مع روسيا عام 1869 على أن تكون الأراضى الواقعة غرب نهر جيحون منطقة نفوذ روسى، والأراضى الواقعة شرق أفغانستان منطقة نفوذ بريطانى.
وابتداءا من عام 1877 أستأنفت روسيا توسعها في أسيا الوسطى، فبدأت في التوسع في الأقاليم التركمانية. وقد ازدادت السياسة التوسعية الروسية بعد مؤتمر برلين عام 1878، الذي دعم من التوجه الروسى نحو آسيا الوسطى. فاستولت روسيا على مرو عام 1879. وقد ردت بريطانيا بتأكيد نفوذها السياسى والعسكرى في أفغانستان من خلال العديد من الإجراءات التي وضعت أفغانستان تحت الحماية البريطانية الفعلية، وتمكنت في إتفاق جانداماك بين بريطانيا وحكومة يعقوب خان الأفغانية من ربط سياسة أفغانستان الخارجية ببريطانيا، وحدث نوع من الإتفاق الضمنى بين بريطانيا وروسيا على قبول بريطانيا للتوسع الروسى في مرو مقابل قبول روسيا للنفوذ البريطانى في أفغانستان. وقد أطلق المؤرخون على هذا التنافس البريطانى الروسى للهيمنة في آسيا الوسطى وأفغانستان اسم اللعبة الكبرى.
وفي عام 1884، استأنفت روسيا توسعها في آسيا الوسطى فاحتلت ميرف وساراك. وفي عام 1885 وصلت إلى البنجاب، وهو ما اعتبرته بريطانيا تهديدا لوجودها في الهند. وإزاء ذلك شرعت في الإعداد لمحاربة روسيا مما اضطر الأخيرة إلى عقد بروتوكول معها في عام 1885 يقضى بتراجع روسيا نحو الحدود الغربية لأفغانستان.

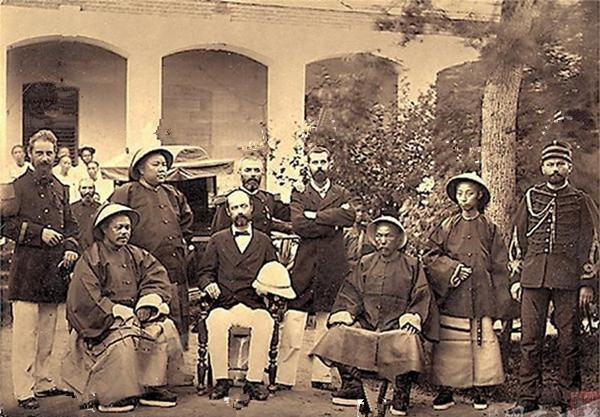
توقيع معاهدة تيانتسين

وفي الهند الصينية كان هناك تنافس انجليزى فرنسى. وقد اتخذ هذا التوسع شكل الحرب السافرة ضد الإمارات والدول المحلية. فشنت فرنسا حربا على الصين عام 1884 واحتلت منطقة تونكين العليا وأقامت حمايتها على بقية دولة أنام وتم إجبار الصين على توقيع معاهدة تيانتسين عام 1885 [الإنجليزية]. كما احتلت فرنسا لاوس عام 1893. أما بريطانيا فقد احتلت مملكة بورما عام 1885، وذلك لكى تمنع أي محاولة فرنسية لتهديد وجودها في الهند. وعندما حاولت فرنسا توسيع سيطرتها إلى سيام تحركت بريطانيا لإبعاد التهديد الفرنسى لها، لأن وجود فرنسا هناك يهدد وجود بريطانيا في الهند. كذلك، توسعت ألمانيا في جزر المحيط الهادى. حيث استولت على الساحل الشمالى لغينيا الجديدة، ومجموعة جزر أسمتها جزر خليج بسمارك عام 1884.
وقى عام 1895 ضمت روسيا هضبة البامير مما أدى إلى اصطدامها مرة أخرى ببريطانيا التي كانت قد مدت نفوذها من عام 1887 إلى منطقة كويتا تحت اسم بلوخستان البريطانية. لم يقتصر التوسع الروسى على أسيا الوسطى وحدود أفغانستان، ولكنه إمتد لكى يشمل مزيدا من التوسع في سيبيريا. وقد توسعت روسيا فضمت حوض نهر آمور وأنشأت قاعدة فلاديفوستك على المحيط الهادى، كما شرعت في إنشاء خط حديد سيبيريا.
خلال الربع الأخير للقرن التاسع عشر والعقد الأول للقرن العشرين ازدادت حدة التنافس الاستعمارى على أسيا نتيحه دخول اليابان هذا المجال بعد استكمال نهضتها، وتحت ضغوط الزيادة السكانية بها. وقد كان الميدان المتاح أمامها هو الصين. ويمكن القول إن السياسة الدولية في شرقى آسيا قبل الحرب العالمية الأولى قد دارت بالأساس حول المحاولات اليابانية المتتالية للهيمنة على شرقى أسيا، وبالذات الصين، ومحاولة القوى الأوروبية والأمريكية احتوائها أما بالمواجهة المسلحة (روسيا)، أو بالتحالف السياسى (بريطانيا). وقد أسفر التوسع اليابانى عن نشوب ثلاثة حروب كبرى في شرقى آسيا هي الحرب اليابانية-الصينية، وحرب البوكسر، ثم الحرب اليابانية-الروسية، كما أسفر عن نشوب الثورة الصينية. ولكن سبق ذلك قيام فرنسا بشن حرب على الصين.

### الحرب الفرنسية الصينية (1885)

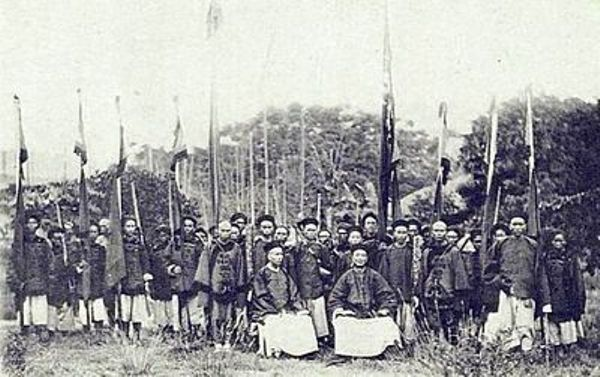
الجيش الصيني خلال الحرب الصينية الفرنسية

كانت فرنسا قد استولت على فيتنام واتخذت منها قاعدة للتوسع في الصين. وتذرع الفرنسيون بمساعدة الفلاحين الصينيين للفيتناميين، وشنوا هجوما واسعا على الصين سنة 1855 أسفر عن مقتل ثلاث آلاف صينى، وتوقيع معاهدة صلح في السنة ذاتها تنازلت الصين بموجبها عن حقوقها في فيتنام.

### الحرب اليابانية الصينية (1894 - 1895)
بدأت اليابان تلحق بركب التوسع الإستعمارى. فبدأت مند سنة 1876 في التوسع الإستعمارى في كوريا. فعقدت معاهدة تجارية مع ملك كوريا تضمن لها الوصول إلى موانئ كوريا. وحاولت روسيا أن توقف التوسع اليابانى في كوريا. واستغلت الصين الصراع بين اليابان وروسيا، وقامت بتأكيد سيادتها على كوريا، التي كانت منذ بداية القرن التاسع عشر تعترف بسيادة الصين عليها، وكان أباطرة الصين يقلدون ملوك كوريا الحكم. في الوقت ذاته أدى الصراع اليابانى الصينى حول السيطرة على كوريا إلى اضطرابات داخلية وانقسامات داخل الدوائر الكورية الحاكمة بين فريق مؤيد للصين، وأخر مؤيد لليابان. وأرسلت الصين واليابان قوات عسكرية إلى كوريا لمساندة الفريق المؤيد لها ضد الفريق الآخر. وقد أدى ذلك إلى نشوب حرب بين اليابان والصين في يوليو عام 1894 إنتهت باحتلال اليابان لكوريا ومنشوريا الجنوبية. وتم توقيع معاهدة صلح بين الدولتين تسمى معاهدة شيمونوزيكى في 17 أبريل عام 1895. وبموجب تلك المعاهدة تنازلت الصين عن حقوقها في كوريا، والتزمت بدفع 165 مليون دولار على سبيل التعويض لليابان، وتنازلت لليابان عن جزيرة فورموزا (تايوان حاليا) وجزيرة لياو- تونج، بما فيها ميناء بورت آرثر (لوشون)، وميناء تالينوان في منشوريا الجنوبية، وكذلك جزيرة البسكادور.
ساندت بريطانيا اليابان في تلك الحرب بعد أن تبين لها أن اليابان لن تعرقل التجارة الدولية مع الصين. أما فرنسا وألمانيا وروسيا فقد أيدوا الصين لأسباب مختلفة، فروسيا كانت تعارض التوسع اليابانى في شرقى أسيا لأن هذا التوسع يهدد المدخل الغربى لبحر اليابان، حيث يقع ميناء فلاديفوستك ونهاية خط حديد سيبيريا. أما ألمانيا فقد عارضت التوسع اليابانى خوفا من منافسة السلع اليابانية للسلع الألمانية في الصين، كما أن فرنسا أرادت أن لا تنفرد ألمانيا بالعمل في المشكلة الصينية، فتدخلت في صف الصين، أضف إلى ذلك دافعا مشتركا للدول الثلاث يكمن وراء تأبيدهم للصين، وهو رغبتهم في المطالبة بثمن هذا التأييد بعد إنتهاء الحرب. ولذلك تدخلت الدول الثلاث لإجبار اليابان على التخلى عن ميناء بورت آرثر وشبه جزيرة لياو - تونج حيث أن سيطرة اليابان عليهما يؤدى بها إلى السيطرة على بكين. لذلك، فإنه بعد انتهاء الحرب اليابانية الصينية بدأت حرب الإمتيازات بين تلك الدول الثلاث، وإنتهت تلك الحرب إلى تجزئة الصين إلى مناطق نفوذ للدول الإستعمارية الكبرى. وإعتراف الدول الأوروبية باليابان كدولة كبرى ودخول اليابان حلبة السياسة الدولية الإستعمارية. وتأكد ذلك بإبرام التحالف البريطانى اليابانى عام 1902.

### حرب البوكسر

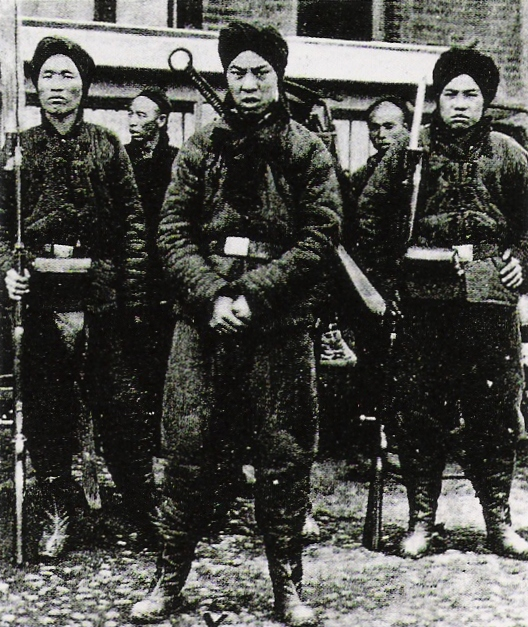
الجنود الملاكمين

أمام إعتداءات الدول الإستعمارية على الصين قامت حركات وطنية لمقاومة التدخل الأجنبى، كما أن الحكومة الصينية بدأت تتخذ بعض التدابير للحد من هذا التدخل. ففى عام 1900 قامت إحدى الجماعات الوطنية التي أطلقت عليها الدول الغربية اسم البوكسر (والتي كانت تسمى في الصين حركة يى هو شوان) بثورة مسلحة ضد الأجانب في جميع أنحاء الصين بمساندة الحكومة الصينية. وقد تضامنت الدول الإستعمارية لقمع الثورة الصينية. ولأول مرة في التاريخ الإستعمارى تم تكوين قوة دولية تحت قيادة ألمانيا شاركت فيها اليابان، وروسيا، وبريطانيا، وفرنسا، وإيطاليا، والولايات المتحدة. وقد نجحت تلك القوة الدولية في قمع الثورة الصينية وفرضت الدول الإستعمارية على الصين بروتوكول البوكسر [الإنجليزية] عام 1901. الذي نص على أن تدفع الصين خمسمائة مليون دولار تعويضا عن الأضرار التي أصابت الأجانب، وتخصيص موارد الجمارك الصينية، وضريبة الملح [الإنجليزية] لسداد المبلغ، مع قبول الصين سيطرة القوات الأجنبية على السكك الحديدية في المنطقة الواقعة بين بكين والمحيط.
كانت أهم نتائج حرب البوكسر هي تدعيم النفوذ الروسى في الصين، وعقد الحلف البريطانى اليابانى. إذ أن روسيا استغلت وجود قواتها في الصين فاحتلت إقليم منشوريا بأكمله وبدأت في بسط نفوذها على كوريا.

### الحرب اليابانية الروسية (1904 - 1905)

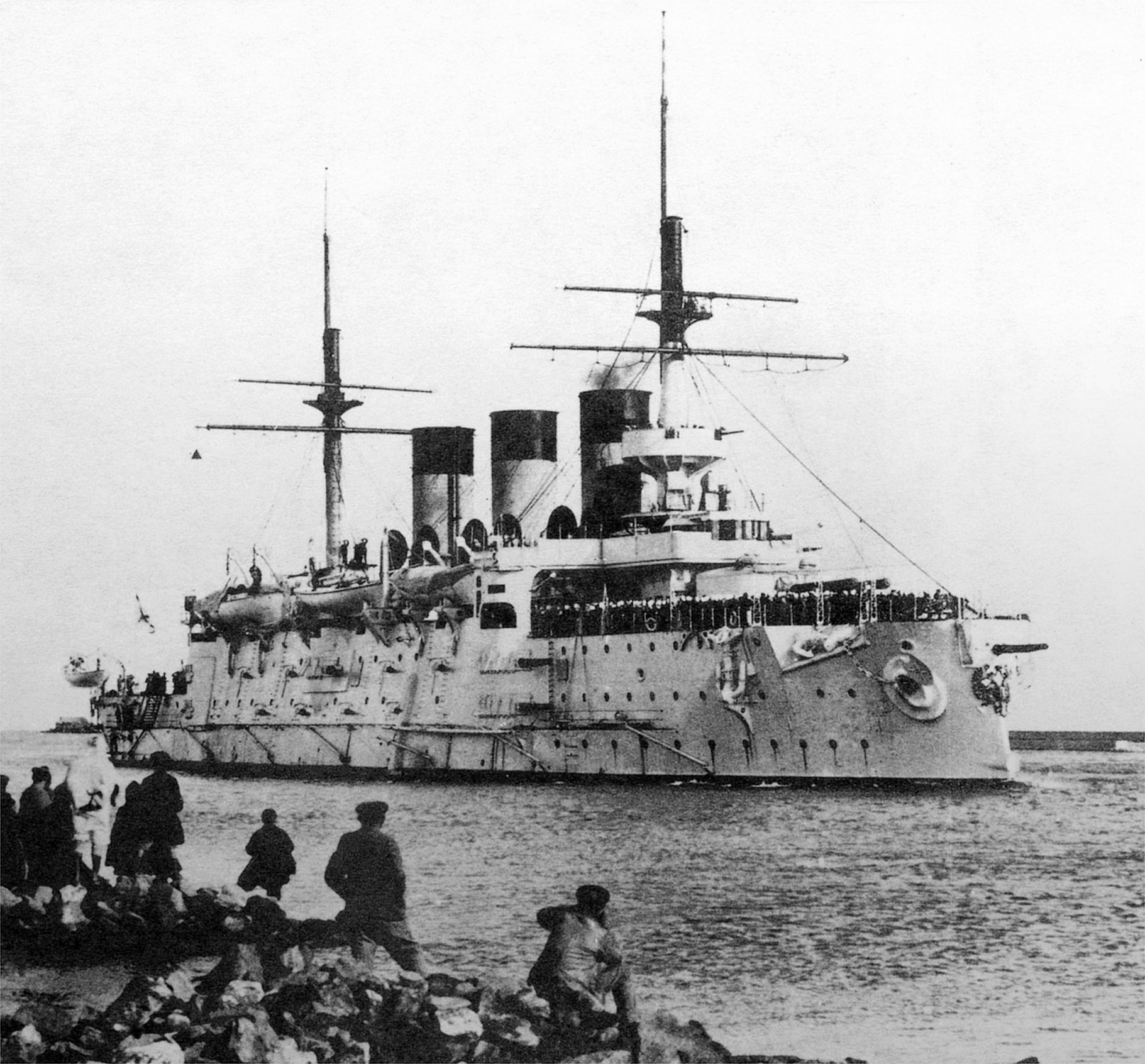
البارجة الروسية أوسليابيا ، أول سفينة حربية غرقت في معركة خليج تسوشيما.

مع أوائل القرن العشرين بدأت اليابان تظهر كقوة صناعية كبرى في الشرق الأقصى، وأصبح نمط تجارتها الخارجية يشبه نمط التجارة الخارجية للدول الصناعية حيث أصبحت المواد المصنعة تمثل 79% من صادراتها. وكان المجال الوحيد للتوسع الاقتصادى اليابانى هو الشرق الأقصى بحكم الجوار الجغرافى. ولهذا سعت اليابان إلى فرض هيمنتها الإقليمية الكاملة على الشرق الأقصى. وكانت روسيا هي العقبة الكبرى أمام هذا التوسع بحكم التنافس بينهما في منشوريا، وشمالي الصين بأسره. ومن تم قررت اليابان إنهاء التوسع الروسى. وفي 8 فبراير سنة 1904 قطعت علاقاتها الدبلوماسية مع روسيا، وقامت بمهاجمة الأسطول الروسى في بورت آرثر. وفي 10 فبراير أعلنت الحرب على روسيا، واستطاعت أن تدمر الأسطول الروسى في بورت أرتر. وحدثت المعركة الحاسمة في 27 مايو سنة 1905، وهي معركة خليج تسوشيما. وتمكن اليابانيون من تدمير الاسطول الروسى. تعاطفت الولايات المتحدة، وبريطانيا مع اليابان لأن الوجود الروسى في شمالى الصين كان يهدد مصالحهما ولكنهما اتخذتا موقف الحياد وحثتا رجال المال البريطانيين والأمريكيين على تمويل العمليات العسكرية اليابانية. أما فرنسا فقد تخوفت من ان تطلب روسيا منها دخول تلك الحرب إلى جانبها، ولذلك سارعت إلى عقد الوفاق الودى مع بريطانيا، واتخذت موقف الحياد في الحرب، ولكنها قدمت لروسيا قرضا لمواجهة نفقات الحرب.

التفاوض على معاهدة بورتسموث (1905). الروس على الجانب البعيد من الطاولة، واليابانيون على الجانب القريب

وقد تدخل الرئيس الأمر يكى تيودور روزفلت للتوسط لإبرام معاهدة صلح بين روسيا واليابان. وتم التوقيع على المعاهدة المعروفة باسم معاهدة بورتسموث (1905) [الإنجليزية] في 23 أغسطس عام 1905. وقد تضمنت المعاهدة ما يلي:
1. اعتراف روسيا بمصالح اليابان الخاصة في كوريا.
2. انسحاب قوات الطرفين من منشوريا وإعادة الإقليم إلى الصين، عدا شبه جزيرة اللياوتونج، فتقوم البابان بإدارتها بدلا من روسيا.
3. حصول اليابان على النصف الجنوبى من جزير ة سخالين الروسية.
4. الاعتراف بسيادة الصين ووحدة أراضيها واحترام مبدأ الباب المفتوح .

حرمت معاهدة بورتسموث اليابان من بعض ثمار انتصارها على روسيا وذلك نتيجة التدخل الأمريكى. إلا إن الحرب اليابانية الروسية أسفرت عن نتائج أكثر أهمية. فقد أكدت وضع اليابان كدولة كبرى. ذلك أن الحرب اليابانية الروسية كانت أول حرب دولية تنتصر فيها دولة أسيوية على دولة أوروبية. كما بدأت الدول الكبرى في التقرب من اليابان باعتبارها أكبر قوة في الشرق الأقصى ومن ثم يتعين التحالف معها لحماية المصالح الأوروبية في الشرق الأقصى. ولهذا سارعت بريطانيا إلى تجديد الحلف البريطانى اليابانى عام 1905 لمدة عشر سنوات مع التوسع في مفهومه. فقد نص الإتفاق الجديد على التزام كل من الطرفين بمساعدة الطرف الأخر إذا تعرض لهجوم من جانب دولة أخرى. كذلك فقد تم توسيع نطاق الحلف ليشمل الهند (هذا بخلاف الحلف الأول الذي كان مقصورا على شرقي أسيا). كدلك عقدت الولايات المتحدة إتفاقا سريا مع اليابان (اتفاق كاتسورا تافت [الإنجليزية])في يوليو عام 1905، إعترفت فيه بسيطرة اليابان على كوريا مقابل تعهد اليابان بعدم التدخل في شئون الفلبين.
وفي أعقاب الحرب اليابانية الروسية عقدت اليابان مجموعة من الإتفاقات مع فرنسا وروسيا تؤكد من خلالها سيطرتها على الشرق الأقصى. ففى عام 1907 تم إبرام إتفاق بين اليابان وفرنسا (المعاهدة الفرنسية اليابانية 1907 [الإنجليزية]) تعهدت فيه الدولتان بضمان مناطق نفوذهما في الصين. وفي السنة ذاتها عقدت إتفاقية سرية بين اليابان وروسيا اتفقت الدولتان بموجبها على اقتسام منشوريا، بحيث يخضع الجزء الشمالى للنفود الروسى بينما يخضع الجزء الجنوبى للنفود اليابانى. كما اعترفت روسيا بحقوق اليابان في كوريا مقابل اعتراف اليابان بحقوق روسيا في منغوليا الخارجية. وبذلك نشا تحالف فرنسى ياباني وتحالف روسى يابانى بالإضافة إلى التحالف البريطانى اليابانى. وقد أدى ذلك إلى ازدهار النفود الاقتصادى اليابانى في الشرق الأقصى، حيث تمتعت بإمتياز إستغلال سكة حديد جنوب منشوريا، التي كانت روسيا قد أنشتها، سنه 1898 وبحق استغلال مناجم المعادن في تلك المنطقة. كذلك سيطرت على شبه جزيرة لياوتونج التي يوجد بها ميناء بورت ارتر.
وفي عامى 1907، 1913 عقدت اتفاقات أخرى مع الحكومة الصينية حصلت بموجبها على إمتيازات أخرى. كما تمكنت اليابان من أن تقف على قدم المساواة مع الدول الأوروبية في عملية استغلال السوق الصينى. كدلك، ازدادت القوة العسكرية اليابانية، وأصبحت أكبر قوة في الشرق الأفصى كما اتسع نفوذها السياسى، فتدخلت في أحداث الثورة الصينية بزعامة سون يات سين كما ضمت كوريا نهائيا إلى اراضيها سنة 1910.
أثار تزايد النفود اليابانى في الشرق الأقصى قلق الولايات المتحدة، خاصة أن الهجرة اليابانية إلى الولايات المتحدة ذاتها كانت قد وصلت إلى معدلات خطيرة. ومن ثم سارعت الولايات المتحدة إلى عقد تسوية مؤقته مع اليابان عام 1908 تسمى اتفاقية روت - تاكاهيرا [الإنجليزية] وبمقتضى تلك الإتفاقية أبدت الولايات المتحدة استعدادها للاعتراف بمركز اليابان الممتاز في كوريا، وجنوب منشوريا مقابل تعهد اليابان بإحترام الحقوق الأمريكية في المحيط الهادى، وسياسة الباب المفتوح في الصين، والحد من الهجرة اليابانية إلى الولايات المتحدة. إلا أن الولايات المتحده حاولت أن تعدل من تلك السياسة بعد تولى الرئيس تافت الحكم. وقد لجا الرئيس تافت إلى تشجيع الإستثمار الأمريكي في الصين محاولا تخطى النفوذ اليابانى. ولكن هذه السياسة لم تنجح في تحقيق أهدافها. ففى عام 1910 وقعت اليابان وروسيا اتفاقا جديدا يؤكد اتفاق عام 1907، وفي سنة 1912 عقدتا اتفاقا جديدا يؤكد تقسيم منشوريا ومنغوليا بينهما. وبذلك فشلت الولايات المتحدة في تحدى النفود اليابانى في الشرق الأقصى. وكان السبب وراء هذا الفشل هو إفتقار الولايات المتحدة إلى قوة عسكرية كافية تمكنها من السيطرة على الشرق الأقصى. أضف إلى ذلك اعتبارات التوازن الأوروبى التي جعلت روسيا، وفرنسا، وبريطانيا تساند اليابان ضد الولايات المتحدة، لكسب تأييد اليابان ضد ألمانيا.
وبعد حرب البوكسر بدأت حكومة المانشو في تبنى برنامج شامل للإصلاح. وفي سنة 1911 نشبت الثورة في الصين وعين سون يات سين رئيسا لحكوماء جمهورياء مؤقتا في نانكين.
ولعل من أهم نتائج الثورة الصينية سنة 1911 فيما يتعلق بنشوه الدول الجديدة هو إعلان منغوليا استقلالها عن الصين. وكانت منغوليا تتبع الصين منذ سنة 1696 تحت اسم المانشو. بيد أن الصين لم تعترف بهذا الاستقلال إلا بعد الثورة الصينية الثانية سنة 1949.
تعتبر الحرب الأمريكية - الأسبانية سنة 1898 نقطة الإنطلاق للتوسع الإستعمارى الأمريكى، ليس فقط في البحر الكاريبى وأمريكا الجنوبية، ولكن أيضا في المحيط الهادى والشرق الأقصى. فلقد انتهزت الولايات المتحدة فرصة انفجار البارجة الحربية الأمريكية مين في ميناء هافانا، وأعلنت الحرب على أسبانيا في 21 أبريل عام 1898. ولم تكتف الولايات المتحدة بمهاجمة الأسطول الأسبانى في كوبا وتدميره، ولكنها مدت نطاق الحرب إلى الفلبين حيث دمرت الأسطول الأسبانى في الفلبين واستولت على مانيللا. وقد انتهت الحرب بهزيمة أسبانيا وابرام معاهدة صلح باريس في ديسمبر عام 1898. وبمقتضى تلك المعاهدة تنازلت أسبانيا عن جزر الفلبين وجوام للولايات المتحدة مقابل ٢٠ مليون دولار. وبذلك ضمت الولايات المتحدة جزر الفلبين وجوام. وكانت تلك المرة الأولى التي تستولى فيها الولايات المتحدة على أقاليم خارج الولايات المتحدة عن طريق الغزو.

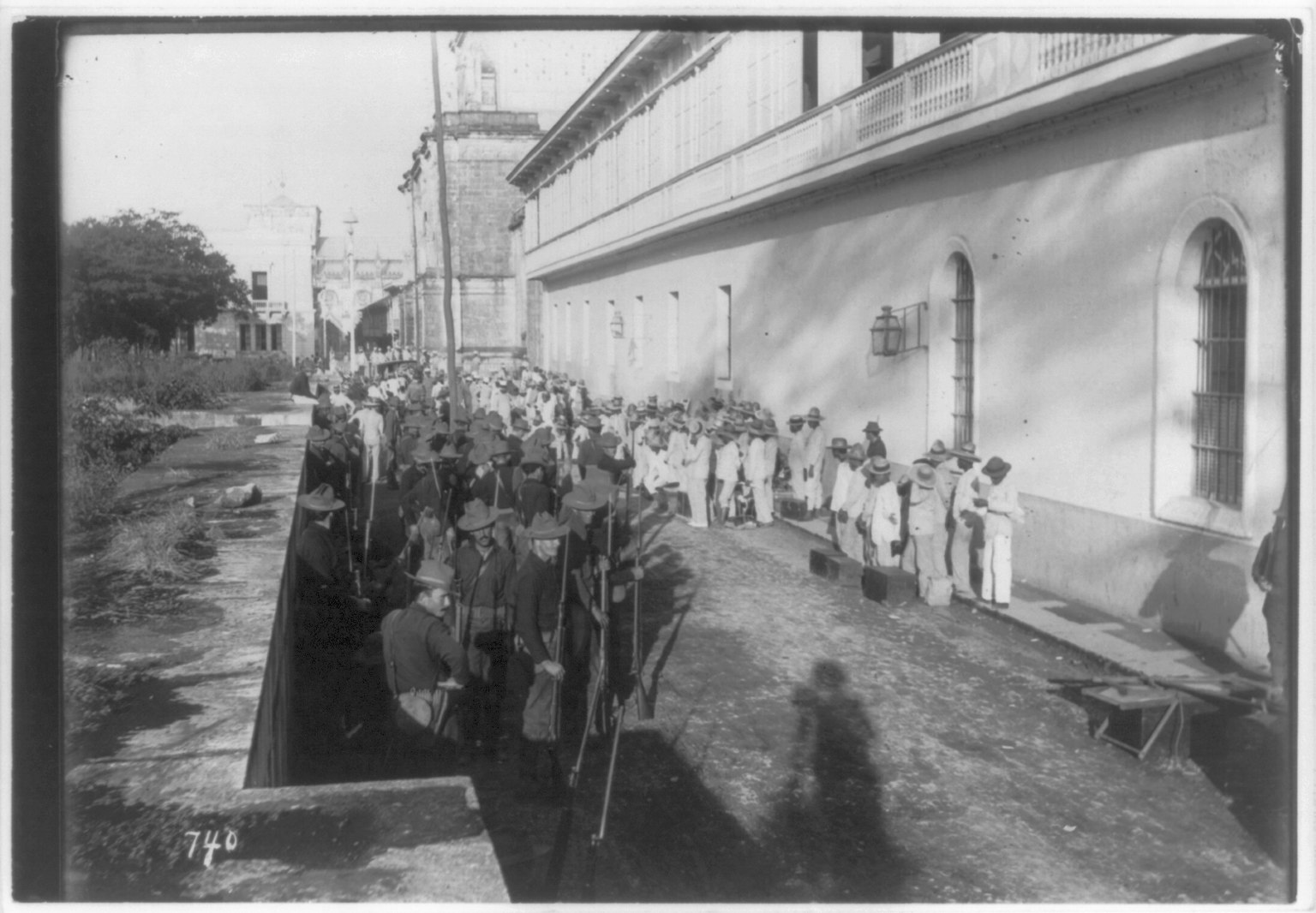
الجنود الأمريكيون في مانيلا - الفلبين، 1899.

كانت الولايات المتحدة تهدف من الاستيلاء على الفلبين وجوام الحصول على موارد تلك الجزر من التبغ، والخشب، وقصب السكر، بجانب أن تكون تلك الجزر نقطة انطلاق نحو الوصول إلى أسواق الصين. ومن ثم فقد قامت الولايات المتحدة باحتلال الفلبين، مما أدى إلى اندلاع حركة مقاومة شعبية سنة 1899 بزعامة اكوينالدو. ولكن الولايات المتحدة أخمدت المقاومة عام 1901. وبذلك تحولت الفلبين إلى مستعمرة أمريكية.
أدى نشوب الحرب العالمية الأولى في عام 1914 إلى تعديلات في أشكال التوسع الاستعمارى في آسيا، وبالذات بعد دخول اليابان تلك الحرب عام 1914. وفي 23 أغسطس أعلنت اليابان الحرب ضد ألمانيا وشرعت في تنفيذ مخططها في الشرق الأقصى. واضطرت بريطانيا إلى قبول انضمام اليابان إليها، ووافقت على أن تقوم البحرية اليابانية بأعمال الدورية في منطقة غرب المحيط الهادى شمال خط الاستواء.
أدى التدخل اليابانى إلى تغيير توازن القوى في شرقى أسيا. فقد استولت اليابان على الإمتيازات الألمانية في الصين، وفي المحيط الهادى شمال خط الاستواء، وفرضت حمايتها الفعلية على الصين. وقد تقلص الدور الأوروبي في الشرق الأقصى نتيجة لهذه السياسة، وأصبح التنافس في تلك المنطقة محصورا بين اليابان والولايات المتحدة.
ولكى تتغلب الولايات المتحدة على الدور اليابانى المتزايد في الصين، بدأت تمارس ضغوطا على الحكومة الصينية لكى تدخل الحرب ضد ألمانيا. وكان منطق الولايات المتحدة هو أن مشاركة الصين في الحرب سيعطيها حق حضور مؤتمر الصلح، وعرض خلافها مع اليابان على المؤتمر. ولما كان لى يوانهونج [الإنجليزية]، رئيس الجمهورية الصينى انداك، يحبذ سياسة الحياد، فقد تم تدبير انقلاب أجبره على إعلان الحرب على ألمانيا في أغسطس سنة 1917.
وقد اعترفت اتفاقية الصلح الموقعة في فرساى عام 1919 باستيلاء اليابان على الممتلكات الألمانية في شرقى آسيا، وكان ذلك أحد العوامل التي دفعت الكونجرس الأمريكى إلى رفض التصديق على الاتفاقية. وقد أثار النفوذ اليابانى المتزايد قلق الولايات المتحدة الأمريكية لسببين. الأول، هو رغبة الولايات المتحدة في المحافظة على مبدا الباب المفتوح في شرقى أسيا. أما الثانى، فهو القلق على سلامة الجزر الفلبينية إزاء التوسع اليابانى. ولذلك فقد شرعت الولايات المتحدة منذ انتخاب الرئيس الجمهورى هاردنج سنة 1920 في محاولة ضرب النفود اليابانى في شرقى آسيا، وذلك لإعادة التوازن الدولى في تلك المنطقة. فدفعت بريطانيا إلى رفض تجديد الحلف اليابانى- البريطانى الذي إنتهى عام 1921. كذلك فقد عملت على تكتيل الدول الأوروبية ضد اليابان. وأدى ذلك بالتالى إلى توتر العلاقات الأمريكية اليابانية. وقد أصبح هذا التوتر سمة من سمات السياسة الدولية طوال تلك الفترة وحتى نشوب الحرب العالمية الثانية.

## الحقبة الثالثة. الحركات القومية ونشأة الدول الآسيوية المعاصرة
خلال فترة ما بعد الحرب العالمية الأولى شهدت أسيا تطورين أساسيين أولهما اندلاع الحركات القومية ونشاة بعض الدول الأسيوية الجديدة، وثانيهما، هو صعود الصراع الاقليمى والعالمى للسيطرة على آسيا، والذي أسفر عن نشوب الحرب العالمية الثانية وما تلاهما من نشأة دول أسيوية أخرى.

### الحركات القومية ونشأة الدول الآسيوية بين الحربين العالميتين
ازداد تأثير الحركات القومية على أسيا بعد الحرب العالمية الأولى بشكل قوى لعدة أسباب:
- السبب الأول تدهو القوة الأوروبية: أدت الحرب العالمية الأولى إلى إضعاف القوة العسكرية للدول الإستعمارية الأوروبية، وإلى تدمير جزء كبير من المجهود الاقتصادى لتلك الدول. كما أنها أدت إلى فقدان أوروبا أسواقها الخارجية في أمريكا اللاتينية لصالح الولايات المتحدة، وفي شرقى آسيا وجنوب شرقى آسيا لصالح اليابان. وقد أدى ذلك إلى اضعاف مقدرة الدول الأوروبية على ضبط الحركات القومية في آسيا.
- السبب الثانى: التناقضات الأوروبية: ويقصد بذلك أن مصالح الدول الأوروبية كانت متعارضة إلى الحد الذي سمح للحركات القومية بهامش من المناورة بين الدول الإستعمارية.
- السبب الثالث: دور الدول الغربية في انبعاث الحركات القومية من المفارقات التاريخية أن الأساليب التي استعملها الإستعمار الغربى في اسيا قد مهدت الطريق لظهور الحركات المعادية للإستعمار . فعندما أراد الإستعمار ان يستعين بفئة من السكان المحليين كموظفين في جهازه الإدارى، عمد إلى نشر التعليم . ومن ثم ظهرت فئة متعلمة كانت نواة قيادة الحركات القومية. كذلك فإن النشاط الاقتصادى الاستعمارى أدى إلى تحول كثير من المستعمرات من حالة الاقتصاد الطبيعى القائم على الاكتفاء الذاتى إلى حالة الاقتصاد التبادلى القائم على تداول النفد والتجارة. وقد أدى ذلك إلى ظهور نواة لطبقة برجوازية، ونواة لطبقة عمالية، وإلى اضعاف الولاءات القبلية، وخلق نمط جديد من الترابط القومى. فإذا أضفنا إلى ذلك شعور فئة المثقفين بحرمانها من الوظائف العليا، وشعور البرجوازية والطبقة العاملة بثقل المنافسة الإستعمارية، فإننا يمكن أن نتفهم الأسباب التي أدت إلى نشوء الحركة القومية. وقد ضاعف من هذه العملية الدور الذي لعبته البعثات التبشيرية. فقد قامت تلك البعثات بنشر اللغات الأوروبية والقيم المسيحية التي تتحدث عن المساواة بين الجميع.

وقد ازداد الدور الذي لعبته الدول الاستعمارية الغربية في الإسهام في بلورة الحركة القومية في أسيا، بعد الحرب العالمية الأولى، وذلك على المستوى المباشر والمستوى غير المباشر. فعلى المستوى المباشر، فقد أكد برنامج النقاط الأربعة عشرة للرئيس ويلسون على حق الشعوب في تقرير المصير. ولكن الشعوب الأفريقية والأسيوية ركزت على حق تقرير المصير وجعلته محور مطالبها في مؤتمرات الصلح. وفد لعب برنامج ويلسون دورا كبيرا في الهاب المشاعر القومية لدى كثير من الشعوب الآسيوية والأفريقية. كذلك فقد لعبت الثورة البلشفية دورا كبيرا في تشجيع الحركات القومية، وفضح التواطؤ الإستعمارى ضد الشعوب الأفريقية والأسيوية. فقد نشرت الثورة البلشفية الاتفاقات الاستعمارية السرية، وأعلنت عدم التزامها بتلك الإتفاقات، كما شجعت الدول الأفريقية - الأسيوية على الثورة ضد الاستعمار الأوروبى، وعقدت مؤتمر باكو للشعوب الشرقية عام ١٩٢٠ لتشجيع الشعوب الشرقية على الثورة ضدالاستعمار الأوروبى. كذلك فقد لعبت الحكومة السوفييتية دورا في تحجيم الهيمنة الإستعمارية الأوروبية على فارس، وأفغانستان عن طريق مد يد المساعدة إلى هاتين الدولتين مما حد من النفود البريطانى فيهما. وعلى المستوى غير المباشر جندت الدول الإستعمارية سكان المستعمرات في الحرب. وقد اتصل المجندون بزملائهم الأوروبيين في الحرب، وبالحركات العمالية الأوروبية، وعادوا إلى بلادهم بافكار تحررية جديدة. وقد أدى ذلك كله إلى تعاظم تأثير الحركات القومية بعد الحرب العالمية الأولى، وإلى ظهور دول جديدة في أفريقيا واسيا في فترة ما بد الحرب.
وقد شهدت أسيا خلال حقبة ما بعد الحرب العالمية الأولى تطورين أساسيين هما: نشأة دول اسيويه جديدة، وظهور الحركة القومية في الهند.

#### الدول الأسيوية الجديدة

##### أفغانستان

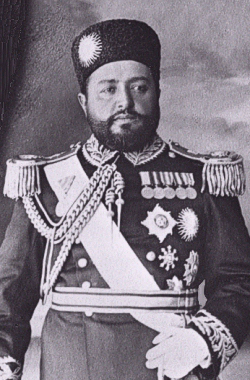
الأمير حبيب الله

كانت أفعانستان تعتبر، طبقا للاتفاق الروسى- البريطانى عام 1907، منطقة نفود بريطانية. وقد أدى هدا الإتفاق إلى بعث الروح الوطنية المعادية لبريطانيا في أفغانستان. وظهرت اتجاهات قوية للتحالف مع الدولة العثمانية ضد بريطانيا. بيد أن الأمير حبيب الله، أمير أفغانستان، لم يدخل الحرب بسبب تردد ألمانيا في الارتباط بأفغانستان، مما أعطاه فرصة لكى يطالب بريطانيا بعد انتهاء الحرب باستقلال بلاده. وفي 8 أغسطس عام 1919 وقعت بريطانيا مع حكومة أمان الله خان إتفاقية راوليندى، وبموجبها اعترفت بربطانيا بأن أفغانستان دولة حرة مستقلة في شؤونها الخارجية.

##### تركيا
كانت الحركة القومية الطورانية (التركية) قد نمت في الدولة العثمانية منذ الربع الأخير من القرن التاسع عشر في إطار حركة «الاتحاد والترقى» وحركة «تركيا الفتاة» كرد فعل للهزائم التي لحقت بتلك الدولة. وقد نجح التيار القومي التركى في الوصول إلى السلطة في عام 1908 والإطاحة بالسلطان عبد الحميد الثانى في العام التالى، وتولى السلطان محمد رشاد السلطنة العثمانية، وإن كانت سلطاته قد أصبحت رمزية.
على الرغم من أن حكومة الاتحاد والترقى كانت هي المسئولة عن دخول الدولة العثمانية الحرب العالمية الأولى، وهزيمتها في تلك الحرب، إلا أن السلطان محمد وحيد الدين (خليفة السلطان محمد رشاد) قد تحمل تلك المسنولية بتوقيعه اتفاقية سيفر عام 1920.
وقد احتج الوطنيون الأتراك على تلك المعاهدة نظرا للمزايا التي أعطتها لليونان في منطقة أزمير، ولإيطاليا في جنوب الأناضول، ولفرنسا في قيليقيا، وللحلفاء في استانبول. ومن ثم أعاد مصطفى كمال أتاتورك تكوين القوات التركية في شرقى الأناضول في إطار ما أسماه «اتحاد الدفاع عن حقوق الأمة». ونقل حركة النشاط السياسى التركى ألى مدينة أنقره بدلا من استانبول، التي كانت واقعة في قبضة الحلفاء. وفي أبريل 1921 تم إنشاء «الجمعية الوطنية الكبرى» في أنقره مستقلة عن نفود السلطان العثمانى محمد وحيد الدين في استانبول، وبرئاسة مصطفى كمال. وقد لجأت السلطة التركية الجديدة إلى الضغط العسكرى على قوات الاحتلال، مما اضطر فرنسا إلى التنازل عن قيليقيا، باستثناء لواء الاسكندرونه. واضطرت إيطاليا إلى التخلى عن إقليم أضاليا. وقام الجيش التركى باستعادة أزمير عام 1922، وزحف نحو الدردنيل حيث فضلت فرنسا، وبريطانيا الانسحاب من استانبول، التي كانت قد احتلها، على مقاومة القوات التركية. وتم توقيع اتفاقية هدنة عرفت باسم اتفاقية موادنيا في أكتوبر 1922. واتفق مصطفى كمال مع بريطانيا، وفرنسا على مؤتمر في لوزان لإعادة النظر في اتفاقية سيفر. وقد أصر الحلفاء على ضرورة تمثيل السلطان العثمانى في مؤتمر لوزان. وإزاء ذلك الإصرار أعلنت الجمعية الوطنية، بناء على اقتراح مصطفى كمال، الغاء منصب السلطنة العثمانية في 1 نوفمبر عام 1922 وذلك اعتبارا من 16 مارس 1923 مع الإبقاء على منصب الخلافة واضطر السلطان محمد وحيد الدين إلى الهرب من استانبول وعين عبد المجيد خليفة للمسلمين.

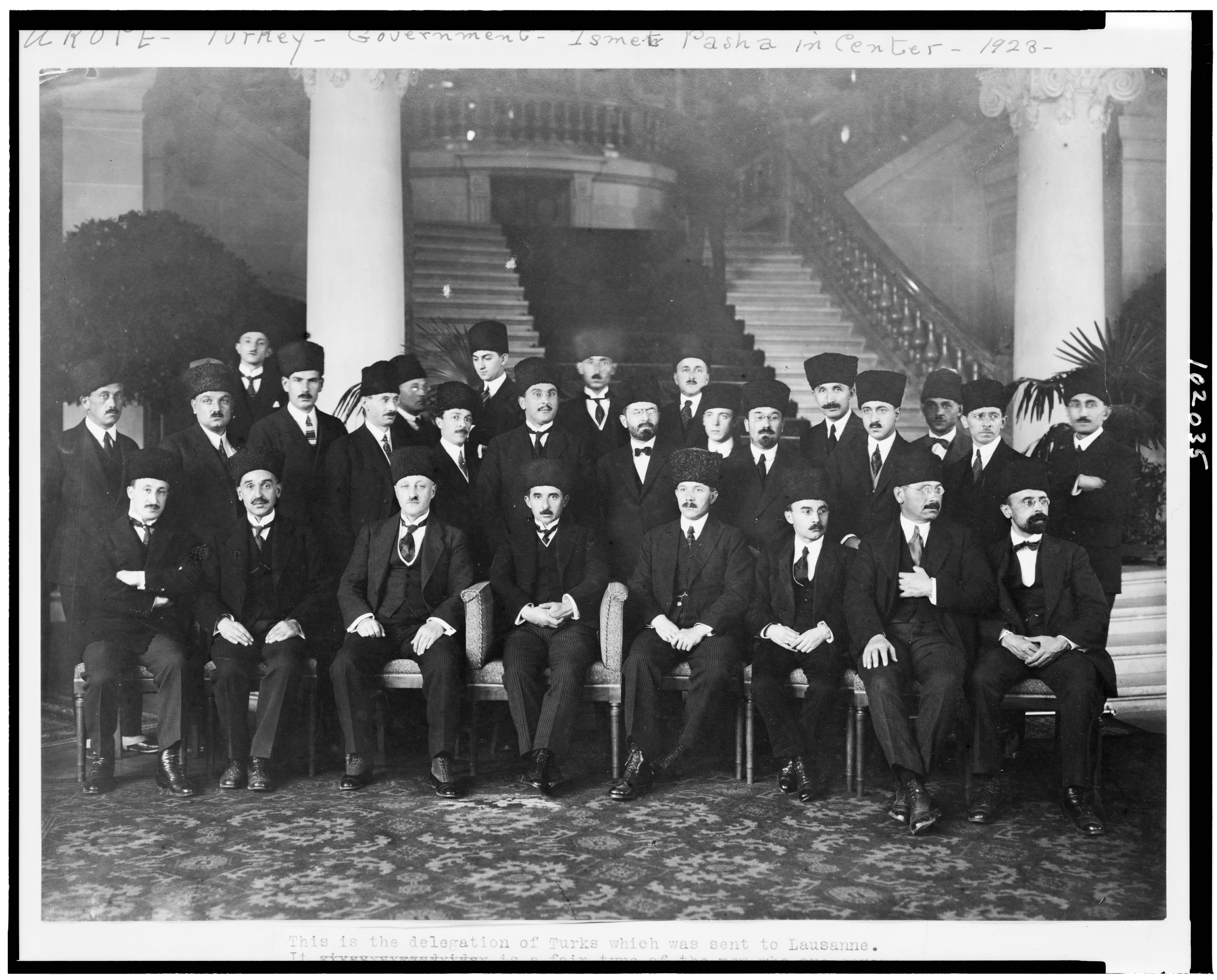
الوفد التركي المفاوض ضمن اتفاقية لوزان

وفي 24 يوليو 1923 تم توقيع اتفاقية لوزان بين تركيا والحلفاء. وقد نصت الإتفاقية على استعادة سيادة تركيا على شبه جزيرة الأناضول وعلى استانبول ومنطقة أدرنه وعلى جزر بحر أيجه الو اقعة في مدخل الدردنيل. كذلك ألغت الإتفاقية نظام الإمتيازات، وتضمنت ميثاقا سمى «ميثاق المضايق»، وبموجب هذا الميثاق اعترفت الحكومة التركية بمبدأ حرية المرور في المضائق مع احتفاظها بحق منع مرور سفن الدول التي تكون تركيا في حالة حرب معها.
كان مصطفى كمال قد اتبع تكتيكا ذكيا. فقد طبع حركته القومية في البداية بطابع إسلامى أساسه السعى لحماية الخلافة الإسلامية من التدخل الأوروبى. فقد ألغى سياسة التتريك التي كان يتبعها الاتحاد والترقى، واستقطب مسلمى الهند، وأفغانستان إلى جانبه. بيد أنه بعد أن وطد نفوذه بعد عقد انفاقية لوزان تحول إلى اعلان أهدافه الحقيقيه وهي تحويل تركيا إلى دولة تركية خالصة دات طابع قومى علماني غربى. ففى 29 أكتوبر سنة 1923 قررت الجمعية الوطنية اعلان الجمهورية، وبذلك تكون الدولة العثمانية قد انتهت رسميا وحلت محلها دولة جديدة هي تركيا.
وفي 3 مارس سنة 1924 قررت الجمعية الوطنية الغاء الخلافة الاسلامية وطرد كافة ال عثمان. ورغم أن الدستور التركى الصادر في 20 أبريل 1924 قد نص على أن الإسلام دين الدولة إلا أن هذا النص قد ألغى عام 1928. وبدأ مصطفى كمال حملة لعلمنة وتغريب تركيا. ففد تم إلغاء المدارس الإسلامية الدينية والمحاكم الشرعية الإسلامية، وتم اقتباس القوانين المدنية والجنائية الغربية، وألغى تطبيق الشريعة الإسلامية. وبدلك نشأت على أنقاض الدولة العثمانية دولة تركية دات طابع علمانى غربى.

##### فارس (إيران)

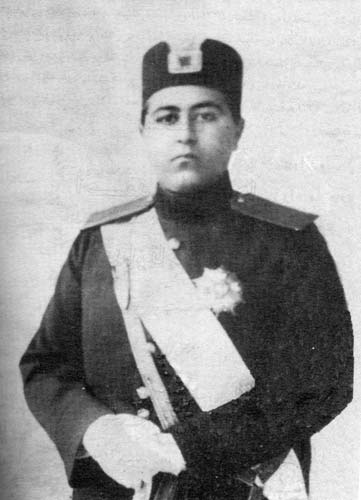
أحمد ميرزا القاجاري

عندما نشبت الحرب العالمية الأولى أعلنت الحكومة الفارسية القاجارية برئاسة الشاه أحمد ميرزا القاجاري حيادها في الحرب. بيد أن القوى المتحاربة لم تحترم الحياد الفارسى. فالدول المركزية أعلنت أنها لن تحترم حياد فارس طالما أن القوات الروسية تتمركز شمال البلاد. ومن ثم دخلت القوات العثمانية إلى منطقة آذربيجان الفارسية في إطار هجوم عام على القوات الروسية. وفي عام 1915 اتفقت روسيا، وبريطانيا على إضافة المنطقة المحايدة، طبقا لإتفاق عام 1907 إلى منطقة النفوذ البريطانى. وحينما انسحبت القوات السوفييتية من شمال فارس عقب انتصار الثورة البلشفية، وقيام روسيا السوفييتية بالغاء إتفاقية الوفاق الروسى البريطانى عام 1907، احتلت القوات البريطانية الجزء المخصص لروسيا، وذلك لتحمى الوجود البريطانى في الهند.
وعندما انتهت الحرب أرسلت فارس وفدا إلى مؤتمر الصلح للمطالبة بعودة فارس إلى حدود ما قبل معاهدة تركمانجاى سنة 1828 لتشمل شمال أذربيجان مع مدينة باكو، وأرمينيا الغربية مع مدينة ايروان، وإقليم قرة باغ، وقسم من داغستان. وقد نجحت بريطانيا في إقناع مؤتمر الصلح بإهمال المطالب الفارسية.
تحالف أحد الضباط الفرس، ويسمى رضا خان، مع الزعيم الدينى ضياء الدين طباطبائى [الإنجليزية]، وتم تنظيم حركة تمرد عسكرية أدت إلى اجبار الشاه أحمد ميرزا القاجاري على تعيين رضا خان قائدا عاما للقوات المسلحة ووزيرا للحربية فيما بعد، وضياء الدين طبطبائي رئيسا للوزراء في 21 فبراير 1921، وذلك بدعم بريطانى. كان أول عمل للحكومة الجديدة هو إلغاء مشروع المعاهدة البريطانية الفارسية، وتم توقيع إتفاقية مع روسيا في 26 فبراير 1921 تعهدت بموجبها الأخيرة بسحب قواتها من ميناء انزلى (وهو الميناء الفارسى على بحر قزوين)، وتنازلت عن الإمتيازات التي كانت روسيا القيصرية قد حصلت عليها في فارس، وتعهدت بعدم التدخل في الشئون الداخلية للبلاد مقابل تعهد فارس بألا تصبح أراضيها قاعدة عمليات لدولة أجنبية ضد الدولة السوفييتية. وقد أدى توقيع الإتفاقية إلى تقليص النفوذ البريطانى في قارس حيث رفضت الحكومة الفارسية الموافقة على الإتفاقية البريطانية الروسية.
قام رضا خان بعزل طباطبائى في 25 مايو سنة 1921 وانفرد بالسلطة، كما قام بإخماد الحركات الإنفصالية الإقليمية التي كانت مندلعة في فارس مما منحه شعبية كبيرة مكنته من تشكيل أول وزارة في 29 أكتوبر سنة 1923 ومن خلع الشاه أحمد القاجارى في 4 نوفمبر سنة 1923. وفي ديسمبر 1925 تم تنصيب رضا خان شاها على فارس باسم رضا شاه متخذا لقب بهلوى.
وقد سارت سياسة رضا شاه بهلوى في عدة إتجاهات تشبه الإتجاهات التي سارت عليها تركيا الكمالية وأهمها بعث القومية الفارسية، وإدخال الحضارة الغربية إلى فارس، والإقلال من تأثير علماء الدين على الحياة الإجتماعية. والأهم من ذلك تأكيد استفلال فارس عن القوى العظمى وتحسين علاقاتها مع الدول المجاورة. واستطاع رضا شاه أن يستثمر التناقض الروسى البريطانى لكى يحتفظ باستقلال بلاده. وفي عام 1927 أعلن إلغاء كل المعاهدات القائمة مع الدول الأجنبية والتي لاتقوم على أساس المساواة التامة بين الطرفين المتعاقدين. وفي عام 1935 تم تغيير اسم البلاد إلى «إيران». وقد أنهى حكم رضا بهلوى بعد الغزو البريطانى السوفييتى لإيران في 11 سبتمبر سنة 1941.

##### الحركة القومية الهندية
كانت الهند في ظل الحكم البريطانى مقسمة إلى قسمين رئيسين، الأول هو الولايات الإماراتيـة، وهي 562 ولاية تغطى حوالى 40% من مساحة الهند، وكان يحكمها مهراجات يوافقون على الخضوع للسيادة البريطانية، مقابل تمتعهم بالحكم الذاتى. أما القسم الثانى، وهو الهند البريطانية فقد خضع للحكم البريطانى المباشر. وهذا هو القسم الذي اعطى الاستقلال عن بريطانيا سنة 1947.

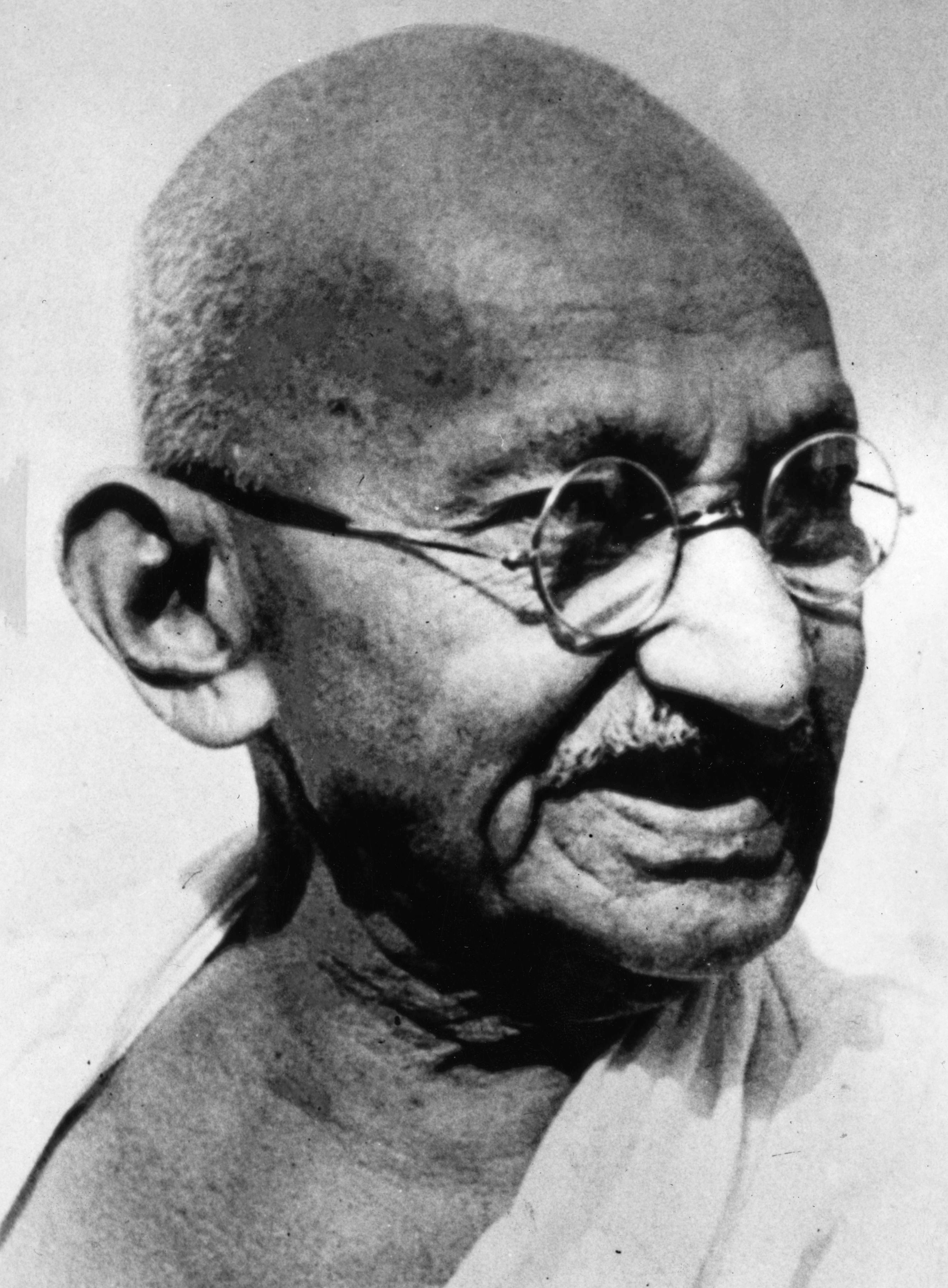
المهاتما غاندى

وقد أسهم الحكم البريطانى في نمو فئات من المثقفين الهنود الذين ارتبطوا بشكل قوى مع المصالح البريطانية. وكانت تلك الفئات ذاتها هي الأساس الاجتماعى الذي برز فيه المؤتمر الوطنى الهندى سنة 1885 في مومباي. وكان الهدف من إنشاء هذا المؤتمر هو المطالبة بالارتقاء الوظيفى للهنود العاملين في الجهاز الإدارى البريطانى، والمطالبة بتمثيل هولاء في الأجهزة التشريعية والسياسية التي إنشاها الإنجليز في الهند، مع مساواتهم «بالأوروبيين» المقيمين في الهند، في إطار الولاء لبريطانيا.
وقد مثلت الحرب العالمية الأولى نقطة تحول في الحركة القومية الهندية. فقد أدت التطورات التالية للحرب، إلى اثارة المشاعر القومية الهندية، كما أسهمت الأزمة الاقتصادية التي شهدتها الهند سنة 1918، في تكثيف الحركة القومية الهندية. وجاءت عودة المجندين الهنود في الجيش البريطانى (حوالى مليون هندى) إلى بلادهم لكى تسهم في تغذية الحركة القومية الهندية. وهكذا بدأت حركة عصيان مدنى عام في الهند ردت عليها بريطانيا بارتكاب مذبحة امريتسار في 10 أبريل سنة 1919.
وفي سنة 1920 أصبح المهاتما غاندى رئيسا للمؤتمر، وتحول المؤتمر تحت زعامته إلى حزب علمانى يضم الهندوس والمسلمين. وفي سنة 1930 وبعد تردد بريطانيا في الاستجابة لمطالب الحركة القومية الهندية، أعلن غاندى حركة العصيان المدنى. وفي سنة 1935 أصدرت بريطانيا «القانون الهندى»، وبموجبه أجريت انتخابات تشريعية استطاع فيها حزب المؤتمر أن يشكل الوزارة في ثمان من مقاطعات الهند الإحدى عشر. في هذا الإطار طالب مسلمو الهند بوضع مستقل يحمى حقوقهم الدينية وهو ما عارضه المؤتمر، مما أدى إلى تشكيل «رابطة مسلمي عموم الهند» بزعامة محمد على جناح للتعبير عن مطالب مسلمى الهند وهو ما يعد النواة الأولى لتقسيم الهند لدولتين فيما بعد.

### التنافس الإقليمى والعالمى حول آسيا ، ونيل بعض الدول الآسيوية استقلالها

#### التنافس الإقليمى والعالمى حول آسيا
شهدت السياسة اليابانية في شرقى أسيا تطورين متناقضين أديا إلى اشعال التوتر الدولى في المنطقة. فقد تكتلت الدول الغربية لحرمان اليابان من المكاسب الإقليمية التي حصلت عليها نتيجة للحرب العالمية الأولى، وذلك في الوقت الذي تطورت فيه قوى هيكلية ضخمة في المجتمع اليابانى تدفعه نحو مزيد من التوسع الإقليمى. وعندما انسحبت الدول المتحالفة من سيبيريا عام 1920، فإن القوات اليابانية ظلت تسيطر على ميناء فلاديفوستك. وجاءت معاهدة فرساى لتعطى اليابان هذه الإمتيازات بشكل قانونى. والواقع أن إعطاء اليابان هذه الإمتيازات كان أحد العوامل التي دفعت الكونجرس الأمريكى إلى عدم التصديق على معاهدة فرساى. وعندما انتخب وليم هاردنج رئيسا للولايات المتحدة صمم على تقليص النفوذ اليابانى في شرقى أسيا، وفتح أسواق الصين أمام الصادرات الأمريكية التي كانت بدأت تواجه مشكلة في الأسواق الأوروبية مع عودة الحياة إلى المصانع الأوروبية. ولتحقيق هذا الهدف اتبع وليم هاردنج ثلاث وسائل :
1. تقوية المنشأت العسكرية البحرية الأمريكية في المحيط الهادى، وتهديد اليابان بالدخول في سباق للتسلح سيكون للولايات المتحدة فيه قصب السبق بحكم تفوقها الصناعى.
2. الضغط على بريطانيا، لكى ترفض تجديد إتفاقية الحلف البريطانى- اليابانى المبرمة سنة 1902 والتي كان من المقدر ا تنتهى مدتها عام 1921. وقد نزلت بريطانيا على هذا الضغط ورفضت تجديد الإتفاقية.
3. الدعوة إلى عقد مؤتمر دولى لمناقشة قضايا المحيط الهادى والشرق الأقصى وقد اضطرت اليابان إلى حضور المؤتمر.

في ضوء الأزمة الاقتصادية التي كانت تمر بها في ذلك الوقت. ذلك أن الصناعة اليابانية واجهت أزمة افراط إنتاج نتيجة عودة الصناعة الأوروبية إلى أسواق الشرق الأقصى بعد إنتهاء الحرب العالمية الأولى. وقد أدت هذه الأزمة إلى انكماش الصناعة اليابانية مما أدى بدوره إلى أزمة اجتماعية حادة تمثلت في عودة الاضطرابات العمالية. ومن ثم فلم تكن اليابان مستعدة في هذه الفترة لدخول سباق للتسلح مع الولايات المتحدة.

مؤتمر واشنطن الدولى

وفي نوفمبر عام 1921 انعقد في واشنطن المؤتمر الدولى الذي دعت إليه الولايات المتحدة وحضرته اليابان وكل من بريطانيا، وفرنسا، وإيطاليا، وبلجيكا، وهولندا، والبرتغال، والصين، بالإضافة إلى الولايات المتحدة ذاتها. وقد استمر هذا المؤتمر حتى فبراير سنة 1922، حيث أسفر عن توقيع ثلاث معاهدات:
- المعاهدة الأولى: وتعرف باسم "معاهدة القوى الأربع"، وقد وقعت في 13 ديسمبر عام 1921 بين الولايات المتحدة، وبريطانيا، وفرنسا، واليابان. وكانت بمثابة معاهدة عدم اعتداء تضمنت تعهد كل دولة بعدم القيام بأى عمل يهدد مصالح الدول الأخرى في المحيط الهادى، وتعهدها باللجوء إلى التفاوض لمناقشة أي نزاع ينشأ بين الدول الموقعة على المعاهدة.[108]
- المعاهدة الثانية: وتعرف «بمعاهدة القوى الخمس»، وقد أبرمت بين الولايات المتحدة، وبريطانيا، وفرنسا، وإيطاليا، واليابان في 6 فبراير سنة 1922، وكانت تتعلق بموضوع تحديد التسلح البحرى. كما وافقت الدول الموقعة على الحد من قواعدها ومنشأتها البحرية في المحيط الهادى.[109]
- المعاهدة الثالثة: وتعرف باسم «معاهدة القوى التسع»، وقد وقعت في 6 فبراير عام 1922 من قبل جميع الدول التي حضرت مؤتمر واشنطن. بموجب هذه الإتفاقية تعهدت الدول الموقعة باحترام سيادة الصين على مجمل أراضيها، وبعدم السعى لدى الحكومة الصينية للحصول على مكاسب تضر بمصالح الدول الأخرى، مقابل تعهد الصين بالإبقاء على سياسة الباب المفتوح أمام منتجات كل الدول. كذلك، فقد وقعت اليابان مع الصين إتفاقيات ثنائية في 4 فبراير عام 1922 تعهدت بموجبها بالجلاء عن «شانتونج» و«كياوشو» مقابل تعهد الصين برعاية المصالح اليابانية في منشوريا ووسط الصين. وهكذا لم يبق لليابان إلا جزءا محدودا من الإمتيازات التي حصلت عليها أثناء الحرب العالمية الأولى.[110]

وفي الوقت ذاته شهدت اليابان أزمة اقتصادية واجتماعية خطيرة. ذلك أنه نتيجة لسرعة التزايد السكانى اليابانى، واجهت اليابان أزمة نقص الأراضى الزراعية وتزايد البطالة في القطاع الزراعى. وكان هناك مخرجان لمواجهة تلك الأزمة في المدى القصير: الأول؛ هو تشجيع الهجرة الخارجية. بيد أن الولايات المتحدة، وكندا، واستراليا كانت قد أغلقت باب الهجرة في وجه الملونين عموما والجنس الأصفر على وجه الخصوص. أما المخرج الثانى؛ فمؤداه استيعاب الأيدى العاملة الزراعية الفائضة في القطاع الصناعى. وكان ذلك الحل يتطلب تطوير الصناعة اليابانية من خلال إستيراد المواد الأولية وإيجاد أسواق خارجية للصناعات اليابانية أي أنه يتطلب التوسع الاقتصادى. ومن ثم فإن الأزمة الاقتصادية أدت باليابان إلى فكرة التوسع الخارجى، وذلك في الوقت الذي فقدت فيه اليابان معظم امتيازتها الخارجية. من ناحية أخرى، فقد زاد نفوذ المطالبين في اليابان بالتوسع الإقليمى بالقوة بعد أن ازداد الضغط الغربى على اليابان لكى يشمل التسلح البحرى كل أشكال السفن. وكان ذلك يعنى مزيدا من إضعاف النفوذ اليابانى في الشرق الأقصى، ومن ثم مزيدا من الضغوط الداخلية نحو مقاومة هذا التدهور المتتالى في النفوذ اليابانى.

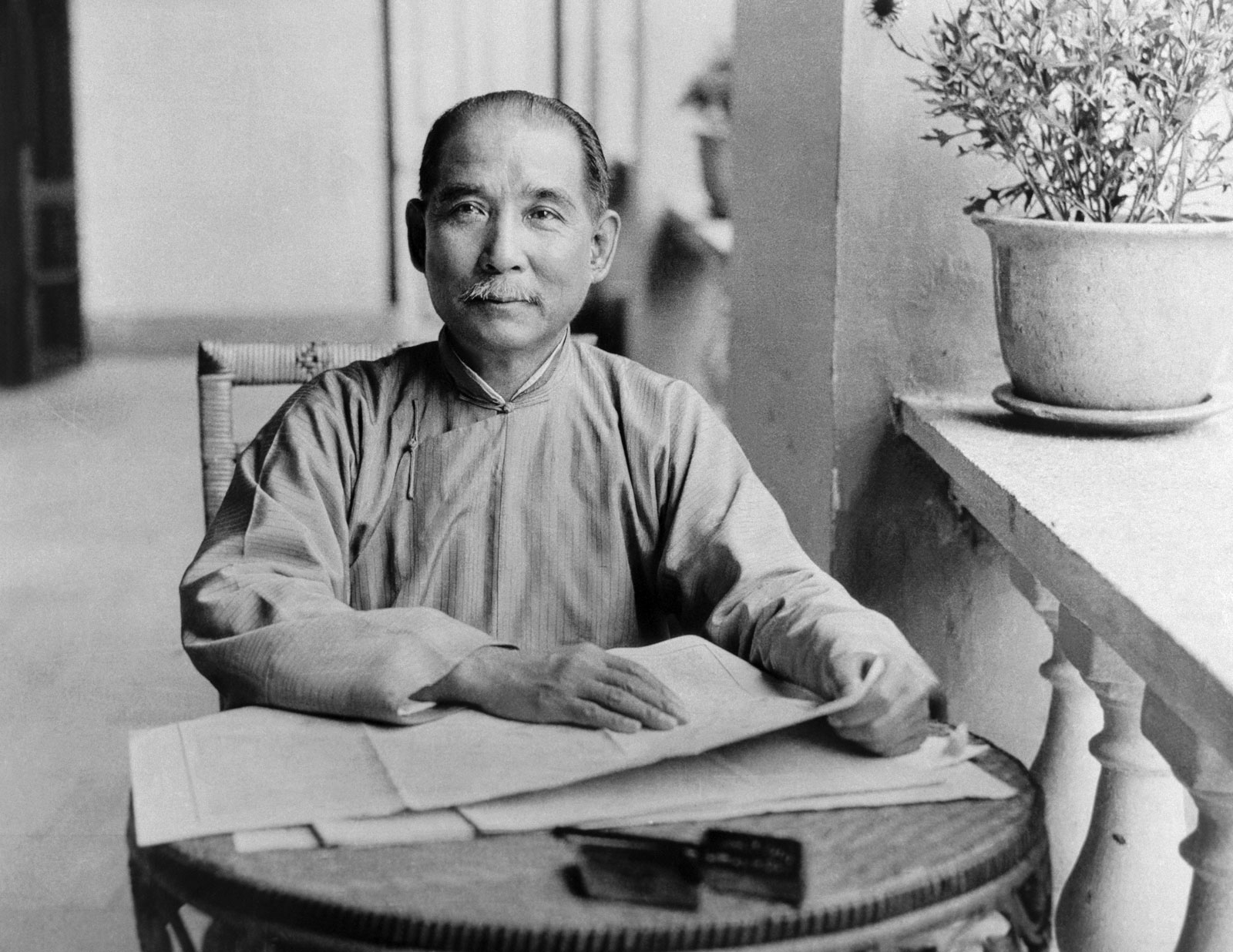
سون يات سين

من ناحية أخرى، فقد تخلصت الصين من القيود الخارجية المفروضة عليها. ففى أعقاب وفاة يوان شيكاي عام 1916، اندلعت حرب أهلية في الصين تطورت إلى فوضى شاملة، وأصبحت هناك حكومتان في الصين. حكومة الصين الشمالية ومقرها بكين، وحكومة الصين الجنوبية ومقرها كانتون ويتزعمها سون يات سين الذي ألف حزب الكومنتانج. ولم تكن هاتان الحكومتان تسيطران إلا على ثلث مساحة الصين، وكان الباقى خاضعا لسلطة قادة الجيش الذين حاولوا الاستقلال بالأقاليم التي كانوا يسيطرون عليها. وكانت الدول الغربية تتعامل فقط مع حكومة بكين، فكانت هي التي تمثل الصين في المؤتمرات الدولية. أما الاتحاد السوفييتى فقد حرص على توثيق علاقاته بحكومتى الصين في بكين وكانتون كجزء من سياسة ضرب إستراتيجية الحزام الصينى التي فرضتها عليها الدول الغربية. فقد طورت الحكومة السوفيتية علاقاتها مع حكومة سون يات سين. كذلك وقعت إتفاقية مع حكومة بكين في مايو عام 1924، تضمنت الاعتراف المتبادل بين الحكومتين، وتعهد كل دولة بمنع الأنشطة المناوئة للدولة الأخرى على أراضيها.
وقد شجع توقيع الإتفاقية الصينية - السوفييتية حكومة بكين على مطالبة الدول الغربية بأن تحذو حذو الاتحاد السوفييتى وأن تدخل في مفاوضات مع حكومة بكين تحل محل الإتفاقيات القديمة التي تحرم الصين من حق المساواة مع الدول الأخرى. وقد أدى ذلك إلى تدهور العلاقات بين حكومة بكين والدول الغربية. وفي الوقت ذاته تدهورت العلاقات بين حكومة كانتون والاتحاد السوفييتى في أعقاب وفاة سون يات سين، واستلام شيانج كاي شيك السلطة في عام 1925.

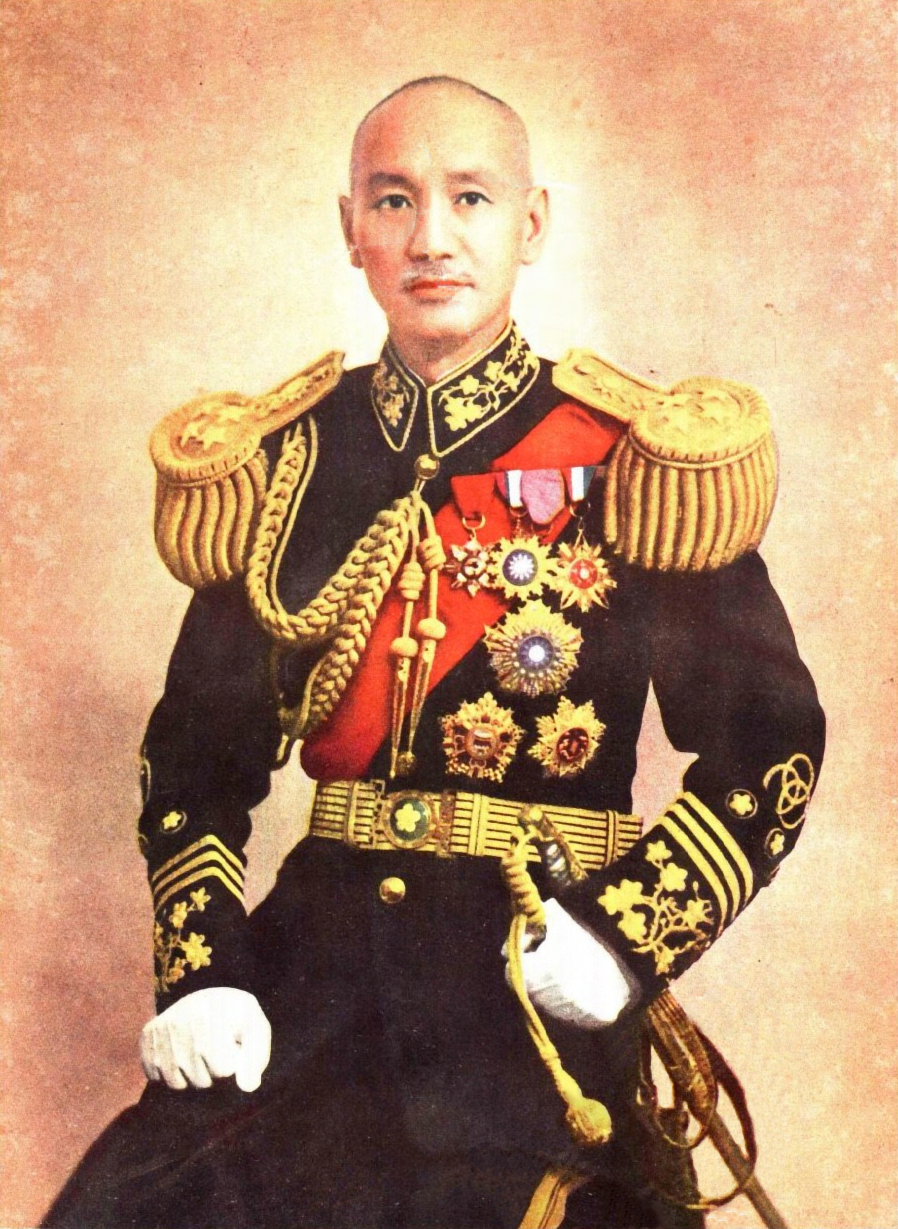
شيانج كاي شيك

في عام 1928 شنت حكومة شيانج كاي شيك حربا على حكومة بكين انتهت بالاستيلاء على بكين وتوحيد الصين مرة أخرى، وتكوين حكومة قومية صينية مقرها بكين. ومنذ تلك اللحظة ركزت تلك الحكومة على التخلص من العلاقة الصينية السوفييتية، ومن الإمتيازات الأجنبية الغربية في الصين، وطرد النفوذ اليابانى في الصين. وقد تطورت تلك المواجهة إلى حرب بين الدولتين. من ناحية ثانية، نجحت حكومة الكومنتانج، سواء في عهد سون يات سين أو في عهد شيانج كاي شيك، في التخلص من بعض الإمتيازات الأجنبية، ومن ناحية ثالثة، بدأت الحكومة الصينية في فتح الملف اليابانى خاصة بعد أن أكدت اليابان أطماعها في منشوريا. إزاء ذلك، شجعت الحكومة الصينية حركات المقاومة الوطنية في جنوب منشوريا، وتدفقت القوة العاملة الصينية إلى جنوب منشوريا بمعدلات مرتفعة حتى أصبح الوجود الاستيطانى اليابانى معرضا للخطر. وإزاء ذلك تم التوصل إلى إتفاقية يابانية - صينية في مايو عام 1929 نصت على سحب الجيوش اليابانية من شاندونغ.
ومع أوائل الثلاثينات أعادت اليابان عملية التوسع الإقليمى في شرقى آسيا في إطار قضية منشوريا. فقد كان للأزمة الاقتصادية العالمية، التي حطمت الاقتصاد العالمى بين عامى 1929 و 1933، أثر كبير على اليابان والصين. من ناحية اليابان، فقد هبطت صادرات اليابان من الحرير الخام إلى الولايات المتحدة إلى النصف تقريبا، وقد أثر ذلك على قدرة اليابان على شراء المواد الأولية. كما أدى إلى انتشار البطالة وهبوط إنتاج الحرير الخام. هكذا بدت السيطرة على أقاليم منتجة للمواد الأولية والغذائية أمر ضرورى لخروج اليابان من أزمتها. وكانت هذه الأقاليم لازمة أيضا كأسواق لتوسيع الإنتاج الصناعى. كذلك، فإن زيادة البطالة مع التزايد السكانى أوجدا ضغوطا أخرى نحو التوسع الخارجى. وقد بدت الصين المجال الطبيعى لتحقيق تلك الأهداف.
من ناحية أخرى، فإنه رغم أن الصين استطاعت أن تحقق وحدتها بزعامة حزب الكومنتانج، بقيادة شيانج كاي شيك إلا أن الوضع الداخلى كان مضطربا بسبب ضعف الحكومة المركزية، ونمو الحركة الشيوعية. وهكذا، بدأت اليابان منذ سنة 1931 في اتباع سياسة التوسع الإقليمى في الصين. وقد أسفر ذلك عن بلورة سياسة يابانية جديدة في الشرق الأقصى أطلق عليها اصطلاح «مبدأ مونرو اليابانى». جوهر هذه السياسة هو مطالبة اليابان للدول الغربية بترك آسيا للآسيويين، وإقامة نظام جديد للقارة الآسيوية يقوم على إنشاء ما أسمته اليابان«منطقة شرقى أسيا الكبرى للرفاهية المتبادلة»، وذلك تحت الهيمنة اليابانية.
وفي سبتمبر سنة 1931 انتهزت القيادة العسكرية اليابانية الموجودة في منطقة خط سكة حديد جنوب منشوريا، فرصة انفجار قنبلة صينية في خط السكك الحديدية. وقامت باحتلال إقيلم منشوريا بأسره، وطالبت بالدخول في مفاوضات مع الحكومة الصينية للاعتراف بالأوضاع اليابانية المتميزة في منشوريا. ردت الصين على ذلك برفض التفاوض في ظل الاحتلال. وأعلنت مقاطعة المنتجات اليابانية في الموانئ الصينية واللجوء إلى عصبة الأمم. دبرت اليابان عملية سياسية في منشوريا أعلن بموجبها ممثلو الإقليم استقلاله عن الصين باسم دولة منشوكو الجديدة برئاسة بوئي، وأعلنت اليابان اعترافها بها في 15 سبتمبر سنة 1932 مقابل حقها في الاحتفاظ بحاميات عسكرية هناك.
قد عارضت الولايات المتحدة والاتحاد السوفييتي التصرف اليابانى في منشوريا، لأنه هدد مصالحهما في الصين، ولكنهما لم يتخذا موقفا عمليا ضد اليابان نظرا لأن قرب اليابان من منشوريا يسهل عليها ضرب أي تدخل خارجى في الإقليم. في الوقت ذاته تغاضت فرنسا عن التصرف اليابانى لحرصها على مستعمراتها في جنوب شرقى آسيا.
كذلك فشلت عصبة الأمم في اتخاذ موقف ايجابى من التصرف اليابانى واكتفت بالطلب من اليابان الانسحاب من منشوريا على أساس أن تقوم الصين بعد الانسحاب بضمان أمن الرعايا اليابانيين. وقد رفضت اليابان الجلاء عن منشوريا مادامت الصين لم تعترف لها بحق إنشاء خطوط سكك حديدية جديدة في منشوريا، والقيام باستغلال الأراضى الزراعية في هذا الإقليم. وفي مرحلة لاحقة طلبت العصبة من الدول عدم الاعتراف بدولة منشوكو. بيد أن العصبة لم تدن العدوان اليابانى، ولم تطبق أي جزاءات على اليابان. وكان هذا أول اخفاق لنظام الضمان الجماعى للعصبة.

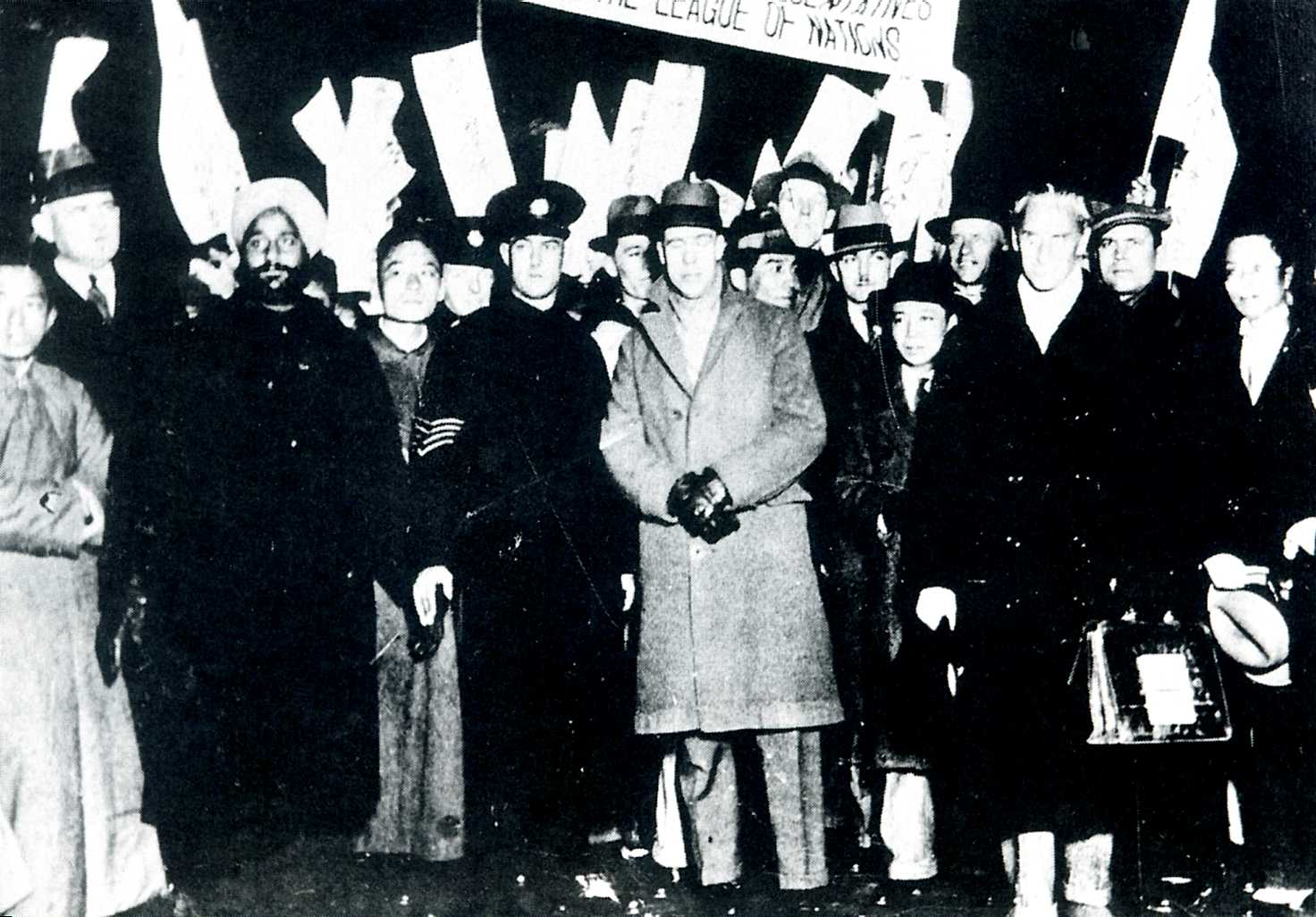
أعضاء لجنة ليتون في شانغهاي (اللورد ليتون يرتدي معطف في منتصف الصورة).

عقب صدور تقرير ليتون المتعلق بحادثة موكدين التي أدت إلى لاحتلال اليابان لمنشوريا، قامت اليابان بالانسحاب من العصبة في 27 مارس سنة 1933، وقامت في الشهر ذاته باحتلال أقاليم جديدة في الصين، ووصلت قواتها حتى مشارف بكين. واضطرت الحكومة الصينية إلى طلب الهدنة. وبموجب هذه اليدنة اعترفت الصين بالنفوذ اليابانى في منشوكو وجيهول. كذلك قامت في ديسمبر سنة 1934 بإلغاء إتفاقيات واشنطن سنة 1922 وشرعت في تقوية أسطولها في المحيط الهادى. وفي سنة 1935 اجتاحت جميع أقاليم الصين الشمالية وأعلنت رسميا مبدأ مونرو اليابانى. وقد أدت هذه السياسة التوسعية إلى توقيع «الميثاق المعادى للكومنترن» بين اليابان، وألمانيا في نوفمبر سنة 1936. وبذلك دخلت اليابان محور روما برلين.
رد الاتحاد السوفييتي على التقارب الألمانى- اليابانى بتشجيع عناصر الحزب الشيوعى الصينى، بزعامة ماوتسى تونج، على التعاون مع حزب الكومنتانج، بزعامة شيانج كاي شيك. وكانت هناك حرب مسلحة بين الطرفين. وقد وافق شيانج كاي شيك على التعاون مع الشيوعين الصينيين بشرط تخليهم عن مبادئهم الأيديولوجية وادماج قواتهم في الجيش الصينى. وفي هذه الحرب شنت عناصر الحزب الشيوعى الصينى حرب عصابات خلف خطوط القوات اليابانية واستطاعت من خلال هذه الحرب أن تكسب احترام وتأييد الفلاحين الصينيين. وكان ذلك من العوامل الهامة التي ساعدت على انتصار الحزب الشيوعى في الصين سنة 1949.
وتحت تأثير تفاقم الأزمة الاقتصادية التي شهدتها اليابان طوال عقد الثلاثينيات واصلت اليابان سياستها التوسعية في الصين في مايو سنة 1935. ومع نهاية سنة 1938 كانت قد احتلت أراض يعيش فيها 42% من سكان الصين، وبالإضافة إلى ذلك منعت اليابان السفن الأوروبية والأمريكية من الملاحة في نهر يانج تسى. وفي نوفمبر سنة 1938 أعلنت أن مبدأ الباب المفتوح مع الصين قد انتهى.
لم يكن رد فعل بريطانيا، وفرنسا، والاتحاد السوفييتى، والولايات المتحدة متناسبا مع تطورات الحرب اليابانية الصينية. فقد اكتفت بريطانيا وفرنسا بالاحتجاج الدبلوماسى وتقديم المساعدات للحكومة الصينية. كما اكتفى الاتحاد السوفييتي بحث عناصر الحزب الشيوعى الصينى على التعاون مع الحكومة. أما الولايات المتحدة فقد طلبت من اليابان احترام مبدأ «الباب المفتوح» في الصين، كما أنشأت قواعد بحرية جديدة في المحيط الهادى، خاصة بعد إلغاء اليابان معاهدة واشنطن.
وقد نظرت عصبة الأمم الحرب اليابانية الصينية وأوصت بإحالة النزاع إلى مؤتمر دولى يضم الدول التسع التي وقعت معاهدة القوى التسع المبرمة في واشنطن سنة 1922. ولكن اليابان قاطعت المؤتمر. واكتفى المؤتمر بمناشدة اليابان والصين وقف القتال. وهكذا فشلت عصبة الأمم مرة أخرى في مواجهة الانتهاك اليابانى للأمن الجماعى العالمى. وفي تلك الأثناء تحالفت اليابان مع ألمانيا وإيطاليا وكونت بذلك تكتل المحور. وفي سبتمبر عام 1939 اندلعت الحرب العالمية الثانية في الجبهة الأوروبية.

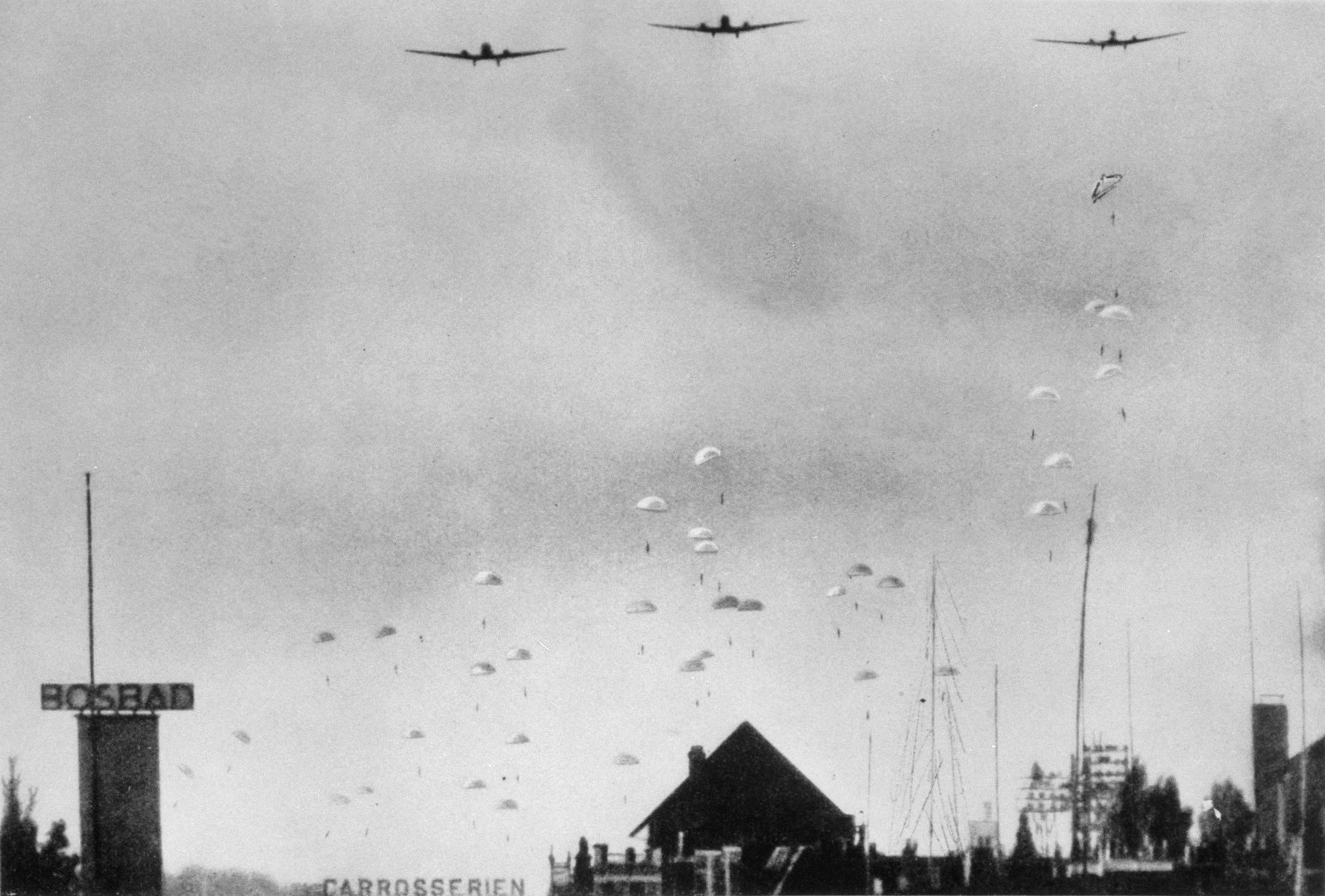
الاحتلال الألمانى لهولندا وهبوط المظليين الألمان في هولندا يوم 10 مايو 1940

ورغم تحالفها مع ألمانيا وإيطاليا إلا أن اليابان ظلت بعيدة عن الحرب في الجبهة الأوروبية، وركزت على الحرب التي كانت تخوضها في شرقى آسيا، بل إنها وقعت في 13 أبريل سنة 1941 إتفاق عدم اعتداء مع الاتحاد السوفييتى. كذلك حاولت اليابان أن تسيطر على شرقى أسيا مستفيدة من الاحتلال الألمانى لهولندا وفرنسا وذلك بالسيطرة على مستعمراتهما في تلك المنطقة. وفي 25 يوليو سنة 1941 أعلنت أنها تتولى مسئولية إدارة مستعمرات الهند الصينية الفرنسية. ولكن الولايات المتحدة عارضت تلك السيطرة مستعملة الأدوات الاقتصادية. وكان معنى ذلك أن اليابان ستبدأ في استهلاك احتياطى النفط المخزون لديها وأنها لن تستطيع الاستمرار في مشروعاتها في الشرق الأقصى. وقد اتخذت الولايات المتحدة تلك الإجراءات لأن هيمنة اليابان على الشرق الأقصى كانت تعنى «إبعاد رؤوس الأموال والمنتجات الأمريكية بشكل نهائى من السوق الصينى».
ومما ضاعف من الضغط على اليابان في إتجاه دخول الحرب هو أن الولايات المتحدة أصدرت قرارين ينص أولهما على ضم القوات المسلحة الفلبينية إلى جيش الولايات المتحدة، وينص ثانيهما على تعيين الجنرال دوجلاس ماكارثر قائدا أعلى لقوات الولايات المتحدة في الشرق الأقصى. ويعنى ذلك أن القوات الأمريكية قد وصلت إلى جزر الفلبين وأصبحت قريبة من السواحل اليابانية. ولما كانت الولايات المتحدة تدعم قوات تشيانج كاى شيك في الصين، فقد فسرت اليابان هذا التطور بأنه مقدمة لضرب اليابان ذاتها. ولهذا قررت اليابان أن تأخذ زمام المبادرة وقامت في 8 ديسمبر سنة 1941 بتحطيم الأسطول الأمريكى المتمركز في ميناء بيرل هاربور. وفي الوقت ذاته هاجمت مطارات الجيش الأمريكى في الفلبين. وفي اليوم التالى أعلنت الولايات المتحدة الحرب على اليابان. وفي 10 ديسمبر أعلنت ألمانيا وإيطاليا الحرب على الولايات المتحدة. وعقب ذلك قرر الكونجرس الأمريكى إعلان الحرب على دول المحور جميعا.
ردت الولايات المتحدة على الهجوم اليابانى بإعلان الحرب على اليابان في جبهة الشرق الأقصى. ولم تكتف بذلك ولكنها مدت نطاق تدخلها ليشمل الجبهة الأوروبية- الأطلنطية. وعندما شعرت ألمانيا بأن هناك مفاوضات سرية تجرى بين اليابان والولايات المتحدة تحولت إلى تشجيع اليابان على دخول الحرب ضد الولايات المتحدة. وفي البداية حققت القوات اليابانية انتصارات كبرى. فقد احتلت سيام، وشمالى شرق شبه جزر المالايا. كذلك سقطت هونج كونج في يد اليابانيين في 25 ديسمبر، كما سقطت سنغافورة في 15 فبراير سنة 1942، واستولى اليابانيون على سومطرة وجاوا وغيرها من الجزر الإندونيسية. وسرعان ما سقطت رانجون عاصمة بورما (ميانمار حاليا) في يد اليابانيين في 9 مارس سنة 1942. وأعقب ذلك سقوط الفلبين ذاتها. وهكذا استطاع اليابانيون إنهاءالإمبراطوريات البريطانية، واليولندية، والفرنسية، والأمريكية في شرقى آسيا.
ردت الولايات المتحدة على الانتصارات اليابانية بدعم صمود القوات الصينية بقيادة تشيانج كاى شيك، ومحاولة التوفيق بين الشيوعيين الصينيين بقيادة ماوتسى تونج، وحكومة الصين أملا في أن تنشغل القوات اليابانية بمعاركها في الصين مما يسيل من الضغط عليها في المحيط الهادى. كذلك تحالفت الولايات المتحدة مع أستراليا، ونيوزيلندا لضرب خطوط المواصلات البحرية اليابانية مما أدى إلى الحاق خسائر جسيمة بتلك الخطوط.

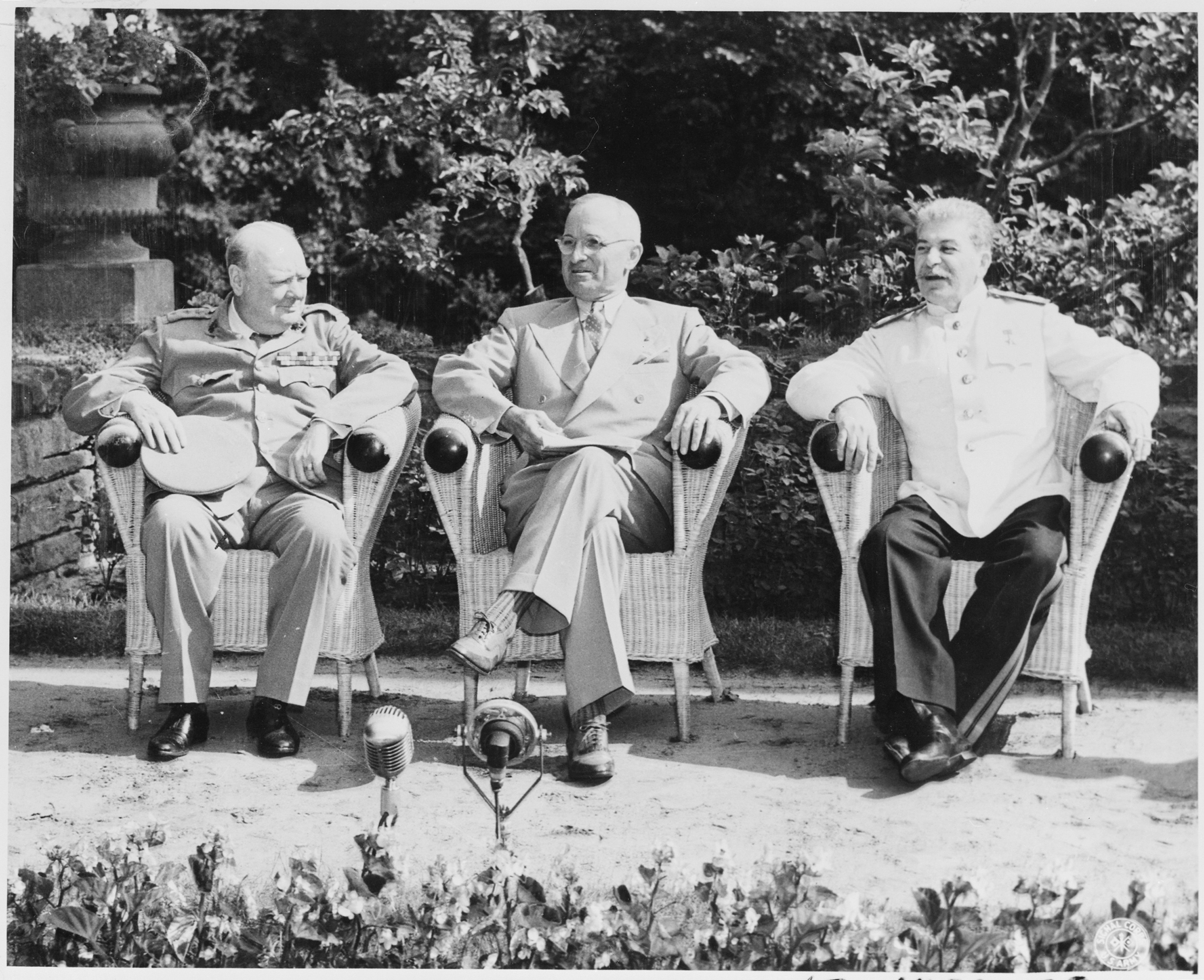
مؤتمر بوتسدام: من اليمين جوزيف ستالين، وهاري ترومان، وونستون تشرشل

وفي جبهة المحيط الهادى، فقد دارت معركة بحرية أمريكية- يابانية في فبراير سنة 1943 استطاعت بعدها البحرية الأمريكية أن تأخذ زمام المبادرة في تلك الجبهة. وفي 20 أكتوبر سنة 1944 نزلت القوات الأمريكية في الفلبين، واستخدمتها كنقطة انطلاق لضرب اليابان. كذلك أبلغ الاتحاد السوفييتى اليابان أن حلف عدم الاعتداء الموقع بينهما في 13 أبريل سنة 1941 قد فقد مضمونه منذ هجوم ألمانيا على الاتحاد السوفييتى، وهجوم اليابان على الولايات المتحدة، وأنه لا مجال لتجديده. ورغم المقاومة الشرسة لليابانيين، إلا أنهم أدركوا صعوبة الإستمرار في الحرب. وهكذا بدأوا في استكشاف احتمالات عقد هدنة مشرفة. ولكن الولايات المتحدة وبريطانيا- وبموافقة الصين- وجهتا إنذارا إلى اليابان أثناء انعقاد مؤتمر بوتسدام في 7 يوليو سنة 1945. وبموجب الإنذار طلبت الدولتان من اليابان الاستسلام دون قيد أو شرط مع إلغاء النظام العسكرى، ونزع السلاح الشامل، وإلغاء الصناعات الحربية، وحصر سيادة اليابان على الجزر الأربع الكبرى، وأن يجرى احتلال اليابان من جانب قوات الحلفاء لتنفيذ هذه الشروط. وقد رفضت اليابان تلك الشروط واقترحت بدلا من ذلك تسوية تفاوضية تقوم على انسحابها من المناطق التي احتلتها في المحيط الهادى والصين، وقد تم ذلك من خلال إتصالاتها بالحكومة السويدية، كما تجدد أثناء انعقاد مؤتمر بوتسدام من خلال الاتحاد السوفييتى. ولكن العرض اليابانى قوبل بالرفض. ومن ثم، اتخذ الرئيس الأمريكى هارى ترومان، قرارا بالقاء أول قنبلة ذرية في التاريخ على هيروشيما في 6 أغسطس مما أسفر عن مصرع 160 ألف يابانى. وفي 8 أغسطس أعلن الاتحاد السوفييتى أنه قد أصبح في حالة حرب مع اليابان اعتبارا من اليوم التالى، وقامت الجيوش السوفييتية بغزو منشوريا يوم 9 أغسطس. وفي اليوم ذاته ألقت الولايات المتحدة قنبلة ذرية ثانية على نجازاكى. وفي 10 أغسطس أخطرت اليابان حكومتى سويسرا، والسويد برغبة الإمبراطور في قبول شروط مؤتمر بوتسدام تحت تحفظ واحد هو عدم المساس بعرش أو امتيازات الإمبراطور. وقد وافق الحلفاء على هذا الطلب.

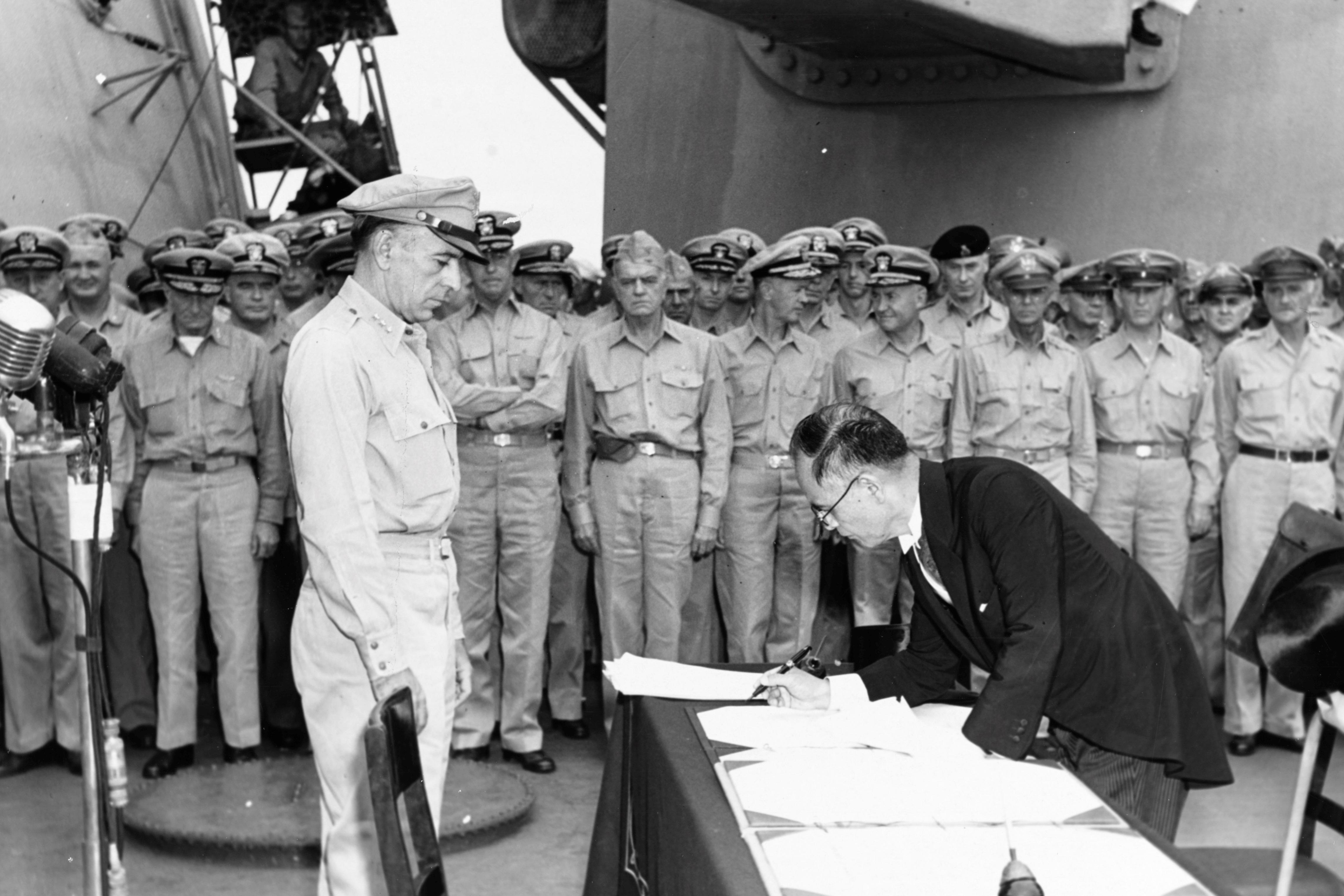
وزير الشؤون الخارجية الياباني مامورو شيجميتسو يوقع الاستسلام الياباني على متن سفينة يو اس اس ميسوري أمام الجنرال ريتشارد ك. ساذرلاند، 2 سبتمبر 1945.

وفي 14 أغسطس أعلنت اليابان موافقة الإمبراطور على شروط بوتسدام. وفي 2 سبتمبر تم توقيع وثيقة الاستسلام على سطح السفينة الحربية الأمريكية ميسورى عند ميناء طوكيو. وفي 8 سبتمبر دخل الجنرال ماك آرثر قائد القوات الأمريكية طوكيو رسميا. وقد انتهز الاتحاد السوفييتى فرصة الانهيار اليابانى لكى يحتل الجزر اليابانية الشمالية (المعروفة حاليا باسم جزر كورييل). وهكذا انتهت الحرب العالمية الثانية.
كان أول تصرف للجنرال ماك آرثر، هو تسريح الجيش اليابانى، ومحاكمة القادة العسكريين اليابانيين باعتبارهم مجرمى حرب، والاستيلاء على الممتلكات اليابانية في الخارج كتعويضات. كذلك تم تجريد الإمبراطور من سلطاته المقدسة. وبعد أن وقعت اليابان وثيقة الاستسلام شكل الحلفاء في سبتمبر سنة 1945 «اللجنة الاستشارية للشرق الأقصى» للإشراف على تقرير مصير اليابان. ولكن مهمة اللجنة ظلت صورية. إذ أن الإشراف الحقيقى كان بيد الجنرال ماك آرثر قائد قوات الاحتلال الأمريكية.
اتبعت الولايات المتحدة سياسة ذات شقين إزاء الدول المهزومة في الحرب العالمية الثانية. فمن ناحية عملت على إجراء تحولات جذرية في بنية مجتمعات تلك الدول بما يؤدى إلى غرس النزعة السلمية الديمقراطية لديها. وفي هذا الإطار ركزت على إعادة هيكلة نظمها السياسية في اتجاه الديمقراطية، ونظمها الاقتصادية في اتجاه التطور الرأسمالى، ودعم هذه العملية من خلال المساعدة الاقتصادية الأمريكية. من ناحية أخرى سعت الولايات المتحدة إلى إعادة إدماج الدول المهزومة بعد إعادة بنائها في السياسة الدولية في إطار منظومة الأحلاف الغربية. والواقع أن السبب الرئيس لهذه السياسة التصالحية كان هو بروز التحدى السوفيتى الشيوعى للنفوذ الأمريكى. فقد تخوفت الولايات المتحدة من أن يؤدى الضغط على الدول المهزومة من خلال التعويضات والحصار إلى انتشار الشيوعية فيها، وربما انضمامها إلى المعسكر الشيوعى.

يوشيدا رئيس الحكومة اليابانية يوقع اتفاقية معاهدة سان فرانسيسكو

مع انتصار الشيوعيين في الصين وإعلان جمهورية الصين الشعبية سنة 1949، ثم نشوب الحرب الكورية سنة 1950 بدأت الولايات المتحدة في التحول نحو الاعتماد على اليابان كشريك استراتيجى في شرقى أسيا في مواجهة جمهورية الصين الشعبية.ولهذا وجهت الولايات المتحدة في 20 يونيو سنة 1951 الدعوة إلى 52 دولة لعقد مؤتمر في سان فرانسيسكو. وتم توقيع معاهدة سان فرانسيسكو في 7 سبتمبر سنة 1951. بموجب المعاهدة تنازلت اليابان عن كوريا، وفورموزا، وجزر البسكادور، وجزر كورييل وسخالين وكافة جزر المحيط الهادى التي كانت تحت وصايتها لتتولى الوصاية عليها الولايات المتحدة. وتخلت اليابان عن حقوقها في الصين. واقتصرت سيادتها بذلك على الجزر الأربعة، والأرخبيلات المجاورة. كذلك تعهدت الدول الحليفة بسحب قوات الاحتلال من اليابان في خلال 90 يوما مع جواز عقد اتفاقات ثنائية لإبقائها في اليابان. وأكدت المعاهدة مبدأ التعويضات عن الخسائر التي تسببت فيها اليابان. كذلك نصت المعاهدة على أن اليابان لا تخضع لأى معاملة تمييزية في التجارة الدولية. وفي 8 سبتمبر وقعت الولايات المتحدة مع اليابان معاهدة أمنية تضمنت تعهد اليابان بالسماح للقوات الأمريكية بالبقاء على أراضيها.
وفي هذا الإطار بلور يوشيدا مشروعه المستقبلى للمجتمع اليابانى، الذي عرف باسم صفقة يوشيدا وهي صفقة تشير إلى امكانية تحويل الهزيمة العسكرية إلى انتصار اقتصادى، وان اليابان ستسعى إلى تحقيق ذلك بكل الطرق حتى ولو تطلب الأمر الخضوع للهيمنة العسكرية الأمريكية. وقد أصبحت تلك الصفقة هي العقيدة الأساسية للنخبة الحاكمة التي نشأت نتيجة اندماج الحزبين المحافظين الكبيرين: الديمقراطى والليبرالى. ورغم هبوط محورية تلك العقيدة لدى النخبة الحاكمة إلا أنها مازالت عاملا مؤثرا في السياسة الخارجية اليابانية حتى اليوم.
بعد مضى خمس سنوات على نهاية الحرب العالمية الثانية بدأت اليابان رحلة الصعود الاقتصادى. ووصلت إلى المرتبة الثالثة في العالم بعد الاقتصادين الأمريكى والسوفييتى من حيث حجم الناتج القومى الاجمالى. وفي 19 يناير سنة 1960 وقعت معاهدة الأمن المتبادل والتي تضمنت احتفاظ الولايات المتحدة بقواعد عسكرية في اليابان لمدة عشر سنوات، واحتفاظ اليابان بقوة دفاعية في أراضيها لا يحق لها ارسالها إلى الخارج، وأن يكون لليابان حق تقرير مسألة تزويد القواعد الأمريكية بالأسلحة النووية. وفي 17 يونيو سنة 1971 تم التوقيع على اتفاق بين اليابان والولايات المتحدة لإعادة جزيرة أوكيناو إلى السيادة اليابانية بعد احتلال دام 25 سنة.

#### نيل الدول الآسيوية استقلالها

##### استقلال دول شرقي آسيا
من بين دول شرقي أسيا، لم تخضع تايلاند (سيام سابقا) للحكم الاستعماری. فقد استمرت أسرة شاکری في الحكم، واستطاع ملوكها، وبالذات الملك شولا لنجكورن (راما الخامس)، والذي حكم إبان ذروة عصر التوسع الاستعماری، ان يحموا استقلال بلادهم. كما استطاعوا أن يدخلوا تايلاند عملية التحديث الأوروبية وقد تم ذلك مقابل تنازلات إقليمية ضخمة قدمتها أسرة شاکری لبريطانيا وفرنسا.
كانت الفلبين أول دولة في شرقي أسيا تحصل على استقلالها، وذلك قبل نشوب الحرب العالمية الثانية. عندما أصدر الكونجرس قانونا سنة 1934 يمنح الفلبين الاستقلال مع حلول عام 1946، ولكن الفلبينيين اعترضوا على القانون، وأصدروا دستور سنة 1935  وافق عليه روزفلت وصادق عليه الشعب الفلبيني وأصبح الزعيم الوطنی مانويل كويزون أول رئيس للدولة.
شهدت حقبة ما بعد الحرب العالمية الثانية، تحرير كوريا من الاحتلال الياباني الذي بدا سنة 1910, ولكن قبل انتهاء الحرب في المحيط الهادی، وافق الاتحاد السوفييتي والولايات المتحدة على تقسيم كوريا عند خط عرض 38 لتسهيل عملية قبول استسلام القوات اليابانية في كوريا. وقد وظفت الدولتان هذا الاتفاق لإقامة حكومة موالية لكل منهما في القسم الذي يسيطر عليه. ففي الجنوب دعمت الولايات المتحدة حكم إي سنغ مان، والذي كان يعيش في الولايات المتحدة وفي الشمال دعم الاتحاد السوفيتي حکم الزعيم الشيوعى کیم ایل سونج. وفي سنة 1947 أنشات الدولتان حكومتين منفصلتين في قسمي كوريا وفي 15 أغسطس سنة 1948 تم إنشاء جمهورية كوريا في الجنوب بزعامة سينج مان، وفي الشهر التالي تم إنشاء جمهورية كوريا الديمقراطية الشعبية في الشمال بزعامة کیم ایل سونج>
وقد استقلت بورما عن بريطانيا سنة 1948. وساعد على ذلك سقوط الحكم البريطاني بها إبان الحرب العالمية الثانية على أثر اجتياحها من القوات اليابانية. وقد تحول اسم الدولة إلى ميانمار سنة 1989.
ساعد الاحتلال الياباني لإندونيسيا إبان الحرب على استقلالها عن هولندا بعد انتهاء الحرب. فقد منح اليابانيون الإندونيسيين قدرا من الحريات للحصول على ولائهم السياسي، كما شجعوا إنشاء ميلشيات عسكرية إندونيسية للمساعدة في مواجهة الهجوم المحتمل من الحلفاء، كذلك وعدوا الإندونيسيين بزعامة سوكارنو بالاستقلال بعد الحرب ومنحوهم قدرا من الحكم الذاتي، وبمجرد استسلام اليابان، أعلن سوکارنو استقلال اندونيسيا وأصبح أول رئيس للجمهورية الجديدة، وذلك في 17 أغسطس سنة 1945. ولكن الهولنديون رفضوا الاعتراف بالاستقلال وهاجموا الجزر الإندونيسية وفرضوا عليها حصارا بحريا، وتم القبض على سوکارنو ونفيه ونتيجة للمقاومة الشعبية الإندونيسية وضغوط الأمم المتحدة، وافقت هولندا على عقد مؤتمر في لاهای سنة 1949 اعترفت بموجبه باستقلال إندونيسيا، عدا ایربان الغربية (بابوا الغربية حاليا)
وفي سنة 1953 استقلت کمبوديا عن الحكم الفرنسي، بعد أن كان اليابانيون قد أنشأوا حكومة مستقلة في البلاد أثناء الحرب برئاسة الملك نوردوم سيهانوك.
هيمنت اليابان على فيتنام أثناء الحرب بعد أن سلم ممثل فرنسا في البلاد بالمطالب اليابانية. وكان الحزب الشيوعي للهند الصينية بزعامة هوشي منه قد قام بإنشاء «اتحاد استقلال فيتنام» (فييت منه). وبعد استسلام اليابان أعلنت الفييت منه إنشاء فيتنام المستقلة وعاصمتها هانوی، ولكن فرنسا لم تسلم بهذا الإعلان، مما أدى إلى نشوب الحرب بين فرنسا والفييت منه (وهي الحرب المعروفة باسم حرب الهند الصينية الأولى). وقد استمرت تلك الحرب ثمان سنوات. وقد تم التوصل إلى «اتفاقات جنيف» والتي انسحبت بموجبها فرنسا من فيتام مع تقسيم البلاد إلى شطرين بحيث يسيطر على الشطر الشمالي هوشي منه، وعلى الشطر الجنوبي حكومة داو دای التي أنشأتها فرنسا، تمهيدا لإعادة التوحيد. ولكن هوشي منه أنشا جمهورية فيتنام الديمقراطية في الشطر الشمالي. كما وصل إلى السلطة في الشطر الجنوبي نغو دينه ديم، وانشا جمهورية فيتنام في الجنوب وأصبح أول رئيس لها مدعوما من الولايات المتحدة، والذي بدوره، وبعد سنوات، تم اغتياله خلال انقلاب مدعوم أيضا من طرف وكالة الاستخبارات المركزية الأمريكية.
مع حلول سنة 1970 كان الشيوعيون قد سيطروا على فيتنام، وكمبوديا، ولاوس. وكانت لاوس تخضع للاحتلال الفرنسي منذ سنة 1893، واحتلتها اليابان أثناء الحرب العالمية الثانية. وقد شهدت لاوس نشوء حركة "لاوس الحرة [الإنجليزية]" بعد انتهاء الاحتلال الياباني. ولكن الحركة انهارت مع عودة الحكم الفرنسي سنة 1946. وفي سنة 1949 أصبحت لاوس دولة مستقلة في إطار الاتحاد الفرنسي، ولكن الأمير سوفانو فونج شكل حركة مقاومة للحكم الفرنسي بالتحالف مع الفييت منه وأطلق على تلك الحركة اسم الباثيت لاو (دولة لاو). وبمساعدة فيتنام، قام الباثيت لاو بغزو لاوس سنة 1953. وإزاء ذلك وافق الفرنسيون على منح لاوس الاستقلال في تلك السنة، واعترفوا بذلك في مؤتمر جنيف سنة 1954.

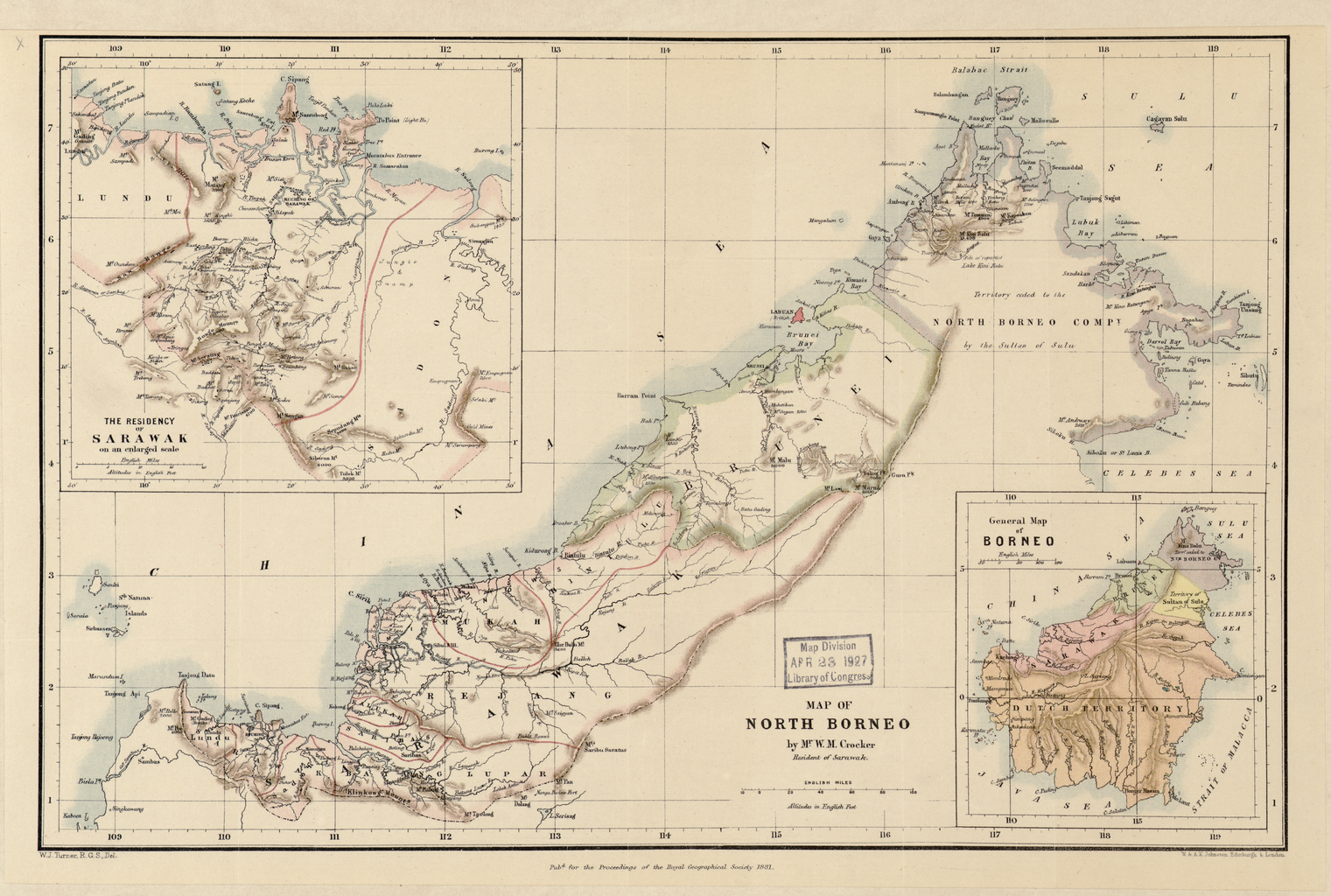
شمال بورينو

وفي ماليزيا، تصاعدت الحركة المطالبة بالاستقلال بعد الحرب العالمية الثانية. وفي سنة 1948 تكون «اتحاد المالايا» مكونا من الولايات التي تقع في شبه جزيرة المالايا. وفي أوائل الخمسينيات تكون «التحالف» Alliance من التيارات السياسية التي تضم الأعراق الثلاثة وهي المالاي، والصينيين، والهنود، وحصل التحالف على الأغلبية في الانتخابات التي تمت سنة 1950. وفي سنة 1957 حصل اتحاد المالايا على الاستقلال وأصبح تنكو عبد الرحمن أول رئيس للوزراء. وفي سنة 1961 اقترح عبد الرحمن إنشاء اتحاد ماليزيا مكونا من اتحاد المالايا، وسنغافورة، وسراوق، وشمال بورينو (صباح حاليا)، وبروناي. وقد وافقت كل الأقاليم على الاقتراح سنة 1993 ماعدا بروناي.
كما أن سنغافورة سرعان ما انسحبت من الاتحاد سنة 1965. وأصبحت دولة مستقلة في تلك السنة بزعامة لي کوان يو.
أما سلطنة بروناي، فكانت قد أصبحت محمية بريطانية في سنة 1888 مع بقاء السلطان كحاكم رمزی. وعندما تم تأسيس اتحاد ماليزيا سنة 1963، دعيت بروناي للانضمام، ولكنها اختارت أن تظل تحت الحماية البريطانية. وفي سنة 1979 وقع السلطان حسن بلقية إتفاقا مع بريطانيا أصبحت بموجبه السلطنة دولة مستقلة ابتداء من أول يناير سنة 1984.

##### استقلال دول جنوبي آسيا
تضم منطقة جنوبي آسيا سبع دول هي، الهند، وباكستان، وبنجلاديش، وسريلانكا، ومالديف، وبوتان، ونيبال. وقد خضعت تلك الدول، عدا بوتان، للحكم البريطاني ونالت استقلالها بعد الحرب العالمية الثانية استقلت نیبال سنة 1923، وفي سنة 1948 استقلت سيلان، وتحول اسمها فيما بعد إلى سريلانكا، كما استقلت جزر مالديف سنة 1965.

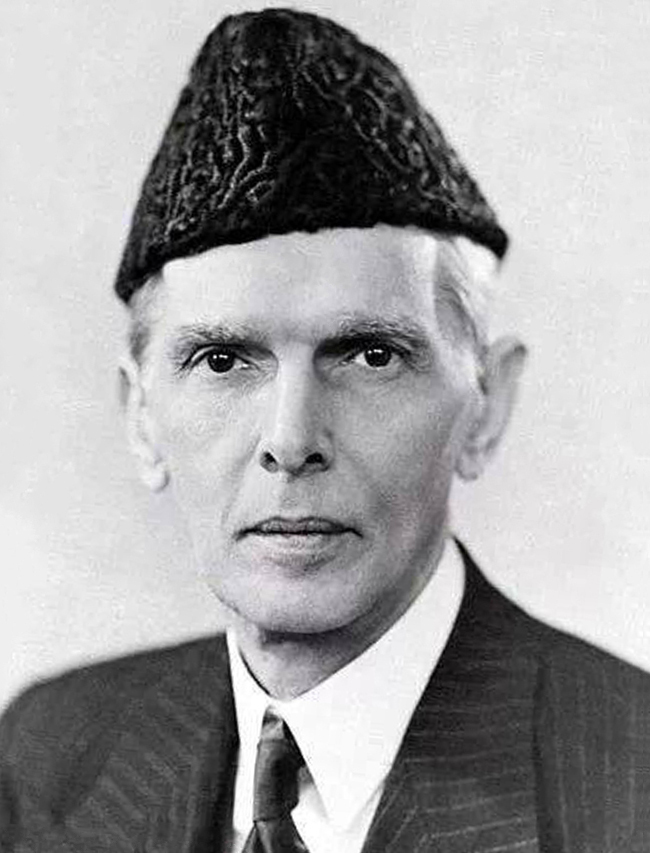
محمد علي جناح

عندما اندلعت الحرب العالمية الثانية اعلنت بريطانيا الحرب بالنيابة عن الهند دون تشاور مع زعمانها. وقد زاد ذلك من المشاعر القومية للهنود ورفع غاندي شعار استقلال الهند سنة 1942. وفي الوقت ذاته تمسك محمد على جناح، زعيم «الرابطة الإسلامية»، بمطلب الحماية السياسية لمسلمي الهند، وطالب بإنشاء دولة مستقلة للمسلمين في المناطق التي يشكلون فيها أغلبية. وقد ترتب على ذلك اندلاع أعمال العنف الطائفي الديني بين المسلمين والهندوس. بالتوازي مع أعمال العنف، أعلنت بريطانيا عزمها على التسليم باستقلال الهند، وتسليم السلطة إلى حكومة نهرو التي تم انتخابها سنة 1946. وفي يونيو سنة 1947 وافق قادة حزب المؤتمر، والرابطة الإسلامية على تقسيم الهند على اساس دیني إلى دولتين هما الهند، وباكستان، وهو ما تم في 15 أغسطس سنة 1947.
فيما يتعلق بباكستان، فإنها نشأت كدولة مستقلة يوم تقسيم الهند. إلا أن باكستان ذاتها نشأت كدولة منقسمة إلى إقليمين يفصلهما 1600 كيلو مترا من الأراضي الهندية، هما باكستان الشرقية (في البنغال)، وباكستان الغربية (في البنجاب).
في سنة 1971 انفصلت باكستان الشرقية عن باكستان باسم بنجلاديش. وقد جاء الانفصال على خلفية احتكار سكان البنجاب السلطة، والكارثة الاقتصادية التي لحقت بباكستان الشرقية في نوفمبر سنة 1970 نتيجة الإعصارات التي أدت إلى مقتل حوالي نصف مليون شخص مع عجز السلطة المركزية عن التعامل مع الكارثة، وأخيرا رفض يحيي خان تكليف حزب رابطة عوامی البنغالي، بزعامة الشيخ مجیب الرحمن، تولى السلطة على اثر فوزه في الانتخابات التشريعية سنة 1971، مما أدى إلى تفاقم الدعوة إلى الانفصال. وقد أرسل یحیی خان القوات المسلحة لقمع حركة الانفصال، وتدخلت الهند عسكريا في ديسمبر سنة 1971 لدعم تلك الحركة. وقد انتهت تلك الحرب باعلان استقلال دولة بنجلاديش بزعامة الشيخ مجیب الرحمن.

## الحقبة الرابعة: آسيا إبان الحرب الباردة
أصبحت أسيا ركنا جوهريا من أركان نظام القطبية الثنائية العالمي الذي ساد بعد الحرب العالمية الثانية (الكتلة الشرقية، والكتلة الغربية). فقد دخلت الصين الكتلة الشرقية في 14 فبراير سنة 1950 بموجب توقيع معاهدة الصداقة أو التحالف، والمساعدة المتبادلة بينها وبين الاتحاد السوفيتي، وذلك في أعقاب الثورة الشيوعية التي قادها ماو تسی تونج. وقد نصت المعاهدة على التعهد المشترك بصد أي عدوان بقع على ارضهما من قبل اليابان، مع التنازل التدريجي عن حقوق السوفييت في سكة حديد منشوريا، ومینائی بورت آرثر، ودايرن. وبذلك ارتبطت الصين الشعبية مؤقتا بالكتلة الاشتراكية. أما اليابان فقد دخلت الكتلة الغربية حين وقعت في 8 سبتمبر سنة 1951، مع الولايات المتحدة معاهدة أمنية أكدت موافقة اليابان على وجود القوات الأمريكية في أراضيها. وبذلك أصبحت اليابان جزء من الكتلة الغربية، ممثلة نقطة الانطلاق الأولى لتلك الكتلة في مواجهة النظام الشيوعي الصيني وفي سنة 1954 وقعت أستراليا، وبريطانيا، وفرنسا، ونيوزيلندا، وباكستان، والفلبين، وتايلاند، والولايات المتحدة معاهدة الدفاع الجماعي لدول جنوب شرقي آسيا. وقد حددت المعاهدة أنها موجهة ضد احتمالات العدوان الخارجي والتخريب الداخلي في منطقة جنوب شرقي آسيا وجنوب غربي المحيط الهادي. وبموجب المعاهدة تم إنشاء المنظمة معاهدة جنوب شرقی آسيا (سياتو) بيد أن المنظمة تم حلها سنة 1977 بسبب تفاوت وجهات نظر الدول الأعضاء حول مفهوم الأمن في المنطقة، وبالذات عدم دعم الدول الأعضاء للولايات المتحدة في الحرب الفيتنامية
طوال السنوات العشر التالية لنهاية الحرب العالمية الثانية تسابقت الكتلتان على اكتساب ولاء الدول المستقلة حديثا وضمها إليها. وفي هذا الإطار لم تعترف أي من الكتلتين بشرعية الحياد بين الكتلتين حيث اعتبر كل منها أن الدولة التي لا تدين بالولاء لها بمثابة دولة معادية. وابتداء من سنة 1955 بدأت الدول حديثة الاستقلال في محاولة صياغة إستراتيجية مشتركة تضمن حماية استقلالها. وفي هذا الإطار انعقد المؤتمر الأول للدول الأفريقية والأسيوية في باندونج بإندونسيا في أبريل سنة 1955. بيد أن هذا المؤتمر كان بمثابة تعبير عن التضامن الأفريقي - الأسيوي أكثر منه تعبيرا عن الحياد بين الكتلتين بدليل أن الصين الشعبية شاركت في أعماله.
ابتداء من سنة 1960 ظهرت علامات التفكك في الكتلتين الشرقية والغربية. فقد ظهر النزاع الصيني السوفييتي إلى العلن. كذلك ظهر النزاع الفرنسي الأمريكي في داخل التكتل الأطلنطي. وهذا هو البعد الأول لمرونة القطبية الثنائية. أما البعد الثاني فإنه ينصرف إلى ظهور حركة عدم الانحياز على المسرح الدولى وهي الحركة التي ترفض الانضواء تحت لواء أي من الكتلتين.
شهدت أسيا عددا من الصراعات الإقليمية الأسيوية، وعمليات التكامل الإقليمي. كما شهدت عملية الصعود الاقتصادي الأسيوى.

### الصراعات الإقليمية الآسيوية

#### الصراع الهندي - الباکستانی
بعد الحرب العالمية الثانية كانت الهند تتألف من الهند البريطانية، والإمارات المستقلة، وسلمت بريطانيا باستقلال الهند البريطانية، إلا أن الخلاف ثار بخصوص تحديد وضع الإمارات المستقلة واتفق على أن تختار تلك الأمارات الانضمام إلى الهند أو باكستان. وقد حسمت الإمارات وضعها مع حلول يوم استقلال الهند وباكستان ما عدا ثلاث امارات هی جوناجاد، وحيدر أباد، وکشمير. هذا وقد تم حسم الوضع بالنسبة للولايتين الأولى والثانية وذلك بانضمامهما إلى اتحاد الهند - الأولى عن طريق الاستفتاء والثانية عن طريق القوة المسلحة، إلا أن مشكلة ولاية كشمير ظلت دون حل، وصارت محل خلاف كبير استمر بين الهند وباكستان منذ ذلك الوقت وحتى الآن.

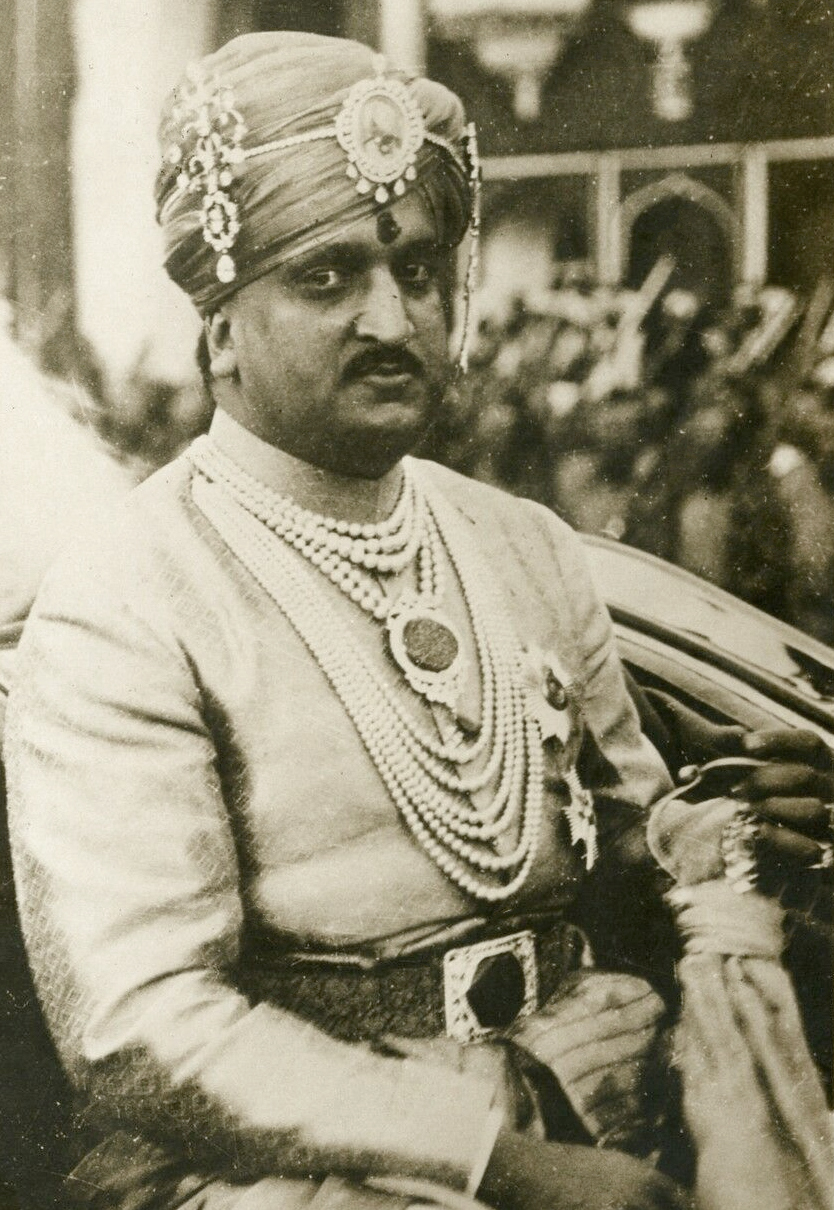
المهراجا الهندوسي هاری سينج آخر حاكم لإمارة جامو وکشمير المسلمة

تقع ولاية جامو وکشمير في إقليم الهمالايا ، وتبلغ مساحتها 68023 ميلا مربعا تقريبا ، وبلغ عدد سكانها حسب تعداد عام 1941 أربعة ملايين نسمة منهم ثلاثة ملايين مسلم كان يحكمهم مهراجا هندوسي هو هاری سينج، وفي الفترة التي انضمت فيها معظم الإمارات اما إلى الهند أو باكستان، لم يستطع مهراجا ولاية جامو وکشمیر ان يتخذ قرارا فی هذا الشان لأنه كان يرغب باستقلال الولاية. وفي يوليو 1947 اندلعت ثورة مسلحة في الجزء الأوسط الغربي من الولاية، حيث تمكن الثوار من اقامة ما يسمى بحكومة كشمير الحرة. وقد امدت باكستان الثوار بالسلاح. وفي 24 أكتوبر 1947 طلب المهراجا مساعدة الهند. إلا أن الهند ردت بأنها لا تستطيع إرسال قوات هندية إلا بعد انضمام کشمير إليها، مما دفع المهراجا إلى توقيع وثيقة انضمام کشمير إلى الهند متجاهلا رأی أغلبية السكان. وفی 27 أكتوبر 1947 وافقت الهند على انضمام کشمير اليها وبدأت القوات الهندية تدخل كشمير، وسيطرت على ثلثي الولاية.
في أول يناير 1948، عرضت الهند النزاع على مجلس الأمن. وقد أصدر المجلس أربعة قرارات. وكان أهم تلك القرارات هو القرار الصادر في 20 يناير 1948 والقرار الصادر في 21 ابريل 1948. فقد نص القرار الأول على تشكيل لجنة للوساطة بين الدولتين تتكون من ثلاثة أعضاء تختار أحدهم الهند وتختار الثاني باكستان، أما الثالث فيتم اختياره بواسطة العضوين السابقين. أما القرار الصادر في 21 أبريل 1948 فقد نص على زيادة عدد أعضاء لجنة الوساطة إلى خمسة أعضاء، وحدد مهمة اللجنة بالذهاب إلى شبه القارة الهندية بغرض تسهيل اتخاذ إجراءات استعادة السلام والنظام وإجراء استفتاء في كشمير وقد ذهبت «لجنة الأمم المتحدة للهند وباكستان» وأجرت اللجنة مباحثات معها الا أن وساطة الأمم المتحدة والتي استمرت من عام 1948 إلى عام 1953 انتهت بالفشل في حل نزاع کشمیر.
وفی 16 أغسطس 1953 بدات مباحثات مباشرة في دلهي بين نهرو، ومحمد على بوجرا رئیسي وزراء الدولتين. وتم الاتفاق على ضرورة إجراء استفتاء للتحقق من رغبات شعب کشمير، وعلى تعيين مدير للإستفتاء. ولكن اتفاقية دلهي سرعان ما واجهت انتكاسة كبيرة. ذلك أن الهند تذرعت بتوقيع باكستان اتفاقية حلف جنوبی شرقي آسيا للتخلي عن التزامها بعد استفتاء في كشمير كذلك صدقت الجمعية التشريعية في كشمير على إنضمام الولاية إلى الهند بعد القبض على الشيخ عبد الله رئيس وزراء الولاية وابداعه السجن.
في 16 يناير 1957 اجتمع مجلس الأمن، بناء على طلب باكستان، واتخذ قرارا بؤكد قراراته السابقة وكذلك اقرارات «لجنة الأمم المتحدة للهند وباكستان». وفي 2 ديسمبر 1959 اصدر مجلس الأمن قرارا بتعيين وسيط بين الدولتين لتنفيذ مقترحات لجنة الأمم المتحدة للهند وباكستان. وقد أجرى الوسيط مباحثات بين الدولتين، ووافقت باكستان على مقترحاته بينما رفضتها الهند. وبذلك توقفت جهود الأمم المتحدة مرة أخرى.
في 27 مايو سنة 1964 قررت الهند في عهد رئيس وزرائها الجديد شاستری ضم کشمير نهائيا للهند وإغلاق باب المفاوضات مع باكستان. وعقب ذلك أصدر الرئيس الهندي في 21 ديسمبر 1964 قرارا جمهوريا تولی بموجبه سلطات ومهام كل من الحكومة والجمعية التشريعية في كشمير، واحتجت الحكومة الباكستانية لدى الهند على القرار الهندي مما مهد الطريق للمواجهة المسلحة الثانية سنة 1965.
بينما كانت المعارك تدور في كشمير ، اجتمع مجلس الأمن واتخذ قرارا في 4 سبتمبر 1965 دعا فيه حكومتي الهند وباكستان الي وقف إطلاق النار فورا الذي قبلته الدولتان، وتم توقيع اتفاقية طشقند في 10 يناير 1966. وبموجبها انسحبت قوات الدولتين إلى المواقع التي كانت تحتلها قبل بدء الحرب.

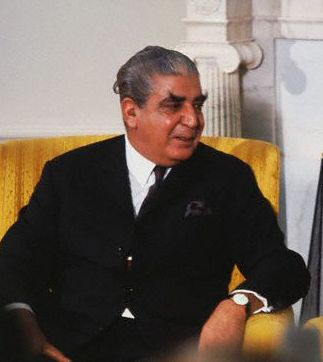
يحیی خان الرئيس الباكستاني الذي خسر باكستان الشرقية

وفي سنة 1971 نشبت حرب هندية - باكستانية ثالثة. ولم يكن النزاع هذه المرة بسبب مشكلة كشمير ، ولكنه بدا بمشكلة داخلية في باكستان ، سرعان ما تحولت إلى نزاع مع الهند أدى إلى قيام الحرب بينهما. وتتمثل تلك المشكلة في رفض السلطات الباكستانية الإعتراف بنتيجة الانتخابات البرلمانية التي تمت سنة 1971 وأدت إلى حصول حزب رابطة عوامی (في باكستان الشرقية) على أغلبية المقاعد في البرلمان. وجدت الهند أن التدخل العسكري الباكستاني في شرق البلاد هو فرصة لضرب وحدة باكستان واثبات خطا نظرية الأمن (الهندوسية والإسلامية) في جنوبی اسيا عن طريق التدخل لفصل باكستان الشرقية عن باكستان. وفي 1 ديسمبر 1971، وجهت انديرا غاندي إنذارا إلى يحیی خان بسحب قواته من باكستان الشرقية ولكن يحیی خان رفض الإنذار ، وأمر بتوجيه ضربة جوية للهند في 3 ديسمبر. وعلى الفور بدأ القتال بين الدولتين بتقدم القوات الهندية داخل باكستان الشرقية. واستمر القتال لصالح القوات الهندية حتى تم إعلان وقف إطلاق النار، بعد أن استولت الهند على كل باكستان الشرقية وعلى أراض من باكستان الغربية. وقد أعلنت الهند إقامة دولة بنجلاديش في إقليم باكستان الشرقية.
في 28 يونيو سنة 1972 اجتمع ذو الفقار علی بوتو، الذي تولى رئاسة الوزراء في باكستان بعد الإطاحة بحكم يحيی خان، مع انديرا غاندي في مدينة شيملا الهندية. وفي 3 يوليو توصل الجانبان إلى «اتفاق شيملا». وقد نص الإعلان على استعادة باكستان لكل الأقاليم التي فقدتها في حرب ديسمبر سنة 1971، باستثناء المناطق الواقعة على خط وقف إطلاق النار في كشمير وان تعيد باكستان إلى الهند الأراضي التي احتلتها في قطاع البنجاب وصحراء راجستان. واتفقت الدولتان على حل المنازعات بينهما بشكل ثنائی. وبعد إعلان سيملا بادرت الهند وباكستان بتطبيق مجموعة من الإجراءات التي اصطلح على تسميتها بإجراءات بناء الثقة بهدف تجنب نشوب حرب جديدة بينهما. بيد أن هذه الإجراءات، وإن نجحت في منع نشوب حرب رابعة بين الدولتين إلا أنها لم تؤد إلى حل المشكلات المطروحة بينهما، بل إنه في ظل تلك الإجراءات تحولت الهند وباكستان إلى قوتين نوويتين .
منذ سنة 1971 خمدت قضية كشمير. ولكنها ما لبثت أن تجددت سنة 1989 مع انسحاب الاتحاد السوفييتي من أفغانستان، وصعود نجم المجاهدين الأفغان سنة 1988، ومن ثم، فإن نهاية الحرب الباردة أدت إلى إعادة انبعاث قضية كشمير.

#### الصراع الكوری

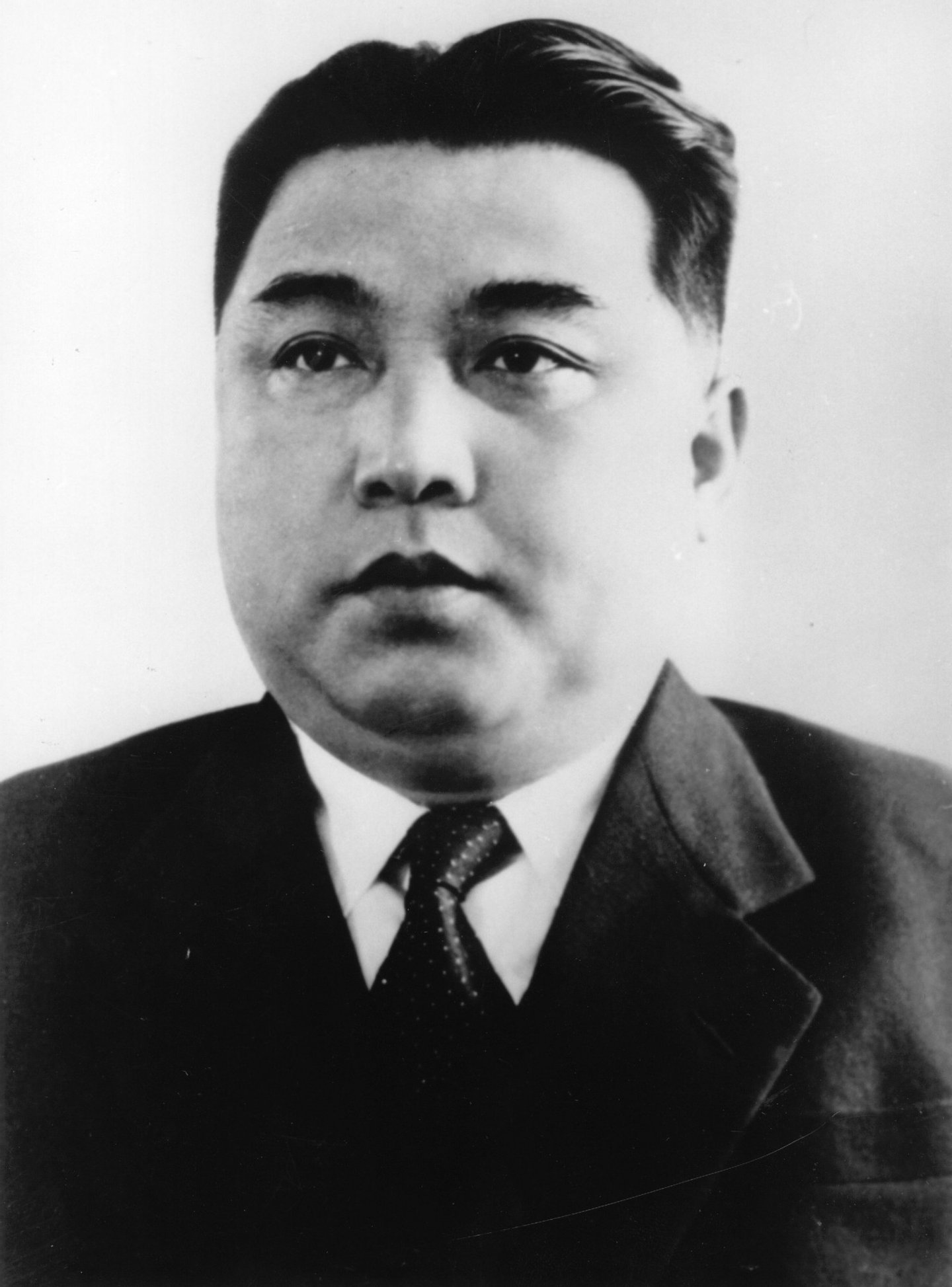
كم إل سونغ اعتقد بأن الكوريين الجنوبيين سيرحبون بالقادمين من الشمال

في سنة 1948 تم إنشاء دولتين منفصلتين في جنوبی وشمالی کوریا يفصلهما خط عرض 38. وفی 25 يونيو سنة 1950 قامت جمهورية كوريا الديمقراطية الشعبية (كوريا الشمالية) بعبور خط العرض وغزو جمهورية كوريا (كوريا الجنوبية)، ومما شجع كوريا الشمالية على شن الغزو، الاضطرابات الاجتماعية والسياسية التي كانت تشهدها كوريا الجنوبية، وتزايد المعارضة السياسية لنظام سينجمان ری، مما اعطى الانطباع لكيم ايل سونج، زعيم كوريا الشمالية، بان الكوريين الجنوبيين سيرحبون بالقادمين من الشمال. كذلك، شجع الاتحاد السوفييتي والصين الشعبية كيم أيل سونج على الغزو في إطار سعيهما لإضعاف المعسكر الغربي، الذي كانت كوريا الجنوبية أحد أعمدته.
انعقد مجلس الأمن في 27 يونيو، واتخذ في غياب الاتحاد السوفييتي، الذي كان يقاطع اجتماعاته، قرارا بفرض عقوبات عسكرية على كوريا الشمالية. وفي 30 يونيو أمر الرئيس الأمريكي ترومان بعض القوات الأمريكية المتمركزة في اليابان بالانتقال إلى كوريا الجنوبية لمساعدتها. وقد كونت الولايات المتحدة قوة دولية من وحدات عسكرية تنتمي إلى 25 دولة بلإضافة إلى كوريا الجنوبية والولايات المتحدة. وتم وضع تلك القوة في إطار قيادة تابعة للأمم المتحدة يرأسها الجنرال ماك آرثر.
استطاعت القوات الكورية الشمالية أن تحتل سول، عاصمة كوريا الجنوبية، وأن تدفع القوات الدولية جنوبا إلى منطقة بيومسان. ولكن القوات الدولية استطاعت في سبتمبر سنة 1950 صد الهجوم ودفع الكوريين الشماليين إلى ماوراء خط عرض 38، كما عبرت تلك القوات هذا الخط في 7 أكتوبر واحتلت بيونج يانج، عاصمة كوريا الشمالية حيث أصبح هدفها اسقاط الحكم الشيوعي في الشمال وتوحيد الكوريتين. وقد أدى ذلك إلى تدخل قوات الصين الشعبية بأعداد ضخمة مما أدى إلى تراجع القوات الدولية، وتقدم القوات الكورية الشمالية مرة أخرى حيث استعادت بيونج يانج، واحتلت سول للمرة الثانية. وقد توقف الهجوم جنوب العاصمة سول. وأدى ذلك إلى تخلي ترومان عن هدف اسقاط الحكم الشيوعي في الشمال، والاقتصار على وقف الغزو الشيوعي للجنوب. وفي هذا الإطار شنت القوات الدولية، هجوما كاسحا أدى إلى التراجع الكوري الصيني عن سول وفي 22 أبريل سنة 1951 وصلت تلك القوات مرة أخرى إلى خط عرض 38. وعند هذا الخط وصلت الحرب الكورية إلى حالة معارك الكر والفر.
وقد حدا ذلك بمندوب الاتحاد السوفييتي لدى الأمم المتحدة بان يقدم اقتراحا في يونيو سنة 1951 بدخول المتحاربين في مفاوضات لوقف إطلاق النار. وقد بدأت تلك المفاوضات في 10 يوليو في كوريا الشمالية واستمرت المدة عامين. وفي يوليو سنة 1953 تم توقيع اتفاقية هدنة في قرية بانمنجوم، وبذلك انتهت الحرب الكورية. وقد أدت تلك الحرب إلى تدمير الكوريتين تقريبا، وتكبدهما مع القوات الدولية، خسائر ضخمة، ومازال اتفاق الهدنة الموقع سنة 1953 ساري المفعول. في سبتمبر سنة 1991 تم قبول الكوريتين كعضوين في الأمم المتحدة. وفي ديسمبر سنة 1991 وقعتا اتفاق عدم اعتداء. وكان هذا التحول جزءا من عملية إنتهاء الحرب الباردة. بيد أن العلاقات بين الكوريتين لم تشهد تحسنا نوعيا طوال العقود.

#### الصراع الفيتنامي
بعد هزيمة فرنسا في معركة ديان بين فو في مارس سنة 1954 وانسحابها من فيتنام، بدأت الولايات المتحدة تحل محل فرنسا تدريجيا لحماية فيتنام الجنوبية، مما أدى إلى نشوب أطول حرب مستمرة عرفتها فترة الحرب الباردة، وهي الحرب الفيتنامية، والتي بدأت سنة 1959 وانتهت سنة 1975. وكانت أطرافها قوات فيتام الشمالية، وجبهة التحرير الوطني الفيتنامية (فييت كونج)، والولايات المتحدة، وقوات فيتنام الجنوبية. وقد تدخلت الولايات المتحدة لمنع القوات الشيوعية المدعومة من الشمال من السيطرة على فيتنام الجنوبية حتى لا يؤدي ذلك إلى انتشار الشيوعية والنفوذ السوفييتي في شرقي آسيا.
وفي أبريل سنة 1970 امر نیکسون القوات الأمريكية بغزو كمبوديا محتجا بضرورة الغزو لضمان أمن القوات الأمريكية المنسحبة من فيتنام. وقد أدى ذلك إلى تدمير الريف الكمبودی وانضمام الملايين من الفلاحين إلى المعارضة الشيوعية في كمبوديا المتمثلة في «الخمير الحمر»، مما أدى إلى زيادة شعبيتهم ووصولهم إلى السلطة سنة 1975. وقد امتد القصف الجوي الأمريكي إلى لاوس. مما أدى إلى تذمر السكان ضد الحكومة الملكية المدعومة من الولايات المتحدة ووصول الشيوعيين إلى السلطة في الأوس سنة 1975 أيضا. وهكذا ، فإن إستراتيجية نيكسون خدمت الشيوعيين في جنوب شرقی آسیا.
في الوقت ذاته، سعت الولايات المتحدة لإنهاء الحرب الفيتنامية قبل حلول موعد الانتخابات الرئاسية الأمريكية في نوفمبر سنة 1972، فشرعت في الدخول في مفاوضات مع فيتنام الشمالية أسفرت عن توقيع معاهدة باريس في 27 يناير سنة 1973 بين الولايات المتحدة، وفيتنام الجنوبية، وفيتنام الشمالية، و «الحكومة الثورية المؤقتة» التي أنشأتها جبهة التحرير الفيتنامية سنة 1969. وفي 29 مارس سنة 1973 اتمت القوات الأمريكية انسحابها من فيتنام.
رغم أن انسحاب القوات الأمريكية قد أضعف من قدرات الجيش الفيتنامي الجنوبي، إلا أن حكومة فيتنام الجنوبية لم تحترم معاهدة باريس، مما دعا فيتنام الشمالية إلى شن هجوم جديد أدى إلى انهيار سريع لجيش فيتنام الجنوبية ودخول قوات فيتنام الشمالية والحكومة الثورية المؤقتة سايجون في أبريل سنة 1975. وبذلك انتهت الحرب الفيتنامية.
لعل أهم ما تشير إليه الحرب الفيتنامية هو أنه رغم أنها استمرت حوالى ستة عشر عاما، إلا أنها لم تؤد إلى مواجهة عالمية بين المعسكرين وذلك تحت تأثیر میزان الرعب من ناحية، والنزاع الصيني السوفييتي من ناحية أخرى. كذلك أسفرت الحرب عن توحيد فيتنام، ووصول العناصر الشيوعية إلى السلطة في كمبوديا، ولاوس، ولكن ذلك لم يؤد بالضرورة إلى هيمنة صينية أو سوفيتية على جنوب شرقی آسیا.

#### الصراع الأفغانی
يمكن تتبع أصول الصراع الأفغاني إلى الإنقلاب الذي قاده محمد داود ضد الملك محمد ظاهر شاه سنة 1973، ثم مجموعة الانقلابات التي قادتها عناصر الحركة الشيوعية الأفغانية، والتي أسفرت عن زيادة النفوذ السوفييتي في أفغانستان، وعن ظهور المقاومة الأفغانية ذات التوجه الإسلامي. بيد أن الصراع اكتسب بعدا دوليا عندما قام الاتحاد السوفييتي بالتدخل عسكريا في أفغانستان في ديسمبر سنة 1979. لدعم الحكومة الماركسية الموالية له. وقد مثل هذا التدخل نقطة تحول في السياسة الدولية، إذ أنه أدى إلى النهاية الفعلية لعملية الانفراج، وبدء الحرب الباردة الجديدة. فقد أدى التدخل إلى استنفار حركات المقاومة الإسلامية من داخل أفغانستان. وتدخلت الولايات المتحدة في هذا الصراع لدعم حركات المقاومة كما تدخلت بعض الدول العربية المعادية للاتحاد السوفييتي، وعناصر من الحركات الإسلامية في دول إسلامية متعددة. كان هدف الولايات المتحدة هو استنزاف الاتحاد السوفييتي عسكريا، كما كان هدف حرکات المقاومة هو مقاومة «التدخل الشيوعي»، وكان من أهم حركات المقاومة الحزب الإسلامي بزعامة حكمتيار، وحزب الجمعية الإسلامية. بزعامة ربانی، والاتحاد الإسلامي بزعامة سياف. وجبهة التحرير الوطنية بزعامة مجددی. وقد ظهرت باكستان في هذا الإطار باعتبارها الركيزة الإستراتيجية للدعم العسكري الأمريكي لحركات «المجاهدين الأفغان»

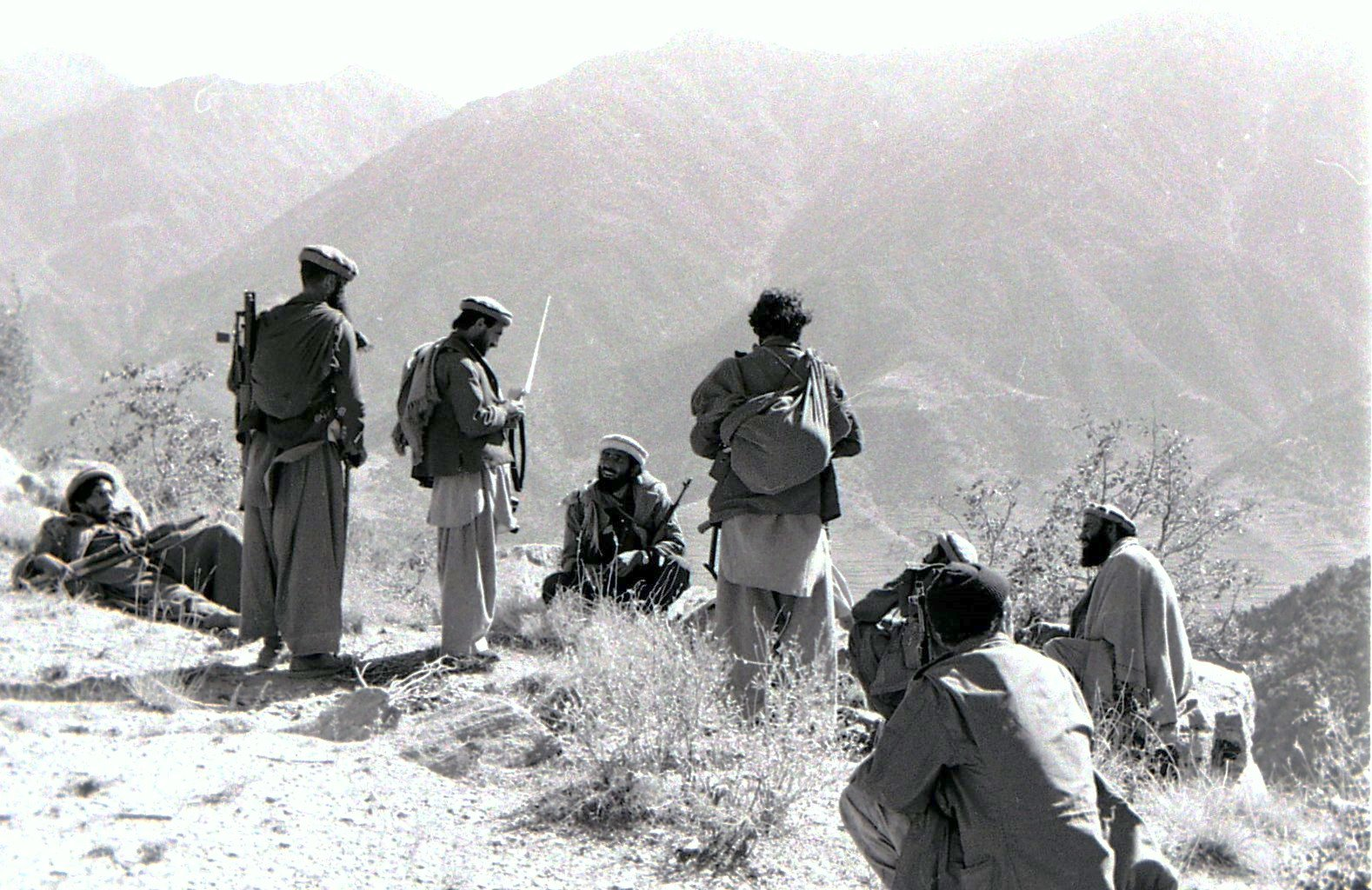
مقاتلين أفغان وأجانب في ولاية كنر عام 1987

إزاء تزايد الخسائر السوفييتية في حرب عصابات تتم في بيئة جبلية معقدة، وإزاء التطور الجديد الذي جاء به جورباتشوف منذ سنة 1985، تم التوصل إلى اتفاق في جنيف في 14 أبريل سنة 1988 أدى إلى انسحاب السوفييت من أفغانستان مع حلول شهر فبراير سنة 1989. وبمجرد أن حققت الولايات المتحدة أهدافها الإستراتجية في أفغانستان، بادرت بالخروج من المسرح الأفغاني والباکستانی تارکه ترسانات السلاح بين أيدي المقاتلين الأفغان.
وهكذا انتقل الصراع الأفغاني إلى فصل جديد تحول بموجه إلى صراع داخلی بالاساس سواء بين الحكومة الأفغانية بزعامة نجيب الله وبين حركات المقاومة، أو بين حركات المقاومة ذاتها في أبريل سنة 1992 انهارت حكومة نجيب الله ذات التوجهات الماركسية، واتفقت حركات المقاومة على صيغة مؤقتة للمشاركة في السلطة، تولى بموجبها ربانی رئاسة الدولة بشكل مؤقت. وفي ظل تلك الصيغة نشبت عمليات قتال ضارية بين قوات المجاهدين أسفرت عن اضعافهم جميعا، وظهور حركة طالبان ذات التوجهات الإسلامية الأصولية وتوليها السلطة سنة 1996 مدعومة من باكستان، وهو ما أدى إلى صراع جديد بين حركة طالبان وباقي الفصائل الأفغانية.
بيد ان الصراع لم يكن مقصورا على أبعاده الداخلية. ذلك أن المسرح الأفغانی شهد تنافسا باكستانيا. هنديا للسيطرة على هذا المسرح، حيث أن أفغانستان في طريق مرور الدولتين إلى آسيا الوسطى. كما شهد المسرح تدخلا ایرانیا لدعم العناصر الشيعية المتمركزة في غربي أفغانستان في مواجهة الأغلبية السنية.
وقد ادى الصراع الأفغاني إلى تدريب الاف من العناصر الشابه من الدول الإسلامية على استخدام الأسلحة الحديثة وبداو بعد الانسحاب السوفييتي في العودة إلى بلادهم مستعملين خبرة هذه الأسلحة ضد حكومات دولهم، فيما عرف باسم ظاهرة «الأفغان العرب». كذلك أدى الانسحاب السوفييتي إلى امتداد تاثیر نجاح المقاومة الأفغانية إلى المناطق المجاورة. في هذا الإطار تجددت حركة المقاومة الكشميرية سنة 1989، ثم امتد نفوذ الحركات الإسلامية إلى دول آسيا الوسطى، بل وإلى روسيا، والصين.

ملا عمر هو القائد الأعلى والزعيم الروحي لطالبان الأفغانية حتى وفاته

وفي سنة 1994 أسس الملا محمد عمر حركة طالبان، إحدى الفصائل البارزة في الحرب الأهلية الأفغانية. كان معظم منتسبيها هم من الطلبة من مناطق البشتون في شرق وجنوب أفغانستان الذين تلقوا تعليمهم في مدارس إسلامية تقليدية، وقاتلوا خلال فترة الحرب السوفيتية ـ الأفغانية. وبقيادة الملا عمر انتشرت الحركة في معظم أفغانستان، وابتعدت عن المجاهدين أمراء الحرب. وحينها حَكمَت أجزَاءً كبيرة من أفغانستان وسيطرت على العاصمة الأفغانية كابل في 27 أيلول/سبتمبر 1996م معلنة قيام الإمارة الإسلامية في أفغانستان ونقلت العاصمة إلى قندهار، واستمرت بالحكم حتى 2001، عندما أطيح بها بعد غزو الولايات المتحدة لأفغانستان في ديسمبر 2001 في أعقاب هجمات 11 سبتمبر. وفي ذروتها لم تعترف بحكومة طالبان دبلوماسيا إلا ثلاث دول فقط: باكستان والمملكة العربية السعودية والإمارات العربية المتحدة. أعادت المجموعة تنظيم صفوفها لاحقًا كحركة تمرد لمحاربة إدارة كرزاي المدعومة من الولايات المتحدة وقوات إيساف بقيادة الناتو في الحرب في أفغانستان. وأميرها الحالي هو هبة الله أخوند زاده. قُدر عدد طالبان بنحو 200 ألف جندي. بعد سقوط كابل في 15 أغسطس 2021 استعادت طالبان السيطرة الفعالة على حكم أفغانستان.

### عمليات التكامل الآسيوي
بدأت عملية التكامل في شرقي آسيا، وفي إطار التقارب بين دول تلك المنطقة والولايات المتحدة. ويقصد بذلك أن الولايات المتحدة دعمت عملية التكامل الشرق أسيوى كجزء من عملية دعم النظم الآسيوية الموالية للولايات المتحدة في مواجهة الاتحاد السوفييتي. ولذلك نلاحظ أن عملية التكامل بدأت بعد الانقلاب الذي قاده الجنرال سوهارتو سنة 1965 ضد حكم سوكارنو، والذي أدى إلى سحق الحزب الشيوعي الإندونيسي. وكان هذا الانقلاب مذعوما من الولايات المتحدة.
في سنة 1966 انشئ المجلس الأسيوي الباسيفيكي (Asia-Pacific Council ASPC) لتطوير التعاون الاقتصادي أو الثقافي بين الدول الأعضاء وهي اليابان، واستراليا، وماليزيا، ونيوزيلندا، والفلبين، وكوريا الجنوبية، وتایوان، وتايلاند. ويلاحظ أن هذه الدول كانت من الدول الموالية للغرب في آسيا ابان الحرب الباردة. وكان المجلس يعقد مؤتمرا سنويا على المستوى الوزاري. كما كانت تايلاند هي مقر أمانة المجلس، ويتضح من تأمل أنشطة المجلس أنها كانت اقتصادية بالأساس.
وبموجب إعلان بانكوك الصادر في أغسطس سنة 1967 تم إنشاء رابطة دول جنوب شرقي آسيا (الآسيان) مكونة من إندونيسيا، وماليزياء والفلبين، وسنغافورة وتايلاند، وانضمت بروناي إليها سنة 1984. كما تم إنشاء منتدى الأسيان الإقليمي وتوسعت عضويتها لتصل إلى عشر دول، وذلك بمجرد نهاية الحرب الباردة.
وفي سنة 1985 تم إنشاء رابطة جنوب أسيا للتعاون الإقليمي (السارك). وقد شارك في تأسيس السارك كل دول جنوب أسيا وهي الهند، وباكستان، وبنجلاديش، وسريلانكا، ونيبال، ويونان، ومالديف، وذلك بموجب الميثاق الموقع عليه من رؤساء دول وحكومات الدول الأعضاء المنعقد في بنجلاديش في 7-8 ديسمبر سنة 1985. تم إنشاء سكرتارية «سارك» في «كاتماندو» في 17 يناير (كانون الثاني) 1987. وانضمت أفغانستان بعام 2007 . إلا أن السارك لم تنجح في تحقيق الأهداف المحدده نظرا للخلافات السياسية العميقة بين الدول الثلاث الكبرى في السارك وهي الهند، وباكستان، وبنجلاديش، ولعدم التكافؤ الشديد بين الدول الأعضاء وتخوف معظمها من الهيمنة الهندية.

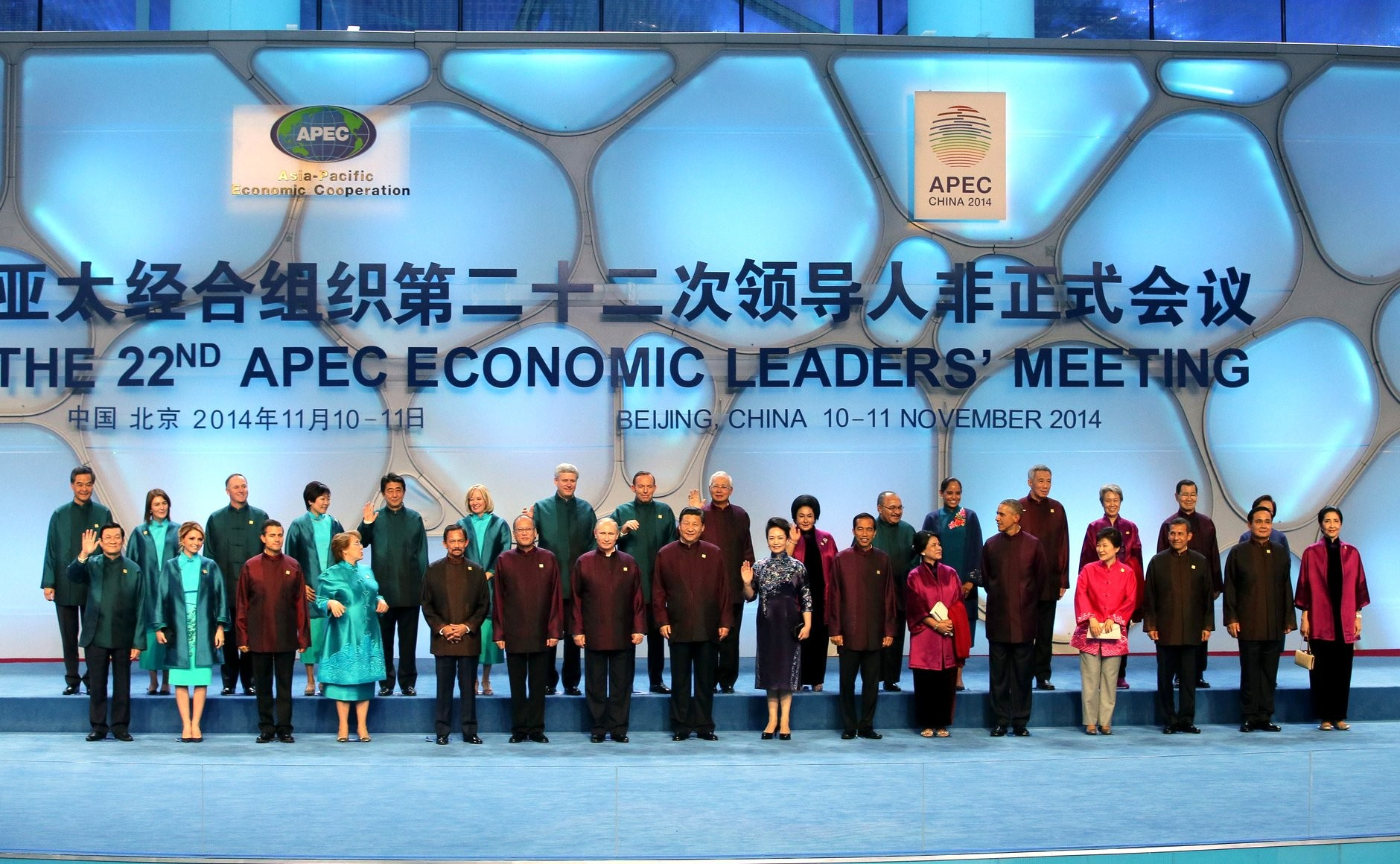
اجتماع الأبك في الصين عام 2014

وفي سنة 1989 تبلور في شرقي آسيا لأول مرة مفهوم «الإقليمية الجديدة» في عملية التكامل الدولي بإنشاء منتدى التعاون الاقتصادي لدول آسيا والمحيط الهادئ. كانت الأبك هي أولى المؤسسات التي نشأت طبقا لمفهوم الإقليمية الجديدة، وذلك في الاجتماع الوزاري للدول الأعضاء المنعقد في كانبيرا في نوفمبر سنة 1989. واعتبارا من سنة 1993 تم تدشين الاجتماعات الدورية بعقد الاجتماع الأول لرؤساء الدول والحكومات في سياتل بالولايات المتحدة. وهو تاريخ إنشاء الآبك رسميا. وقد اعتبر الآبك نموذج للتكامل الدولي في عصر العولمة، ونشأت على أساسه المفاهيم الجديدة التي قدمتها تجمعات أخرى مثل تجمع دول المحيط الهندي للتعاون الإقليمي سنة 1997.

### الصعود الاقتصادي الآسيوي
احدث صعود اقتصادی واضح لمجموعة دول شرقي آسيا المتمثلة في اليابان، والصين، وتايوان، وهونج كونج، وكوريا الجنوبية، وسنغافورة. وقد اسميت الدول الأربع الأخيرة «بالنمور الآسيوية» دلالة على صعودها الاقتصادي.
فيما يتعلق باليابان، فقد حققت طفرة اقتصادية أدت بها إلى تحقيق معدلات نمو تفوق مثيلاتها في باقي الدول الصناعية حيث أصبح الاقتصاد الياباني في نهاية القرن العشرين ثاني أكبر اقتصاد في العالم. ويرجع ذلك إلى كفاءة العمالة اليابانية، ووجود سياسة منظمة للانفاق على عمليات البحث والتطوير، وارتفاع مستوى الادخار في اليابان بالمقارنة بالدول الأخرى. أما القوة العسكرية اليابانية فقد ظلت محدودة، ولا يرجع ذلك إلى ضعف بنيوي في اليابان، ولكنه يرجع إلى قرار سیاسی یابانی۔ امریکی بالحد من الإنفاق العسكري عند مستوى أقل من 1% من الناتج القومي الإجمالي، وعدم بناء قوة عسكرية كبرى. أما الصين، فقد استطاعت منذ بداية الثمانينيات أن تحقق نقلة نوعية اقتصادية وعسكرية مهمة ولعل أهم ملامح الصعود الصيني هو التحسن المستمر في مؤشرات الأداء الاقتصادي الصيني. ضف إلى ذلك تركيز الصين على إقامة قوة مسلحة تقليدية متفوقة تكنولوجيا وامتلاكها الرؤوس النووية وادوات نقل تلك الرؤوس، بالإضافة إلى برنامج فضائي ضخم لجمع المعلومات. وقد حققت الصين هذه الطفرة نتيجة برنامج سیاسی اقتصادی شامل قادة ياي جيانيانغ، الذي تولى السلطة سنة 1978، يقوم على إدخال أساليب النمو الرأسمالي في إطار السيطرة السياسية للحزب الشيوعي مع اللجوء إلى أسلوب التدرج، وتنويع العلاقات الاقتصادية الخارجية على أساس اقتصادی - مصلحی. كذلك، فقد صعدت القوة الاقتصادية للدول التي اسميت «بالنمور الأسيوية». فقد حققت تلك الدول في خلال ثلاثين عاما طفرة اقتصادية أطلق عليها البنك الدولي للإنشاء والتعمير اسم «المعجزة الشرق أسيوية».